# Liste der Mitglieder des Preußischen Herrenhauses
Die Liste der Mitglieder des Preußischen Herrenhauses führt die Mitglieder des Preußischen Herrenhauses auf, das ab 1855 die Erste Kammer des Preußischen Landtags nach der Verfassungsurkunde für den preußischen Staat vom 31. Januar 1850, geändert durch Verordnung wegen Bildung der Ersten Kammer vom 18. Oktober 1854, war. Letztere war bis zum Ende des deutschen Kaiserreichs gültig. Die Mitglieder (Abgeordnete) des Preußischen Herrenhauses (HH) wurden „Pairs“ genannt und hatten ihr Recht auf Sitz und Stimme allein aufgrund erblicher Rechte oder Präsentation.
Nachfolgend werden folgende Abkürzungen verwendet:
- erF für Häupter ehemals reichsständische Häuser (erblicher Sitz)
- MdVL für Häupter der zum Vereinigten Landtag berufenen Familien (erblicher Sitz)
- kglVO für durch königliche Verordnung vergebene erbliche Sitze

## A
| Name                                                 | Lebensdaten | Beruf                                                    | Mitglied                      | Interessen-Vertretung                                                |
| ---------------------------------------------------- | ----------- | -------------------------------------------------------- | ----------------------------- | -------------------------------------------------------------------- |
| Friedrich Ackermann                                  | 1866–1931   | Oberbürgermeister                                        | 1907–1918                     | Stettin                                                              |
| Franz Adams der Jüngere                              | 1828–1891   | Beigeordneter                                            | 1878–1891                     | Koblenz                                                              |
| Konrad Adenauer                                      | 1876–1967   | Oberbürgermeister, später Bundeskanzler                  | 1917–1918                     | Köln                                                                 |
| Franz Adickes                                        | 1846–1915   | Oberbürgermeister                                        | 1884–1891 1891–1912 1914–1915 | Altona Frankfurt am Main persönliche Berufung                        |
| Paul Adolph                                          | 1840–1914   | Oberbürgermeister                                        | 1895–1903                     | Frankfurt an der Oder                                                |
| Arthur Altenberg                                     | 1862–1926   | Oberbürgermeister                                        | 1894–1918                     | Memel                                                                |
| Josef Graf von Althann                               | 1798–1861   | Oberst-Erbland-Vorschneider                              | 1856–1861                     | erblicher Sitz (MdVL) Majorat Mittelwalde                            |
| Karl Graf von Althann                                | 1801–1881   | Schildträger                                             | 1863–1881                     | erblicher Sitz (MdVL) Majorat Mittelwalde                            |
| Robert Graf von Althann                              | 1853–1919   | kk Kämmerer                                              | 1883–1918                     | erblicher Sitz (MdVL) Majorat Mittelwalde                            |
| Friedrich Althoff                                    | 1839–1908   | Ministerialdirektor                                      | 1907–1908                     | persönliche Berufung                                                 |
| Albrecht Graf von Alvensleben                        | 1794–1858   | Finanzminister                                           | 1854–1858                     | persönliche Berufung                                                 |
| Albrecht Graf von Alvensleben-Schönborn              | 1848–1928   | Gutsbesitzer                                             | 1904–1918                     | erblicher Sitz (kglVO) seit 1904                                     |
| Ferdinand Graf von Alvensleben                       | 1803–1889   | Gutsbesitzer                                             | 1854–1889                     | Grundbesitzer Altmark                                                |
| Friedrich Johann Graf von Alvensleben                | 1836–1913   | Botschafter                                              | 1906–1913                     | persönliche Berufung                                                 |
| Gebhard Karl Ludolf von Alvensleben                  | 1798–1867   | Generalleutnant                                          | 1856–1867                     | Familie von Alvensleben                                              |
| Gebhard Nikolaus von Alvensleben                     | 1824–1909   | Oberforstmeister                                         | 1880–1909                     | Familie von Alvensleben                                              |
| Ludolf Udo von Alvensleben                           | 1852–1923   | Kreisdeputierter, Rittmeister                            | 1911–1918                     | Familie von Alvensleben                                              |
| Ludwig von Alvensleben                               | 1805–1869   | Kreisdeputierter                                         | 1868–1869                     | Familie von Alvensleben                                              |
| Udo Gebhard Ferdinand von Alvensleben                | 1814–1879   | Rittmeister, Gutsbesitzer                                | 1869–1879                     | Familie von Alvensleben                                              |
| Ernst Appelbaum                                      | 1792–18??   | Stadtrat                                                 | 1855–1858                     | Bromberg                                                             |
| Engelbert-August Herzog von Arenberg                 | 1824–1875   | Standesherr für Arenberg-Meppen und Gfst. Recklinghausen | 1861–1875                     | erblicher Sitz (erF)                                                 |
| Engelbert-Maria Herzog von Arenberg                  | 1872–1949   | Standesherr für Arenberg-Meppen und Gfst. Recklinghausen | 1903–1918                     | erblicher Sitz (erF)                                                 |
| Prosper Ludwig Herzog von Arenberg                   | 1785–1861   | Standesherr für Arenberg-Meppen und Gfst. Recklinghausen | 1854–1861                     | erblicher Sitz (erF); nahm Sitz nicht ein                            |
| Eduard Arnhold                                       | 1849–1925   | Unternehmer                                              | 1913–1918                     | persönliche Berufung                                                 |
| Adolf Heinrich Graf von Arnim                        | 1803–1868   | Innenminister                                            | 1854–1868                     | erblicher Sitz Herrschaft Boitzenburg (MdVL)                         |
| Adolf Graf von Arnim                                 | 1832–1887   | Oberpräsident                                            | 1868–1887                     | erblicher Sitz Herrschaft Boitzenburg (MdVL)                         |
| Albrecht von Arnim                                   | 1841–1903   | Gutsbesitzer                                             | 1901–1903                     | Grafenverband Brandenburg                                            |
| Bernd von Arnim                                      | 1850–1939   | Gutsbesitzer                                             | 1906–1918                     | persönliche Berufung                                                 |
| Bernd Graf von Arnim                                 | 1868–1945   | Gutsbesitzer, Kammerherr                                 | bis 1918                      |                                                                      |
| Dietloff Graf von Arnim                              | 1867–1933   | Gutsbesitzer                                             | 1898–1918                     | erblicher Sitz Herrschaft Boitzenburg (MdVL), HH-Präsident 1916–1918 |
| Friedrich von Arnim                                  | 1785–1857   | Oberstleutnant, Gutsbesitzer                             | 1854–1857                     | persönliche Berufung                                                 |
| Gustav von Arnim                                     | 1820–1904   | Gutsbesitzer                                             | 1885–1904                     | Grundbesitzer Uckermark                                              |
| Hans von Arnim                                       | 1841–1914   | Gutsbesitzer, Rittmeister                                | 1904–1914                     | Familie von Arnim                                                    |
| Heinrich Friedrich von Arnim-Heinrichsdorff-Werbelow | 1791–1859   | Kammerherr                                               | 1857–1859                     | Familie von Arnim                                                    |
| Traugott Hermann von Arnim-Muskau                    | 1839–1919   | Jurist                                                   | 1909–1918                     | persönliche Berufung                                                 |
| Oskar von Arnim-Kröchlendorff                        | 1813–1903   | Gutsbesitzer                                             | 1860–1903                     | Familie von Arnim                                                    |
| Richard von Arnim                                    | 1786–1870   | Gutsbesitzer                                             | 1855–1870                     | Grundbesitzer Uckermark                                              |
| Friedrich Graf von der Asseburg-Falkenstein          | 1861–1940   | Gutsbesitzer                                             | 1909–1918                     | erblicher Sitz (MdVL), Herrschaft Falkenstein                        |
| Ludwig Graf von der Asseburg-Falkenstein             | 1796–1869   | Gutsbesitzer, Hofjägermeister                            | 1854–1869                     | erblicher Sitz (MdVL), Herrschaft Falkenstein                        |
| Ludwig II August Graf von der Asseburg-Falkenstein   | 1829–1909   | Gutsbesitzer, Oberjägermeister                           | 1869–1909                     | erblicher Sitz (MdVL), Herrschaft Falkenstein                        |

## B
| Name                                                    | Lebensdaten | Beruf                                              | Mitglied                                                    | Interessen-Vertretung |
| ------------------------------------------------------- | ----------- | -------------------------------------------------- | ----------------------------------------------------------- | --- |
| Julius Bachmann                                         | 1844–1924   | Oberbürgermeister                                  | 1883–1890                                                   | Bromberg |
| Roderich von Baehr                                      | 1847–19xx   | Gutsbesitzer                                       | 1894 bis nach 1910                                          | Grundbesitzer Ermland und Masuren                                                                                         |
| Hermann Ludwig von Balan                                | 1812–1874   | Diplomat, Staatssekretär                           | 1873–1874                                                   | persönliche Berufung |
| Franz Graf von Ballestrem                               | 1834–1910   | Montan-Industrieller                               | 1903–1910                                                   | erblicher Sitz (kglVO) seit 1903                                                                                          |
| Karl Graf von Ballestrem                                | 1801–1879   | Gutsbesitzer                                       | 1854–1879                                                   | Grundbesitzer Ratibor |
| Valentin Graf von Ballestrem                            | 1860–1920   | Montan-Industrieller                               | 1911–1918                                                   | erblicher Sitz (kglVO) |
| Werner von Bandemer                                     | 1817–1895   | Gutsbesitzer, Rittmeister                          | 1867–1895                                                   | Grundbesitzer Herzogtum Wenden                                                                                            |
| Wilhelm von Bandemer                                    | 1861–1914   | Gutsbesitzer, Rittmeister                          |                                                             | |
| Moritz von Bardeleben                                   | 1814–1890   | Oberpräsident                                      | 1872–1890                                                   | persönliche Berufung |
| Wilhelm Barkhausen                                      | 1831–1903   | Unterstaatssekretär                                | 1894–1904                                                   | persönliche Berufung |
| Adolf Tortilowicz von Batocki-Friebe                    | 1868–1944   | Oberpräsident                                      | 1910–1918                                                   | Grundbesitzer Samland und Natangen                                                                                        |
| Johann Joseph Bauerband                                 | 1800–1878   | Kronsyndikus                                       | 1854–1878                                                   | persönliche Berufung |
| Karl Baumbach                                           | 1844–1896   | Oberbürgermeister                                  | 1891–1896                                                   | Danzig |
| Eduard Baumstark                                        | 1807–1889   | Volkswirtschaftler                                 | 1859–1889                                                   | Universität Greifswald |
| August von Bechmann                                     | 1834–1907   | Rechtsprofessor                                    | 1868–1870                                                   | Universität Kiel |
| Hans Becker                                             | 1877–1947   | Oberbürgermeister                                  | 1911–1918                                                   | Minden 1911–1923 |
| Hermann Becker                                          | 1820–1885   | Oberbürgermeister                                  | 1872–1875                                                   | Dortmund |
| Wilhelm von Becker                                      | 1835–1924   | Oberbürgermeister                                  | 1869–1918                                                   | Halberstadt (1869–1875), Dortmund (1875–1876), Düsseldorf (1878–1886), Köln (1886–1907), persönliche Berufung (1907–1918) |
| Georg von Beerfelde                                     | 1838–1902   | Gutsbesitzer                                       | 1872–1902                                                   | Grundbesitzer Crossen-Züllichau                                                                                           |
| Friedrich von Behr                                      | 1821–1892   | Gutsbesitzer                                       | 1877–1892                                                   | Grundbesitzer Neuvorpommern und Rügen                                                                                     |
| Graf Carl von Behr-Behrenhoff                           | 1835–1906   | Gutsbesitzer                                       | 1895–1906                                                   | persönliche Berufung |
| Karl Friedrich Graf von Behr                            | 1865–1933   | Kammerherr, Gutsbesitzer                           | 1909–1918                                                   | Grundbesitzer Neuvorpommern und Rügen                                                                                     |
| August Graf von Behr-Negendank                          | 1866–1942   | Gutsbesitzer                                       | 1902–1918                                                   | erblicher Sitz (kglVO) |
| Ulrich Graf von Behr-Negendank                          | 1826–1902   | Oberpräsident                                      | 1868–1902                                                   | erblicher Sitz seit 1868 (kglVO)                                                                                          |
| Hugo Graf Beissel von Gymnich                           | 1798–1863   | Gutsbesitzer                                       | 1854–1863                                                   | Grafenverband Rheinprovinz                                                                                                |
| Otto Graf Beissel von Gymnich                           | 1851–1931   | Landrat                                            | 1906–1918                                                   | Grundbesitz Ober-Berg |
| Karl Beleites                                           | 1812–1875   | Stadtrat                                           | 1871–1873                                                   | Bromberg |
| Albin Graf Belina-Wesierski                             | 1812–1875   | Gutsbesitzer                                       | 1854–1875                                                   | Grundbesitzer Gnesen |
| Alexander von Below                                     | 1801–1882   | Gutsbesitzer                                       | 1855–1882                                                   | persönliche Berufung |
| Gustav von Below-Rutzau                                 | 1855–1940   | Gesandter                                          | 1904–1918                                                   | Familie von Below (seit 1904)                                                                                             |
| Nikolaus von Below                                      | 1837–1919   | Hauptdirektor                                      | 1895–1918                                                   | persönliche Berufung |
| Richard von Below                                       | 1833–1875   | Gutsbesitzer                                       | 1874–1875                                                   | Grundbesitzer Litauen und Masuren; nahm Sitz nicht ein                                                                    |
| Julius von Bemberg                                      | 1836–1903   | Gutsbesitzer                                       | 1891–1903                                                   | persönliche Berufung |
| Georg Bender                                            | 1848–1924   | Oberbürgermeister                                  | 1891–1912                                                   | Breslau |
| Alexis Fürst zu Bentheim und Steinfurt                  | 1845–1919   | Standesherr der Herrschaft Steinfurt und Bentheim  | 1890–1918                                                   | erblicher Sitz (erF) |
| Alexius Fürst zu Bentheim und Steinfurt                 | 1781–1866   | Standesherr der Herrschaft Steinfurt und Bentheim  | 1854–1866                                                   | erblicher Sitz (erF); nahm Sitz nicht ein                                                                                 |
| Ludwig Fürst zu Bentheim und Steinfurth                 | 1812–1890   | Standesherr der Herrschaft Steinfurt und Bentheim  | 1867–1890                                                   | erblicher Sitz (erF) |
| Gustav Moritz Fürst zu Bentheim-Steinfurt-Rheda         | 1849–1909   | Standesherr der Herrschaft Rheda                   | 1885–1909                                                   | erblicher Sitz (erF) |
| Franz Fürst zu Bentheim-Tecklenburg-Rheda               | 1800–1885   | Standesherr der Herrschaft Rheda                   | 1872–1885                                                   | erblicher Sitz (erF); nahm Sitz nicht ein                                                                                 |
| Moritz Kasimir Fürst von Bentheim-Rheda                 | 1795–1872   | Standesherr der Herrschaft Rheda                   | 1854–1872                                                   | erblicher Sitz (erF) |
| Friedrich von Berg-Markienen                            | 1866–1939   | Oberpräsident                                      | 1916–1918                                                   | |
| Ernst von Bergmann                                      | 1836–1907   | Chirurg                                            | 1906–1907                                                   | persönliche Berufung |
| Karl Friedrich von Berlepsch                            | 1821–1893   | Erbkämmerer von Hessen                             | 1867–1893                                                   | persönliche Berufung |
| Robert Berndt                                           | 1811–1888   | Oberbürgermeister                                  | 1855–1888                                                   | Glogau |
| August von Bernuth                                      | 1808–1889   | Justizminister                                     | 1860–1889                                                   | persönliche Berufung |
| Adolf Bertram                                           | 1859–1945   | Fürstbischof                                       | 1914–1918                                                   | persönliche Berufung |
| Georg Beseler                                           | 1809–1888   | Jurist                                             | 1875–1888                                                   | Universität Berlin |
| Max von Beseler                                         | 1855–1921   | Staatsminister, Kronsyndikus                       | 1905–1918                                                   | persönliche Berufung |
| Hans von Beseler                                        | 1850–1921   | Generaloberst                                      | 1912–1918                                                   | |
| Felix von Bethmann Hollweg                              | 1824–1900   | Gutsbesitzer                                       | 1889–1900                                                   | persönliche Berufung |
| Theodor von Bethmann-Hollweg                            | 1821–1886   | Gutsbesitzer                                       | 1872–1886                                                   | persönliche Berufung |
| Carl Moritz von Beurmann                                | 1802–1870   | Oberpräsident                                      | 1863–1870                                                   | persönliche Berufung |
| Alexander Beyer                                         | 1813–1878   | Oberbürgermeister                                  | 1854–1878                                                   | Potsdam |
| Willibald Beyschlag                                     | 1823–1900   | Theologe                                           | 1896–1900                                                   | Universität Halle |
| Ernst Rudolf Bierling                                   | 1841–1919   | Professor                                          | 1890–1918                                                   | Universität Greifswald |
| Arthur Birkner                                          | 1837–1905   | Landrat                                            | 1899–1905                                                   | persönliche Berufung |
| Calixt Prinz Biron von Curland                          | 1817–1882   | Standesherr                                        | 1854–1882                                                   | erblicher Sitz (MdVL) Herrschaft Wartenberg                                                                               |
| Gustav Prinz Biron von Curland                          | 1859–1941   | Standesherr                                        | 1891–1918                                                   | erblicher Sitz (MdVL) Herrschaft Wartenberg                                                                               |
| Herbert Fürst von Bismarck                              | 1849–1904   | Staatsminister                                     | 1898–1904                                                   | erblicher Sitz (kglVO) |
| Otto Fürst von Bismarck                                 | 1815–1898   | Reichskanzler                                      | 1855–1868 1868–1898                                         | Grundbesitzer Herzogtum Stettin persönliche Berufung, seit 1876 erblich (kglVO)                                           |
| Moritz Ferdinand Freiherr von Bissing                   | 1844–1917   | General                                            | 1910–1917                                                   | persönliche Berufung |
| Rudolf von Bitter der Ältere                            | 1811–1880   | Präsident d. Seehandlung                           | 1872–1880                                                   | persönliche Berufung |
| Rudolf von Bitter der Jüngere                           | 1846–1914   | Oberpräsident Posen/OVG-Präsident                  | 1910–1914                                                   | persönliche Berufung |
| Friedrich Freiherr von Blanckart                        | 1848–1912   | Gutsbesitzer                                       | 1905–1912                                                   | Grundbesitzer West-Jülich/Moselland                                                                                       |
| Richard von Blanckenburg                                | 1854–1926   | Gutsbesitzer                                       | 1907–1918                                                   | Grundbesitzer Herzogtum Kassuben                                                                                          |
| Theodor Bleek                                           | 1833–1905   | Oberbürgermeister                                  | 1880–1903                                                   | Minden |
| Friedrich Bloemer                                       | 1807–1872   | Obertribunalsrat                                   | 1861–1872                                                   | persönliche Berufung |
| Gebhardt Bernhard Carl Fürst Blücher von Wahlstatt      | 1799–1875   | Standesherr                                        | 1855–1875                                                   | persönliche Berufung, seit 1869 erblich (kglVO)                                                                           |
| Gebhardt Leberecht Fürst Blücher von Wahlstatt          | 1836–1916   | Standesherr                                        | 1875–1899 (Ausscheiden wegen Wohnsitzes außerhalb Preußens) | erblicher Sitz (kglVO) |
| Gebhardt Fürst Blücher von Wahlstatt                    | 1836–1916   | Standesherr                                        | 1865–1931                                                   | erblicher Sitz (kglVO) |
| Ignacy Graf von Bnin-Bninsky                            | 1820–1893   | Gutsbesitzer                                       | 1855–1893                                                   | Grundbesitzer Netze-Distrikt                                                                                              |
| Severin Graf von Bnin-Bninsky                           | 1845–1909   | Gutsbesitzer                                       | 1901–1909                                                   | Grafenverband Prov. Posen                                                                                                 |
| Dietrich Werner Graf von Bocholtz                       | 1797–1861   | Gutsbesitzer                                       | 1855–1861                                                   | erblicher Sitz (kglVO); mangels Erben erloschen                                                                           |
| Wilhelm Graf von Bocholtz-Alme (Meschede)               | 1833–1890   | Gutsbesitzer                                       | 1871–1890                                                   | Grundbesitzer Provinz Westfalen                                                                                           |
| Diederich von Bocholtz-Asseburg                         | 1812–1892   | Gutsbesitzer                                       | –1892                                                       | |
| Max von Bock und Polach                                 | 1842–1915   | Generalfeldmarschall                               | 1911–1915                                                   | persönliche Berufung |
| Gisbert Freiherr von Bodelschwingh-Plettenberg          | 1790–1866   | Gutsbesitzer                                       | 1854–1866                                                   | Grundbesitzer Grafschaft Mark                                                                                             |
| Carl Freiherr von Bodelschwingh-Plettenberg             | 1821–1907   | Landmarschall                                      | 1866–1907                                                   | Grundbesitzer Grafschaft Mark                                                                                             |
| Hans Freiherr von Bodenhausen-Degener                   | 1839–1912   | Gutsbesitzer                                       | um 1895–1912                                                | Grundbesitzer Ostthüringen                                                                                                |
| Hans Bodo Freiherr von Bodenhausen                      | 1841–1921   | Landrat                                            | 1908–1918                                                   | Grundbesitzer Ober-Sachsen                                                                                                |
| Bodo Wilke Freiherr von Bodenhausen                     | 1837–1908   | anhalt. Kammerherr                                 | 1879–1908                                                   | Grundbesitzer Ober-Sachsen                                                                                                |
| Gustav Bödcher                                          | 1836–1899   | Oberbürgermeister                                  | 1876–1899                                                   | Halberstadt |
| Friedrich Bötticher                                     | 1826–1895   | Oberbürgermeister                                  | 1882–1895                                                   | Magdeburg; HH-Vizepräsident                                                                                               |
| Karl Heinrich von Boetticher                            | 1833–1907   | Vizekanzler                                        | 1901–1907                                                   | Domstift Naumburg |
| Henry Theodore Böttinger                                | 1848–1920   | Industrieller                                      | 1909–1918                                                   | persönliche Berufung |
| Julius von Bohlen                                       | 1820–1882   | Erbkämmerer                                        | 1879–1882                                                   | persönliche Berufung |
| Reinhold Boie                                           | 1831–1907   | Oberbürgermeister                                  | 1880–1897                                                   | Potsdam |
| Eduard von Bonin                                        | 1846–1934   | Gutsbesitzer, Rittmeister                          | 1913–1918                                                   | Familie von Bonin |
| Gisbert von Bonin                                       | 1841–1913   | Staatsmin. (Sachsen-Gotha)                         | 1902–1913                                                   | Familie von Bonin |
| Hugo von Bonin                                          | 1826–1893   | Gutsbesitzer                                       | 1888–1893                                                   | Grundbesitzer Herzogtum Kassuben                                                                                          |
| Wilhelm Borchers                                        | 1856–1925   | Rektor                                             | 1907–1909                                                   | persönliche Berufung |
| Gustav Graf von Borcke                                  | 1829–1916   | Fideikommissbesitzer, Schlosshauptmann von Stettin | 1877–1916                                                   | Grundbesitzer Cammin und Hinterpommern                                                                                    |
| Kurt von Borcke                                         | 1835–1905   | Rittergutsbesitzer                                 | 1879–1905                                                   | Familie von Borcke |
| Theodor von Borcke                                      | 1805–1878   | Premierleutnant                                    | 1856–1878                                                   | Familie von Borcke |
| Wulff von Borcke                                        | 1839–19xx   | Major                                              | seit 1906                                                   | Familie von Borcke |
| Friedrich von Born-Fallois                              | 1845–1913   | Gutsbesitzer                                       | 1896–1913                                                   | Grundbesitzer Netze-Distrikt                                                                                              |
| Friedrich Wilhelm Ludwig Bornemann                      | 1798–1864   | Kronsyndikus                                       | 1861–1864                                                   | persönliche Berufung |
| Wilhelm Graf von Borries                                | 1802–1883   | Präsident d. Staatsrats Kg. Hannover               | 1867–1883                                                   | persönliche Berufung |
| Robert Bosse                                            | 1832–1901   | Kultusminister                                     | 1891–1901                                                   | persönliche Berufung |
| Hugo Braesicke                                          | 1843–1898   | Oberbürgermeister                                  | 1891–1898                                                   | Bromberg |
| Adolf von Brand                                         | 1803–1878   | Gutsbesitzer                                       | 1854–1878                                                   | Grundbesitzer Neumark – Bez. Soldin                                                                                       |
| Camillus von Brand                                      | 1806–1857   | Kammerherr                                         | 1854–1857                                                   | Domstift Brandenburg |
| Eduard Brand                                            |             | Oberbürgermeister; Stadtrat                        | 1854–1864 1864–1866                                         | Brandenburg/Havel; Nordhausen                                                                                             |
| Eusebius von Brand                                      | 1840–1905   | Gutsbesitzer                                       | 1904–1905                                                   | Grundbesitzer Neumark – Bez. Soldin; nahm Sitz nicht ein                                                                  |
| Paul von Brand                                          | 1831–1904   | Gutsbesitzer                                       | 1879–1904                                                   | Grundbesitzer Neumark – Bez. Soldin                                                                                       |
| Wilhelm von Brandenstein                                | 1819–1894   | OLG-Senatspräsident                                | 1891–1894                                                   | Domstift Merseburg |
| Christian August Brandis                                | 1790–1867   | Prof. d. Philosophie                               | 1854–1867                                                   | Universität Bonn |
| Friedrich Adalbert von Bredow                           | 1814–1890   | Generalleutnant                                    | 1878–1890                                                   | Familie von Bredow |
| Joachim von Bredow                                      | 1867–1941   | Gutsbesitzer                                       | –1918                                                       | |
| Karl von Bredow-Buchow-Carpzow                          | 1832–1904   | Gutsbesitzer                                       | 1894–1904                                                   | Familie von Bredow |
| Leopold von Bredow                                      | 1787–1878   | Major, Gutsbesitzer                                | 1856–1878                                                   | Familie von Bredow |
| Max von Bredow                                          | 1817–1893   | Oberst                                             | 1891–1893                                                   | Familie von Bredow |
| Max von Bredow                                          | 1855–1918   | Gutsbesitzer                                       | 1905–1918                                                   | Familie von Bredow |
| Wolf von Bredow                                         | 1834–1920   | Gutsbesitzer                                       | 1891–1918                                                   | Grundbesitzer Mittelmark                                                                                                  |
| Wilhelm August Bredt                                    | 1817–1895   | Oberbürgermeister                                  | 1874–1879 1879–1895                                         | Barmen persönliche Berufung                                                                                               |
| Arthur von Breitenbuch (auch Breitenbauch)              | 1831–1909   | Gutsbesitzer                                       | 1891–1909                                                   | Grundbesitzer West-Thüringen                                                                                              |
| Reinhard Franz von und zu Brenken                       | 1818–1870   | Landrat                                            | 1854–1870                                                   | Grundbesitzer Bez. Paderborn                                                                                              |
| Richard Breslau                                         | 1835–1897   | Oberbürgermeister                                  | 1872–1889                                                   | Erfurt |
| Friedrich Graf von Brockdorff-Kleetkamp                 | 1808–1880   | Gutsbesitzer                                       | 1867–1880                                                   | persönliche Berufung |
| Konrad Graf von Brockdorff-Ahlefeldt                    | 1823–1909   | Gutsbesitzer                                       | 1886–1909                                                   | persönliche Berufung |
| Karl Anton Broicher                                     | 1805–1881   | Kronsyndikus                                       | 1870–1881                                                   | persönliche Berufung |
| Albert von Bruchhausen                                  | 1859–1948   | Oberbürgermeister                                  | 1901–1904 1904–1918                                         | Recklinghausen Trier |
| Theodor Brüggemann                                      | 1796–1866   | Mitglied Disziplinarhof                            | 1854–1866                                                   | persönliche Berufung |
| Friedrich August Adalbert Graf von Brühl                | 1791–1856   | Standesherr                                        | 1854–1856                                                   | erblicher Sitz (MdVL) Herrschaft Pförten                                                                                  |
| Friedrich-Franz Graf von Brühl                          | 1848–1911   | Standesherr                                        | 1893–1911                                                   | erblicher Sitz (MdVL) Herrschaft Pförten                                                                                  |
| Friedrich-Joseph Graf von Brühl                         | 1875–1949   | Standesherr                                        | 1911–1918                                                   | erblicher Sitz (MdVL) Herrschaft Pförten                                                                                  |
| Friedrich Stephan Graf von Brühl                        | 1819–1893   | Standesherr                                        | 1856–1893                                                   | erblicher Sitz (MdVL) Herrschaft Pförten                                                                                  |
| Heinrich Brüning                                        | 1836–1920   | Oberbürgermeister                                  | 1871–1880 1880–1888                                         | Minden Osnabrück |
| Julius von Brünken                                      |             | Oberbürgermeister                                  | 1861–1868                                                   | Halberstadt |
| Magnus von Brünneck                                     | 1786–1866   | Oberburggraf                                       | 1854–1866                                                   | kraft Amtes |
| Roland Graf von Brünneck-Bellschwitz                    | 1840–1918   | Gutsbesitzer, Landrat                              | 1907–1918                                                   | Grafenverband Ost- und Westpreußen                                                                                        |
| Siegfried von Brünneck-Bellschwitz                      | 1814–1871   | Gutsbesitzer, Landrat                              | 1866–1871                                                   | Grundbesitzer Oberland |
| Heinrich Brunner                                        | 1840–1915   | Jurist, Kronsyndikus                               | 1912–1915                                                   | persönliche Berufung |
| Leonhard von Brzeski                                    | 1812–1902   | Rittergutsbesitzer                                 | 1876–nach 1885                                              | Grundbesitzer Gnesen |
| Alexander von Buch                                      | 1814–1885   | Schlosshauptmann                                   | 1871–1885                                                   | Grundbesitzer Uckermark                                                                                                   |
| Leopold von Buch                                        | 1850–1927   | Hauptritterschaftsdirektor                         | 1912–1918                                                   | persönliche Berufung |
| Johann von Buch                                         | 1845–1914   | Schlosshauptmann/Rittergutsbesitzer                | 1905–1914                                                   | Grundbesitzer Uckermark                                                                                                   |
| Alfred Freiherr von Buddenbrock                         | 1796–1863   | Oberstleutnant                                     | 1854–1863                                                   | persönliche Berufung |
| Arthur Freiherr von Buddenbrock                         | 1850–1929   | Gutsbesitzer                                       | 1903–1918                                                   | Grundbesitzer Bez. Marienburg                                                                                             |
| Heinrich Rudolf Freiherr von Buddenbrock                | 1821–1895   | Kammerherr, Landrat                                | 1875–1895                                                   | Grundbesitzer Bez. Marienburg                                                                                             |
| Paul Büchtemann                                         | 1851–1914   | Oberbürgermeister                                  | 1894–1906                                                   | Görlitz |
| Bernhard Fürst von Bülow                                | 1849–1929   | Reichskanzler                                      | 1906–1918                                                   | Familie von Bülow (seit 1905)                                                                                             |
| Cai von Bülow                                           | 1851–1910   | Gutsbesitzer, Landrat                              | 1910                                                        | persönliche Berufung; nahm Sitz nicht ein                                                                                 |
| Friedrich Gottlieb von Bülow                            | 1831–1898   | Erblandmarschall Lauenburg                         | 1882–1898                                                   | persönliche Berufung |
| Ignatz Bürgers                                          | 1815–1882   | Jurist                                             | 1879–1882                                                   | persönliche Berufung |
| Gerhard Bunnemann                                       | 1842–1925   | Oberbürgermeister                                  | (1892) 1895–1910                                            | Bielefeld |
| Christian Karl Josias Freiherr von Bunsen               | 1791–1860   | Gesandter                                          | 1858–1860                                                   | persönliche Berufung |
| Friedrich Graf von Burghauß                             | 1796–1885   | Landschaftsdirektor                                | 1854–1885                                                   | erblicher Sitz (MdVL) Majorat Laasan                                                                                      |
| Hans-Henning von Burgsdorff                             | 1866–1917   | Gutsbesitzer                                       | 1900–1917                                                   | Grundbesitzer Mittelmark                                                                                                  |
| Theodor Burscher                                        |             | Oberbürgermeister                                  | 1860–1868                                                   | Elbing |
| Georg Freiherr von dem Bussche-Streithorst              | 1825–1896   | Gutsbesitzer                                       | 1862–1896                                                   | Grundbesitzer Bez. Halberstadt                                                                                            |
| Hermann Graf von dem Bussche-Ippenburg gen. von Kessell | 1869–1943   | Gutsbesitzer                                       | 1905–1918                                                   | erblicher Sitz (kglVO) seit 1905                                                                                          |
| Wilhelm Graf von dem Bussche-Ippenburg gen. von Kessell | 1830–1897   | Gutsbesitzer                                       | 1879–1897                                                   | persönliche Berufung |
| Karl Busz                                               | 1863–1930   | Professor der Mineralogie                          | 1910–1918                                                   | Universität Münster |
| Rudolf von Byern                                        | 1844–1913   | Gutsbesitzer                                       | 1906–1913                                                   | Grundbesitzer Hztm. Magdeburg                                                                                             |

## C
| Name                            | Lebensdaten | Beruf                             | Mitglied  | Interessen-Vertretung                           |
| ------------------------------- | ----------- | --------------------------------- | --------- | ----------------------------------------------- |
| Hubert Josef Cadenbach          | 1800–1867   | Oberbürgermeister                 | 1858–1867 | Koblenz                                         |
| Ludolf Camphausen               | 1803–1890   | Bankier                           | 1860–1890 | persönliche Berufung                            |
| Otto von Camphausen             | 1812–1896   | Finanzminister                    | 1860–1896 | persönliche Berufung                            |
| Leopold von Caprivi             | 1797–1865   | Obertribunalrat                   | 1863–1865 | persönliche Berufung                            |
| Friedrich Graf von Carmer-Borne | 1827–1885   | Gutsbesitzer                      | 1859–1885 | Grundbesitzer Liegnitz/Wohlau                   |
| Friedrich Graf von Carmer-Osten | 1849–1915   | Schlosshauptmann, Gutsbesitzer    | 1892–1915 | Grundbesitzer Liegnitz/Wohlau                   |
| Peter von Carnap                | 1823–1904   | Gutsbesitzer, Stadtverordneter    | 1861–1869 | Elberfeld, zugleich Barmen                      |
| Heinrich zu Carolath-Beuthen    | 1783–1864   | Standesherr                       | 1854–1864 | erblicher Sitz (MdVL), Herrschaft Beuthen/Oder  |
| Karl Fürst zu Carolath-Beuthen  | 1845–1912   | Standesherr, Generalmajor         | 1875–1912 | erblicher Sitz, (MdVL), Herrschaft Beuthen/Oder |
| Hans Arno Charbonnier           | 1878–1944   | Oberbürgermeister                 | 1912–1918 | Liegnitz                                        |
| Casimir Baron Chłapowski        | 1832–1916   | Rittergutsbesitzer                | 1902–1916 | Grundbesitzer Bez. Fraustadt                    |
| Dezydery Chłapowski             | 1788–1879   | General                           | 1856–1879 | Grundbesitzer Bez. Fraustadt                    |
| Stanislaus Baron Chłapowski     | 1822–1902   | Rittergutsbesitzer                | 1887–1902 | Grundbesitzer Bez. Fraustadt                    |
| Axel von Colmar                 | 1840–1911   | Regierungspräsident               | 1906–1911 | persönliche Berufung                            |
| Carl Contag                     | 1863–1934   | Oberbürgermeister                 | 1900–1918 | Nordhausen                                      |
| Alfred Herzog von Croy          | 1789–1861   | Standesherr der Herrschaft Dülmen | 1854–1861 | erblicher Sitz (erF)                            |
| Karl Herzog von Croy            | 1859–1906   | Standesherr der Herrschaft Dülmen | 1902–1906 | erblicher Sitz (erF)                            |
| Rudolf Herzog von Croy          | 1823–1902   | Standesherr der Herrschaft Dülmen | 1862–1902 | erblicher Sitz (erF)                            |
| Josef von Czapski               | 1854–1906   | Gutsbesitzer                      | 1904–1906 | Grundbesitzer Krotoschin                        |

## D
| Name                                        | Lebensdaten | Beruf                                     | Mitglied            | Interessen-Vertretung                                                              |
| ------------------------------------------- | ----------- | ----------------------------------------- | ------------------- | ---------------------------------------------------------------------------------- |
| Otto Dambach                                | 1831–1899   | Abt.-Dirig. Reichspostamt                 | 1891–1899           | persönliche Berufung                                                               |
| Alexander Edler von Daniels                 | 1800–1868   | Kronsyndikus                              | 1854–1868           | persönliche Berufung                                                               |
| Hermann von Dechend                         | 1814–1890   | Reichsbankpräsident                       | 1872–1890           | persönliche Berufung                                                               |
| Friedrich von der Decken                    | 1802–1881   | kgl. hannoverscher Staatsminister         | 1868–1881           | persönliche Berufung; nahm Sitz nicht ein                                          |
| Friedrich Dagobert Deetz                    | 1812–1871   | Oberbürgermeister                         | 1865–1871           | Frankfurt an der Oder                                                              |
| Clemens von Delbrück                        | 1856–1921   | Oberbürgermeister, später Handelsminister | 1896–1902           | Danzig                                                                             |
| Ludwig Delbrück                             | 1860–1913   | Bankier                                   | 1908–1913           | persönliche Berufung                                                               |
| Carl Delius                                 | 1846–1914   | Unternehmer                               | 1909–1914           | persönliche Berufung                                                               |
| Wilhelm Denhard                             | 1807–1879   | Bürgermeister                             | 1866–1879           | Stralsund                                                                          |
| Eduard von Derenthall                       | 1835–1919   | Gesandter                                 | 1903–1918           | persönliche Berufung                                                               |
| Bernhard Dernburg                           | 1865–1937   | Bankier                                   | 1913–1918           |                                                                                    |
| Heinrich Dernburg                           | 1829–1907   | Hochschullehrer, Kronsyndikus             | 1866–1873 1873–1907 | Universität Halle persönliche Berufung                                             |
| Kurt von Dewitz                             | 1847–1925   | Oberpräsident                             | 1912–1918           | persönliche Berufung                                                               |
| Viktor von Dewitz                           | 1853–1921   | Gutsbesitzer                              | 1903–1918           | Grundbesitzer Herzogtum Stettin                                                    |
| Friedrich Freiherr von Diergardt            | 1795–1869   | Textilfabrikant                           | 1860–1869           | persönliche Berufung                                                               |
| Gustav von Diest                            | 1826–1911   | Regierungspräsident                       | 1894–1911           | Domstift Merseburg                                                                 |
| Theodor Dietze                              | 1824–1908   | Beigeordneter                             | 1872–1891           | Elberfeld                                                                          |
| Friedrich Baron Digeon von Monteton         | 1786–1865   | Landesökonomierat                         | 1858–1865           | Domstift Brandenburg                                                               |
| Willibald von Dirksen                       | 1852–1928   | Gesandter                                 | 1914–1918           |                                                                                    |
| August Heinrich Graf von Dönhoff            | 1797–1874   | Gutsbesitzer                              | 1854–1861 1861–1874 | Grundbesitzer Samland erblicher Sitz (kglVO)                                       |
| August Karl Graf von Dönhoff                | 1845–1920   | Landhofmeister                            | 1875–1918           | erblicher Sitz (kglVO)                                                             |
| Hugo Freiherr von Dörnberg                  | 1844–1930   | Gutsbesitzer                              | 1897–1918           | persönliche Berufung                                                               |
| Hermann Jakob Doetsch                       | 1831–1895   | Oberbürgermeister                         | 1877–1891           | Bonn                                                                               |
| Georg Graf zu Dohna-Finckenstein            | 1852–1912   | Gutsbesitzer                              | 1904–1912           | erblicher Sitz (kglVO)                                                             |
| Rodrigo Graf zu Dohna-Finckenstein          | 1815–1900   | Kammerherr und Landrat                    | 1861–1900           | persönliche Berufung                                                               |
| Wilhelm Graf zu Dohna-Schlodien             | 1841–1925   | Kammerherr und Gutsbesitzer               | 1886–1918           | Grundbesitzer Liegnitz und Wohlau                                                  |
| Carl Friedrich Burggraf zu Dohna-Lauck      | 1799–1873   | Obermarschall                             | 1854–1873           | erblicher Sitz (MdVL), Grafschaft Dohna-Lauck                                      |
| Friedrich Burggraf zu Dohna-Lauck           | 1844–1909   | Gutsbesitzer                              | 1875–1909           | erblicher Sitz (MdVL), Grafschaft Dohna-Lauck, seit 1878 auch Dohna-Reichertswalde |
| Friedrich Ludwig Burggraf zu Dohna-Lauck    | 1873–1924   | Gutsbesitzer                              | 1909–1918           | erblicher Sitz (MdVL), Grafschaft Dohna-Lauck                                      |
| Alfred Graf zu Dohna-Mallmitz               | 1809–1859   | Gutsbesitzer                              | 1854–1859           | Grafenverband Schlesien                                                            |
| Alfred Graf zu Dohna-Mallmitz               | 1849–1907   | Gutsbesitzer                              | 1904–1907           | Grundbesitzer Glogau und Sagan                                                     |
| Feodor Graf zu Dohna-Reichertswalde         | 1807–1878   | Gutsbesitzer                              | 1875–1878           | erblicher Sitz (MdVL), Reichertswalde (erloschen); nahm Sitz nicht ein             |
| Otto Graf zu Dohna-Reichertswalde           | 1802–1875   | Gutsbesitzer                              | 1854–1875           | erblicher Sitz (MdVL), Reichertswalde                                              |
| Richard Graf zu Dohna-Schlobitten           | 1843–1916   | Gutsbesitzer                              | 1894–1916           | erblicher Sitz (MdVL), Grafschaft Dohna-Schlobitten                                |
| Richard Emil Fürst zu Dohna-Schlobitten     | 1872–1918   | Gutsbesitzer                              | 1916–1918           | erblicher Sitz (MdVL), Grafschaft Dohna-Schlobitten                                |
| Richard Friedrich Graf zu Dohna-Schlobitten | 1807–1894   | Landhofmeister                            | 1854–1894           | erblicher Sitz (MdVL), Grafschaft Dohna-Schlobitten                                |
| Adolf Graf zu Dohna-Schlodien               | 1846–1905   | Gutsbesitzer                              | 1891–1905           | erblicher Sitz (MdVL), Grafschaft Dohna-Schlodien                                  |
| Karl Graf zu Dohna-Schlodien                | 1814–1890   | Obermarschall, Kammerherr                 | 1854–1890           | erblicher Sitz (MdVL), Grafschaft Dohna-Schlodien                                  |
| Karl Graf zu Dohna-Schlodien                | 1869–1919   | Gutsbesitzer                              | 1905–1918           | erblicher Sitz (MdVL), Grafschaft Dohna-Schlodien                                  |
| Richard Wilhelm Dove                        | 1833–1907   | Kirchenrechtslehrer                       | 1875–1907           | Universität Göttingen                                                              |
| Hugo Dreifert                               | 1862–1925   | Oberbürgermeister                         | 1905–1914           | Brandenburg                                                                        |
| Edwin von Drenkmann                         | 1826–1904   | Kammergerichtspräsident                   | 1890–1904           | persönliche Berufung                                                               |
| Alexander von Dreßler                       |             | Rittergutsbesitzer                        |                     | Grundbesitzer Littauen                                                             |
| Benno von Dreßler                           | 1842–1896   | Rittergutsbesitzer                        | 1885–1896           | Grundbesitzer Littauen                                                             |
| Clemens Graf von Droste zu Vischering       | 1832–1923   | Gutsbesitzer                              | 1901–1918           | persönliche Berufung                                                               |
| Hermann Graf von Droste zu Vischering       | 1837–1904   | Gutsbesitzer                              | 1869–1904           | Grundbesitzer Kleve-Geldern, Nieder-Berg                                           |
| Felix Graf von Droste zu Vischering         | 1808–1865   | Gutsbesitzer                              | 1858–1865           | Grundbesitzer Münsterland                                                          |
| Francizek Ksavery Fürst von Drucki-Lubecki  | 1860–1918   | Gutsbesitzer                              | seit 1914           |                                                                                    |
| Ernst von Dryander                          | 1843–1922   | Oberhofprediger                           | 1901–1918           | persönliche Berufung                                                               |
| Franz von Duesberg                          | 1793–1872   | Oberpräsident, Kronsyndikus               | 1854–1872           | persönliche Berufung                                                               |
| Hans Freiherr von Durant de Senegas         | 1837–1907   | Rittergutsbesitzer                        | 1880–1907           | Grundbesitzer Ratibor                                                              |
| Konrad Adolf Graf von Dyhrn                 | 1803–1869   | Gutsbesitzer                              | 1861–1869           | erblicher Sitz (MdVL) Herrschaft Reesewitz                                         |
| Konrad Johann Graf von Dyhrn                | 1843–1896   | Gutsbesitzer                              | 1873–1896           | erblicher Sitz (MdVL) Herrschaft Reesewitz (1896 erloschen)                        |
| Sigismund (Zygmunt) von Dziembowski         | 1849–1915   | Landeshauptmann Posen                     | 1901–1915           | Grundbesitzer Meseritz                                                             |

## E
| Name                                | Lebensdaten | Beruf                                                                 | Mitglied            | Interessen-Vertretung                          |
| ----------------------------------- | ----------- | --------------------------------------------------------------------- | ------------------- | ---------------------------------------------- |
| Gustav von Ebbinghaus               | 1864–1946   | Geh. Oberregierungsrat                                                | 1913–1918           |                                                |
| Ernst von Eckardstein               | 1824–1899   | Rittergutsbesitzer                                                    | 1898–1899           | Grundbesitzer Mittelmark                       |
| Eduard Eggeling                     | 1819–1898   | Obertribunalrat                                                       | 1879–1898           | persönliche Berufung                           |
| Heinrich Otto Ehlers                | 1846–1910   | Oberbürgermeister                                                     | 1903–1910           | Danzig                                         |
| Ernst Ehrlicher                     | 1872–1951   | Oberbürgermeister                                                     | 1910–1918           | Hildesheim                                     |
| Ernst Eichhoff                      | 1873–1941   | Oberbürgermeister                                                     | 1910–1918           | Dortmund                                       |
| Friedrich von Eichmann              | 1826–1875   | Gesandter                                                             | 1872–1875           | persönliche Berufung                           |
| Johann Friedrich Gottfried Eiselen  | 1785–1865   | Professor                                                             | 1862–1865           | Universität Halle                              |
| Georg von Eisenhart-Rothe           | 1849–1942   | Generallandschaftsdirektor                                            | 1918                |                                                |
| Heinrich Elditt                     | 1846–1909   | Oberbürgermeister                                                     | 1887–1909           | Elbing                                         |
| Richard von Elsner                  | 1813–1870   | Kammerherr                                                            | 1866–1870           | Grundbesitzer Bez. Wohlau                      |
| Julius Elwanger                     | 1807–1878   | Oberbürgermeister, Ministerialdirektor                                | 1854–1863 1865–1878 | Breslau persönliche Berufung                   |
| Adrian von Enckevort                | 1840–1898   | Majoratsherr                                                          | 1896–1898           | Grundbesitzer Herzogtum Stettin                |
| Otto von Ende                       | 1795–1856   | sächs. Kammerherr                                                     | 1855–1856           | Grundbesitzer Ober-Sachsen                     |
| Thies Hinrich Engelbrecht           | 1853–1934   | Gutsbesitzer                                                          | 1914–1918           | persönliche Berufung                           |
| Carl Engelhart                      | 1817–1886   | Oberbürgermeister                                                     | 1861–1883           | Mühlhausen                                     |
| August Engels                       | 1797–1874   | beigeord. Bürgermeister und Fabrikant                                 | 1861–1874           | Barmen                                         |
| Wilhelm von Esbeck-Platen           | 1845–1924   | Kammerherr                                                            | 1896–1918           | persönliche Berufung                           |
| Arthur Graf zu Eulenburg            | 1853–1905   | Kammerherr, Gutsbesitzer                                              | um 1904             | Grundbesitzer Samland und Natangen             |
| Botho Heinrich Graf zu Eulenburg    | 1804–1879   | Regierungspräsident, Oberburggraf 1867–1874, Landhofmeister 1874–1879 | 1866–1867 1867–1879 | Grundbesitzer Samland und Natangen kraft Amtes |
| Botho Wendt Graf zu Eulenburg       | 1831–1912   | Ministerpräsident                                                     | 1899–1912           | persönliche Berufung                           |
| Friedrich Graf zu Eulenburg-Prassen | 1874–1937   | Landhofmeister                                                        | 1910–1918           | kraft Amtes                                    |
| Philipp Fürst zu Eulenburg          | 1847–1921   | Botschafter                                                           | seit 1900           | erblicher Sitz seit 1900 (kglVO)               |
| Philipp Konrad Graf zu Eulenburg    | 1820–1889   | Kammerherr                                                            | 1879–1889           | persönliche Berufung                           |
| Richard Graf zu Eulenburg-Prassen   | 1838–1909   | Landhofmeister                                                        | 1885–1907 1907–1909 | Grundbesitzer Samland und Natangen kraft Amtes |

## F
| Name                                              | Lebensdaten | Beruf                                                      | Mitglied              | Interessen-Vertretung                          |
| ------------------------------------------------- | ----------- | ---------------------------------------------------------- | --------------------- | ---------------------------------------------- |
| Wilhelm Faber                                     | 1845–1916   | Oberkonsistorialpräsident                                  | 1904–1916             | persönliche Berufung                           |
| Karl Gustav Fabricius                             | 1788–1864   | Oberbürgermeister                                          | 1854–1864             | Stralsund                                      |
| Wilhelm von Facius                                | 1806–1874   | Stadtrat                                                   | 1872–1874             | Königsberg                                     |
| Friedrich von Farenheid                           | 1815–1888   | Gutsbesitzer                                               | 1860–1888             | persönliche Berufung                           |
| Wilhelm Farwick                                   | 1863–1941   | Oberbürgermeister                                          | 1916–1918             | Aachen                                         |
| Günther Graf Finck von Finckenstein               | 1852–1923   | Gutsbesitzer                                               |                       |                                                |
| Karl Bonaventura Graf Finck von Finckenstein      | 1794–1865   | Landhofmeister in Preußen                                  | 1854–1865             | kraft Amtes                                    |
| Karl Graf Finck von Finckenstein-Madlitz          | 1850–1899   | Kammerherr                                                 | 1880–1899             | Grundbesitzer Mittelmark                       |
| Karl Graf Finck von Finckenstein-Jäskendorf       | 1824–1905   | Kammerherr                                                 | 1895–1905             | Grafenverband Ost- und Westpreußen             |
| Konrad Graf Finck von Finckenstein                | 1860–1916   | Gutsbesitzer                                               | 1901–1916             | erblicher Sitz (kglVO)                         |
| Konrad Karl Graf Finck von Finckenstein-Schönberg | 1820–1900   | Kammerherr                                                 | 1872–1900             | Grundbesitzer Oberland                         |
| Konrad Otto Siegfried Graf Finck von Finckenstein | 1889–1932   | Gutsbesitzer                                               | 1916–1918             | erblicher Sitz (kglVO)                         |
| Anton Fischer                                     | 1840–1912   | Kardinal                                                   | 1904–1912             | persönliche Berufung                           |
| Friedrich Fischer                                 | 1788–1860   | Stadtrat                                                   | 1857–1860             | Görlitz                                        |
| Eduard Fleck                                      | 1804–1879   | Generalleutnant                                            | 1872–1879             | persönliche Berufung                           |
| Max Fleischmann                                   | 1877–1935   | Oberbürgermeister                                          | 1917–1918             | Greifswald                                     |
| Albert Graf von Flemming                          | 1813–1884   | Gesandter                                                  | 1872–1884             | persönliche Berufung                           |
| Karl Wilhelm Franz von Flemming                   | 1802–1887   | Erblandmarschall in Pommern                                | 1860–1887             | persönliche Berufung                           |
| Peter Wilhelm Forchhammer                         | 1801–1894   | Professor                                                  | 1877–1894             | Universität Kiel                               |
| Max von Forckenbeck                               | 1821–1892   | Oberbürgermeister                                          | 1874–1878 1878–1892   | Breslau, Berlin                                |
| Richard Förster                                   | 1825–1902   | Professor                                                  | 1894–1902             | Universität Breslau                            |
| Otto Francke                                      | 1823–1886   | Oberbürgermeister                                          | 1879–1886             | Stralsund                                      |
| Alexander Graf von Francken-Sierstorpff           | 1818–1875   | Gutsbesitzer                                               | 1870–1875             | Grundbesitzer Neisse-Grottkau                  |
| Friedrich Graf von Frankenberg und Ludwigsdorf    | 1835–1897   | Gutsbesitzer                                               | 1885–1897             | persönliche Berufung                           |
| Leopold von Frankenberg-Ludwigsdorf               | 1785–1878   | Kronsyndikus                                               | 1854–1878             | persönliche Berufung; HH-Vizepräsident         |
| Ernst von Frankenberg und Proschlitz              | 1846–1903   | Gutsbesitzer                                               | 1895–1902 (Rücktritt) | Grundbesitzer Marienburger Land                |
| Adolf Frentzel                                    | 1833–1905   | Großkaufmann                                               | 1897–1905             | persönliche Berufung                           |
| Heinrich von Friedberg                            | 1813–1895   | Justizminister                                             | 1872–1895             | persönliche Berufung                           |
| Ferdinand Friedensburg                            | 1824–1891   | Oberbürgermeister                                          | 1879–1891             | Breslau                                        |
| Rudolf Friedenthal                                | 1827–1890   | Landwirtschaftsminister                                    | 1879–1890             | persönliche Berufung                           |
| Dagobert Friedlaender                             | 1826–1904   | Bankier                                                    | 1874–1882 (Rücktritt) | Bromberg                                       |
| Ludwig Friedländer                                | 1824–1909   | Hochschullehrer                                            | 1869–1903             | Universität Königsberg                         |
| Fritz von Friedlaender-Fuld                       | 1858–1917   | Montan-Industrieller                                       | 1916–1917             |                                                |
| Engelbert Egon Graf von Fürstenberg-Herdringen    | 1850–1918   | Fideikommissherr                                           | 1902–1918             | erblicher Sitz (kglVO)                         |
| Franz Egon Graf von Fürstenberg-Herdringen        | 1818–1902   | Erbtruchsess, Fideikommissherr                             | 1854–1855 1855–1902   | Grundbesitzer Westfalen erblicher Sitz (kglVO) |
| Franz Egon Graf von Fürstenberg-Stammheim         | 1797–1859   | Gutsbesitzer                                               | 1855–1859             | persönliche Berufung                           |
| Gisbert Egon Graf von Fürstenberg-Stammheim       | 1836–1908   | Gutsbesitzer                                               | 1867–1908             | Grundbesitzer Kleve-Geldern                    |
| Karl Egon III. Fürst von Fürstenberg              | 1820–1892   | Standesherr der Herrschaft Trochtelfingen                  | 1854–1892             | erblicher Sitz (erF)                           |
| Karl Egon IV. Fürst von Fürstenberg               | 1852–1896   | Standesherr der Herrschaft Trochtelfingen                  | 1892–1896             | erblicher Sitz (erF)                           |
| Max Egon II. Fürst von Fürstenberg                | 1863–1941   | Standesherr der Herrschaft Trochtelfingen, Oberstmarschall | 1896–1918             | erblicher Sitz (erF)                           |
| Wilhelm Funck                                     | 1858–1923   | Oberbürgermeister                                          | 1900–1918             | Elberfeld                                      |
| August Paul Fuß                                   | 1844–1915   | Oberbürgermeister                                          | 1888–1912             | Kiel                                           |

## G
| Name                                       | Lebensdaten | Beruf                             | Mitglied            | Interessen-Vertretung                             |
| ------------------------------------------ | ----------- | --------------------------------- | ------------------- | ------------------------------------------------- |
| August von Gadow                           | 1802–1860   | Kreisdeputierter                  | 1854–1860           | Grundbesitzer Neuvorpommern und Rügen             |
| Hermann Freiherr von Gaffron-Kunern        | 1797–1870   | Vize-Marschall                    | 1854–1870           | Grundbesitzer Münsterberg                         |
| Theodor Freiherr von Gaffron-Kunern        | 1823–1899   | Kammerherr                        | 1872–1882           | Grundbesitzer Münsterberg                         |
| Ferdinand Graf von Galen                   | 1803–1881   | Gesandter                         | 1863–1881           | persönliche Berufung                              |
| Friedrich Graf von Galen                   | 1865–1918   | Gutsbesitzer                      | 1912–1918           |                                                   |
| Eduard Freiherr Gans Edler zu Putlitz      | 1789–1881   | Erbmarschall                      | 1855–1881           | erblicher Sitz (kglVO)                            |
| Eugen Freiherr Gans Edler zu Putlitz       | 1832–1893   | Erbmarschall                      | 1890–1893           | erblicher Sitz (kglVO)                            |
| Gebhard Freiherr Gans Edler zu Putlitz     | 1849–1916   | Erbmarschall                      | 1893–1916           | erblicher Sitz (kglVO)                            |
| Gustav Gans Edler zu Putlitz               | 1821–1890   | Schriftsteller, Erbmarschall      | 1888–1890           | erblicher Sitz (kglVO); nahm Sitz nicht ein       |
| Hermann Gans Edler zu Putlitz              | 1816–1888   | Erbmarschall                      | 1882–1888           | erblicher Sitz (kglVO)                            |
| Konrad Gans Edler zu Putlitz               | 1855–1924   | Erbmarschall                      | 1916–1918           | erblicher Sitz (kglVO)                            |
| Constantin Graf von Garnier                | 1808–1861   | Major a. D., Gutsbesitzer         | 1855–1861           | Grundbesitzer Bezirk Oppeln                       |
| Karl Graf von Garnier                      | 1847–1898   | Gutsbesitzer                      | 1890–1898           | Grundbesitzer Bezirk Oppeln                       |
| Georg von Gayl                             | 1850–1927   | General                           | 1912–1918           | persönliche Berufung                              |
| Maximilian Gerhardt                        | 1861–?      | Bürgermeister                     | 1905–1917           | Halberstadt                                       |
| August von Gerlach                         | 1830–1906   | Gutsbesitzer                      | 1889–1906           | Grundbesitzer Herzogtum Kassuben                  |
| Carl Heinrich von Gerlach                  | 1783–1860   | Landrat                           | 1854–1860           | Grundbesitzer Herzogtum Kassuben                  |
| Hermann Freiherr von Gersdorff             | 1828–1892   | Gutsbesitzer                      | 1890–1892           | Grundbesitzer Meseritz                            |
| Karl Freiherr von Gersdorff                | 1811–1878   | Hauptmann                         | 1868–1878           | Grundbesitzer Ober-Lausitz                        |
| Konrad Gesterding                          | 1848–1917   | Polizeidirektor                   | seit 1897           | Greifswald                                        |
| Friedrich Freiherr Geyr von Schweppenburg  | 1831–1904   | Gutsbesitzer                      | 1884–1904           | Grundbesitzer West-Jülich                         |
| Theodor Freiherr von Geyr zu Schweppenburg | 1806–1882   | beigeord. Bürgermeister           | 1872–1882           | Aachen                                            |
| Otto Giese                                 | 1855–1904   | Oberbürgermeister                 | 1891–1904           | Altona                                            |
| Maria Ritter von Gilgenheimb               | 1798–1869   | Kammerherr                        | 1854–1869           | Grundbesitzer Neisse-Grottkau                     |
| Reinhold von Glasenapp                     | 1814–1887   | Gutsbesitzer, Kreisdeputierter    | 1854–1887           | Grundbesitzer Herzogtum Kassuben                  |
| Karl Glässing                              | 1866–1952   | Oberbürgermeister                 | 1914–1918           | Wiesbaden                                         |
| Albert Glatzel                             | 1833–1896   | Oberlandeskulturgerichtspräsident | 1895–1896           | persönliche Berufung; nahm Sitz nicht ein         |
| Johannes Gobbin                            | 1833–1881   | Oberbürgermeister                 | 1871–1881           | Brandenburg an der Havel, Görlitz                 |
| Wilhelm Götze                              | 1792–1876   | Kronsyndikus                      | 1854–1876           | persönliche Berufung                              |
| Adolph Graf von Goetzen                    | 1821–1879   | Premierleutnant                   | 1860–1873           | Grafenverband Schlesien                           |
| Eduard Graf von Götzendorf-Grabowski       | 1808–?      | Rittergutsbesitzer                | 1866                | Grundbesitzer Süd-Pomerellen; nahm Sitz nicht ein |
| Josef Graf von Götzendorf-Grabowski        | 1791–1881   | Generallandschaftsdirektor        | 1855–1881           | persönliche Berufung                              |
| Maximilian von Goldschmidt-Rothschild      | 1843–1940   | Bankier                           |                     |                                                   |
| Arthur von Goltstein                       | 1813–1882   | Gutsbesitzer                      | 1856–1882           | Grundbesitzer West-Jülich/Moselland               |
| Colmar Freiherr von der Goltz              | 1843–1916   | Generalfeldmarschall              | 1908–1916           | persönliche Berufung                              |
| Rüdiger Freiherr von der Goltz             | 1837–1910   | Landrat, Gutsbesitzer             | 1900–1910           | Grundbesitzer Neumark (Dramburg-Schievelbein)     |
| Paul von Gontard                           | 1868–1941   | Unternehmer                       | 1912–1918           |                                                   |
| Adolf von Gordon                           | 1801–1874   | Gutsbesitzer                      | 1866–1874           | Grundbesitzer Süd-Pomerellen                      |
| Franz August von Gordon                    | 1837–1896   | Landtagsabgeordneter              | 1876–1896           | Grundbesitzer Süd-Pomerellen                      |
| Franz Adolf von Gordon                     | 1865–1942   | Rittmeister, Gutsbesitzer         | 1898–1918           | Grundbesitzer Süd-Pomerellen                      |
| Gustav von Goßler                          | 1810–1885   | Kanzler d. Kgr. Preußen           | 1869–1885           | kraft Amtes                                       |
| Otto von Gottberg                          | 1831–1913   | Landrat                           | 1889–1913           | Grundbesitzer Samland und Natangen                |
| Fritz Wilhelm Georg Graff                  | 1858–1929   | Oberbürgermeister                 | 1909–1918           | Bochum                                            |
| Leo von Graß-Klanin                        | 1832–1917   | Gutsbesitzer                      | 1891–1917           | Grundbesitzer Nord-Pomerellen                     |
| Ferdinand Grimm                            | 1806–1895   | Kronsyndikus                      | 1860–1895           | persönliche Berufung                              |
| Karl Groddeck                              | 1794–1877   | Oberbürgermeister                 | 1854–1863           | Danzig                                            |
| Arthur Graf von der Groeben                | 1812–1893   | Gutsbesitzer                      | 1854–1856 1856–1893 | Grundbesitzer Oberland Familie von der Groeben    |
| Georg von der Groeben                      | 1817–1894   | General der Kavallerie            | 1877–1894           | Grafenverband Prov. Preußen                       |
| Heinrich Graf von der Groeben              | 1857–1927   | Gutsbesitzer                      | 1894–1918           | Familie von der Groeben                           |
| Karl Graf von der Groeben                  | 1788–1876   | General der Kavallerie            | 1854–1876           | Grafenverband Prov. Preußen                       |
| Louis von der Groeben                      | 1842–1904   | Gutsbesitzer                      | 1894–1904           | Grundbesitzer Samland und Natangen                |
| Ludwig von der Gröben                      | 1815–1889   | Gutsbesitzer                      | 1854–1889           | Grundbesitzer Samland                             |
| Otto von der Groeben                       | 1797–1856   | Landrat a. D.                     | 1855–1856           | Familie von der Groeben                           |
| Unico von der Groeben                      | 1861–1924   | Gesandter, Fideikommissherr       | –1918               |                                                   |
| Ernst Gronow                               | 1856–1932   | Oberbürgermeister                 | 1898–1918           | Stralsund                                         |
| Adolf Graf Grote                           | 1864–1931   | Gutsbesitzer                      | 1905–1918           | erblicher Sitz (kglVO)                            |
| Ferdinand von Grumme-Douglas               | 1860–1937   | Konteradmiral, Generaladjutant    | 1911–1918           | persönliche Berufung                              |
| Justus von Gruner                          | 1807–1885   | Unterstaatssekretär               | 1862–1885           | persönliche Berufung                              |
| Max von Guaita                             | 1842–1903   | Großkaufmann                      | 1901–1903           | persönliche Berufung                              |
| William von Günther                        | 1815–1892   | Oberpräsident                     | 1872–1892           | persönliche Berufung                              |
| Philipp von Gustedt                        | 1840–1919   | Gutsbesitzer                      | 1898–1918           | Grundbesitzer Bez. Halberstadt                    |
| Karl Güterbock                             | 1830–1914   | Rechtswissenschaftler             | 1893–1914           | Universität Königsberg                            |
| Friedrich Emil von Gutzmerow               | 1821–1906   | Schlosshauptmann, Kammerherr      | 1855–1906           | erblicher Sitz (kglVO) Herrschaft Leuthen         |
| Arthur von Gwinner                         | 1856–1931   | Bankier                           | 1910–1918           | persönliche Berufung                              |

## H
| Name                                                          | Lebensdaten | Beruf                                         | Mitglied            | Interessen-Vertretung                                    |
| ------------------------------------------------------------- | ----------- | --------------------------------------------- | ------------------- | -------------------------------------------------------- |
| Christian Haan                                                | 1783–1857   | Beigeordneter Bürgermeister                   | 1855–1857           | Koblenz; nahm Sitz nicht ein                             |
| Gustav Hache                                                  | 1835–1886   | Oberbürgermeister                             | 1878–1886           | Essen                                                    |
| Hugo Haelschner                                               | 1817–1889   | Rechtswissenschaftler                         | 1868–1889           | Universität Bonn                                         |
| Gottlieb Graf von Haeseler                                    | 1836–1919   | Generalfeldmarschall                          | 1903–1918           | persönliche Berufung                                     |
| Hilmar Graf vom Hagen                                         | 1835–1900   | Gutsbesitzer                                  | 1897–1900           | persönliche Berufung                                     |
| Karl von Hagens                                               | 1838–1924   | OLG-Präsident, Kronsyndikus                   | 1907–1918           | persönliche Berufung                                     |
| Karl Hahn                                                     | 1846–1899   | Oberbürgermeister                             | 1886–1892           | Nordhausen                                               |
| Wilhelm von Hahnke                                            | 1833–1912   | Generalfeldmarschall                          | 1903–1912           | persönliche Berufung                                     |
| Hermann Haken                                                 | 1828–1916   | Oberbürgermeister                             | 1895–1907           | Stettin                                                  |
| Ferdinand Haltenhoff                                          | 1836–1891   | Stadtdirektor                                 | 1890–1891           | Hannover                                                 |
| Oskar Hamm                                                    | 1839–1920   | OLG-Präsident, Kronsyndikus                   | 1905–1918           | persönliche Berufung                                     |
| Rudolf Hammer                                                 | 1830–1915   | Oberbürgermeister                             | 1889–1905           | Brandenburg (Havel)                                      |
| Ludwig Hammers                                                | 1822–1902   | Oberbürgermeister                             | 1855–1876           | Düsseldorf                                               |
| Wilhelm Hammerschmidt                                         | 1859–1924   | Oberbürgermeister                             | 1903–1905           | Krefeld                                                  |
| Franz Haniel                                                  | 1842–1916   | Montan-Industrieller                          | 1905–1916           | persönliche Berufung                                     |
| Carlo Freiherr von Hanstein                                   | 1845–1919   | Generalleutnant                               | 1904–1918           | Grundbesitzer Eichsfeld                                  |
| Erich von Hanstein                                            | 1852–1937   | Oberstleutnant                                | 1908–1918           | Familie Hanstein (seit 1908)                             |
| Sittig Wilhelm Carl von Hanstein                              | 1837–1904   | Jurist                                        | 1896–1904           | Grundbesitzer Eichsfeld                                  |
| Carl Adolph Graf von Hardenberg                               | 1794–1866   | Standesherr                                   | 1854–1866           | erblicher Sitz (MdVL) Herrschaft Neuhardenberg           |
| Carl Friedrich Graf von Hardenberg                            | 1854–1912   | Standesherr                                   |                     | erblicher Sitz (MdVL), Herrschaft Neuhardenberg          |
| Carl Hildebrand Graf von Hardenberg                           | 1827–1873   | Standesherr                                   | 1867–1873           | erblicher Sitz (MdVL), Herrschaft Neuhardenberg          |
| Hans Freiherr von Hardenberg                                  | 1824–1887   | Gutsbesitzer                                  | 1854–1887           | Grundbesitzer Mansfeld/Saalkreis                         |
| Felix von Hartmann                                            | 1851–1919   | Erzbischof Köln                               | 1916–1918           | persönliche Berufung                                     |
| Paul Hartmann                                                 | 1869–1942   | Oberbürgermeister                             | 1912–1918           | Barmen                                                   |
| Arnold Hasse                                                  | 1873–1933   | Oberbürgermeister                             | 1911–1918           | Thorn                                                    |
| Carl Gustav Friedrich Hasselbach                              | 1809–1882   | Oberbürgermeister                             | 1854–1881 1882      | Magdeburg persönliche Berufung                           |
| Kasimir von Hatten                                            | 1814–1888   | Hauptmann a. D.                               | 1854–1888           | Grundbesitzer Ermland                                    |
| Alfred Fürst von Hatzfeldt                                    | 1825–1911   | Standesherr                                   | 1856–1911           | erblicher Sitz (MdVL) Herrschaft Wildenburg              |
| Hermann Anton Fürst von Hatzfeldt                             | 1808–1874   | Standesherr                                   | 1854–1874           | erblicher Sitz (MdVL) Herrschaft Trachenberg             |
| Hermann Fürst von Hatzfeldt                                   | 1848–1933   | Generalmajor                                  | 1878–1918           | erblicher Sitz (MdVL) Herrschaft Trachenberg             |
| Paul Hermann Fürst von Hatzfeldt                              | 1867–1941   | Standesherr                                   | 1911–1918           | erblicher Sitz (MdVL) Herrschaft Wildenburg              |
| Heinrich Graf von Haugwitz-Hardenberg-Reventlow               | 1844–1927   | Gutsbesitzer, Kammerherr                      |                     | Grundbesitzer Bez. Oppeln                                |
| Kurt Graf von Haugwitz                                        | 1816–1888   | Landrat                                       | 1854–1888           | Grundbesitzer Bez. Oppeln                                |
| August Hausmann                                               | 1802–1889   | Stadtrat                                      | 1866–1889           | Brandenburg/Havel                                        |
| Rudolf Havenstein                                             | 1857–1923   | Reichsbankpräsident                           | 1914–1918           | persönliche Berufung                                     |
| August Wilhelm Heffter                                        | 1796–1880   | Kronsyndikus                                  | 1863–1880           | persönliche Berufung                                     |
| Robert Heine                                                  | 1823–1916   | Gutsbesitzer                                  | 1875–1916           | Grundbesitzer Nord-Pomerellen                            |
| Wilhelm Heinroth                                              | 1842–1925   | Präsident d. Kgl. Gerichtshofs, Kronsyndikus  | 1910–1918           | persönliche Berufung                                     |
| Heinrich Freiherr von Heintze-Weißenrode                      | 1834–1918   | Oberjägermeister vom Dienst                   | 1910–1918           | persönliche Berufung                                     |
| Hugo Helfritz                                                 | 1827–1896   | Oberbürgermeister                             | 1879–1896           | Greifswald                                               |
| Carl von Helldorff                                            | 1804–1860   | Kammerherr, Landrat                           | 1855–1860           | Grundbesitzer Ost-Thüringen                              |
| Heinrich Karl von Helldorff-St. Ulrich                        | 1832–1905   | Gutsbesitzer                                  | 1874–1905           | Grundbesitzer Ost-Thüringen                              |
| Heinrich von Helldorff                                        | 1799–1873   | Gutsbesitzer, Landrat                         | –1873               |                                                          |
| Otto von Helldorff                                            | 1833–1908   | Gutsbesitzer                                  | 1890–1908           | persönliche Berufung                                     |
| Wilhelm von Hellermann                                        | 1810–1889   | Gutsbesitzer                                  | 1862–1889           | Grundbesitzer Herzogtum Kassuben                         |
| Carl Lazarus Henckel von Donnersmarck                         | 1772–1864   | Standesherr                                   | 1854–1864           | erblicher Sitz (MdVL) Herrschaft Beuthen OS              |
| Guido Fürst Henckel von Donnersmarck                          | 1830–1916   | Standesherr, Montan-Industrieller             | 1886–1916           | erblicher Sitz (MdVL) Herrschaft Beuthen OS              |
| Paul Henrici                                                  | 1816–1899   | RG-Senatspräsident                            | 1872–1899           | persönliche Berufung                                     |
| Karl Hering                                                   | 1804–?      | Oberbürgermeister                             | 1854–1867           | Stettin                                                  |
| Karl Freiherr von Hertefeld                                   | 1794–1867   | Gutsbesitzer                                  | 1863–1867           | persönliche Berufung                                     |
| Ernst von Hertzberg                                           | 1852–1920   | Landschaftsrat                                | 1894–1918           | Grundbesitzer Herzogtum Kassuben                         |
| Eberhard Herwarth von Bittenfeld                              | 1796–1884   | Generalfeldmarschall                          | 1872–1884           | persönliche Berufung                                     |
| Johannes Hesekiel                                             | 1835–1918   | Generalsuperintendent                         | 1916–1918           |                                                          |
| Alexis Landgraf von Hessen-Philippsthal-Barchfeld             | 1829–1905   | General der Kavallerie                        | 1882–1905           | erblicher Sitz (kglVO)                                   |
| Chlodwig Landgraf von Hessen-Philippsthal-Barchfeld           | 1876–1954   | Standesherr                                   | 1905–1918           | erblicher Sitz (kglVO)                                   |
| Ernst Landgraf von Hessen-Philippsthal                        | 1846–1925   | Gutsbesitzer                                  | 1881–1918           | erblicher Sitz (kglVO); nahm Sitz nicht ein              |
| Heinrich von Heydebrand und der Lasa                          | 1861–1924   | Vors. Landwirtschaftskammer                   | 1914–1918           |                                                          |
| Claus von Heydebreck                                          | 1859–1935   | Oberst                                        |                     |                                                          |
| Carl von Heyden-Linden                                        | 1851–1919   | Rittmeister                                   | 1911–1918           | Grundbesitzer Herzogtum Stettin                          |
| Ernst von Heyden-Leistenow                                    | 1837–1917   | Landschaftsdirektor                           |                     |                                                          |
| Daniel von der Heydt                                          | 1802–1874   | Großkaufmann                                  | 1854–1860           | Elberfeld, zugleich Barmen                               |
| Rudolf von Heynitz                                            | 1835–1881   | Gutsbesitzer                                  | 1878–1881           | Grundbesitzer Ober-Lausitz                               |
| Alfred Hillebrandt                                            | 1853–1927   | Universitätsrektor                            | 1902–1918           | Universität Breslau                                      |
| Paul Hinschius                                                | 1835–1898   | Kirchenrechtler                               | 1871–1872 1888–1898 | Universität Kiel Universität Berlin                      |
| Georg Ernst Hinzpeter                                         | 1827–1907   | kaiserl. Berater                              | 1904–1907           | persönliche Berufung                                     |
| Arthur Hobrecht                                               | 1824–1912   | Oberbürgermeister, später Finanzminister      | 1865–1872 1872–1878 | Breslau Berlin                                           |
| Bolko Graf von Hochberg                                       | 1843–1926   | Generalintendant, Komponist                   | seit 1883           | Grundbesitzer Oels                                       |
| Wilhelm Graf von und zu Hoensbroech                           | 1849–1922   | Erblandmarschall                              | 1901–1918           | persönliche Berufung                                     |
| Hermann Hoffmann                                              | 1836–1902   | Oberbürgermeister                             | 1893–1902           | Königsberg                                               |
| Adolf Prinz zu Hohenlohe-Ingelfingen                          | 1797–1873   | Generalleutnant, Ministerpräsident            | 1854–1873           | erblicher Sitz (MdVL) Koschentin; HH-Präsident 1856–1862 |
| Friedrich Wilhelm Prinz zu Hohenlohe-Ingelfingen              | 1826–1895   | General der Kavallerie                        | 1873–1895           | erblicher Sitz (MdVL) Koschentin                         |
| Karl Gottfried Prinz zu Hohenlohe-Ingelfingen                 | 1879–1960   | Gutsbesitzer                                  | 1909–1918           | erblicher Sitz (MdVL) Koschentin;                        |
| Christian Kraft Fürst zu Hohenlohe-Öhringen, Herzog von Ujest | 1848–1926   | Montan-Industrieller                          | 1898–1918           | erblicher Sitz (kglVO) Herzogtum Ujest                   |
| Hugo Fürst zu Hohenlohe-Öhringen, Herzog von Ujest            | 1816–1897   | Generalgouverneur                             | 1854–1897           | erblicher Sitz (kglVO) Herzogtum Ujest                   |
| Adolf Graf von Hohenthal-Dölkau                               | 1846–1914   | Kammerherr                                    |                     | persönliche Berufung                                     |
| Carl Emil Graf von Hohenthal                                  | 1808–1879   | Kammerherr                                    | 1855–1879           | Grundbesitzer Mansfeld/Saalkreis                         |
| Moritz Graf von Hohenthal-Hohenprießnitz                      | 1840–1927   | Gutsbesitzer                                  | 1888–1918           | Grundbesitzer Ober-Sachsen                               |
| Konstantin Fürst von Hohenzollern-Hechingen                   | 1801–1869   | regierender Fürst in Hohenzollern-Hechingen   | 1854–1869           | erblicher Sitz (erloschen); nahm Sitz nicht ein          |
| Karl Anton Fürst von Hohenzollern-Sigmaringen                 | 1811–1885   | regierender Fürst in Hohenzollern-Sigmaringen | 1859–1885           | erblicher Sitz gem. HH-Satzung                           |
| Leopold Fürst von Hohenzollern-Sigmaringen                    | 1835–1905   | Standesherr in Hohenzollern-Sigmaringen       | 1888–1905           | erblicher Sitz gem. HH-Satzung; nahm Sitz nicht ein      |
| Wilhelm Fürst von Hohenzollern-Sigmaringen                    | 1864–1927   | Standesherr in Hohenzollern-Sigmaringen       | 1905–1918           | erblicher Sitz gem. HH-Satzung                           |
| Wilhelm Holle                                                 | 1866–1945   | Oberbürgermeister                             | 1907–1918           | Essen                                                    |
| Ernst von Holleben                                            | 1815–1908   | Kanzler im Kgr. Preußen                       | 1886–1908           | kraft Amtes                                              |
| Hermann von Holleben                                          | 1804–1878   | General d. Infanterie                         | 1872–1878           | persönliche Berufung                                     |
| Theodor von Holleben                                          | 1838–1913   | Vizepräsident Dt. Kolonialgesellschaft        | 1906–1913           | persönliche Berufung                                     |
| Friedrich von Hollmann                                        | 1842–1913   | Admiral                                       | 1904–1913           | persönliche Berufung                                     |
| Henning von Holtzendorff                                      | 1853–1919   | Großadmiral                                   | 1913–1918           |                                                          |
| Karl Holzer                                                   | 1800–1885   | Dompropst                                     | 1878–1885           | persönliche Berufung                                     |
| Carl Gustav Homeyer                                           | 1795–1874   | Kronsyndikus                                  | 1854–1874           | persönliche Berufung/Universität Berlin                  |
| Alfred Graf von Hompesch                                      | 1826–1909   | Kammerherr d. Kaiserin Augusta                | 1864–1909           | Grafenverband Rheinprovinz                               |
| Christoph-Heinrich Graf von Houwald                           | 1878–1942   | Standesherr                                   | 1908–1918           | erblicher Sitz (MdVL) Herrschaft Straupitz               |
| Ernst Graf von Houwald                                        | 1844–1903   | Standesherr                                   | 1885–1903           | erblicher Sitz (MdVL) Herrschaft Straupitz               |
| Heinrich Graf von Houwald                                     | 1807–1884   | Standesherr                                   | 1854–1884           | erblicher Sitz (MdVL) Herrschaft Straupitz               |
| Eduard von Hoverden                                           | 1797–1872   | Kammerherr                                    | 1854–1872           | Grundbesitzer Bez. Breslau/Brieg                         |
| August Graf von Hülsen                                        | 1799–1858   | Generalmajor                                  | 1854–1858           | Grundbesitzer Oberland                                   |
| Bogdan Graf von Hutten-Czapski                                | 1851–1937   | Gutsbesitzer                                  | 1895–1918           | erblicher Sitz (kglVO)                                   |
| Franz Graf von Hutten-Czapski                                 | 1797–1862   | Kreisdeputierter, Gutsbesitzer                | 1857–1862           | Grundbesitzer Süd-Pomerellen                             |
| Stanislaus Graf von Hutten-Czapski                            | 1838–1884   | Kreisdeputierter, Gutsbesitzer                | 1869–1884           | Grundbesitzer Süd-Pomerellen                             |

## I
Isenburg siehe unter Ysenburg
| Name                                        | Lebensdaten | Beruf                         | Mitglied         | Interessen-Vertretung                                                   |
| ------------------------------------------- | ----------- | ----------------------------- | ---------------- | ----------------------------------------------------------------------- |
| Karl von Ibell                              | 1847–1924   | Oberbürgermeister             | 1892–1913        | Wiesbaden                                                               |
| Dodo Karl Fürst zu Innhausen und Knyphausen | 1876–1931   | Standesherr                   | 1908–1918        | erblicher Sitz (kglVO)                                                  |
| Edzard Fürst zu Innhausen und Knyphausen    | 1827–1908   | Standesherr                   | (1867)–1888–1908 | erblicher Sitz seit 1867 (kglVO), nahm Sitz 1888 ein; HH-Präsident 1904 |
| Otto Intze                                  | 1843–1904   | Wasserbau-Ingenieur           | 1898–1904        | persönliche Berufung                                                    |
| Max Ittenbach                               | 1831–1908   | Generalauditeur, Kronsyndikus | 1891–1908        | persönliche Berufung                                                    |
| Heinrich Graf von Itzenplitz                | 1799–1883   | Handelsminister               | 1854–1883        | Grafenverband Brandenburg                                               |

## J
| Name                              | Lebensdaten | Beruf                        | Mitglied            | Interessen-Vertretung         |
| --------------------------------- | ----------- | ---------------------------- | ------------------- | ----------------------------- |
| Adolf Hermann Jaeger              | 1832–1899   | Oberbürgermeister            | 1891–1899           | Elberfeld                     |
| Richard Jaehne                    | 1858–1905   | Oberbürgermeister            | 1898–1905           | Potsdam                       |
| Franz Ludwig Jähnigen             | 1801–1866   | Obertribunals-Vizepräsident  | 1860–1866           | persönliche Berufung          |
| Bernhard von Jagow                | 1840–1916   | Gutsbesitzer, Major          |                     |                               |
| Gottlieb von Jagow                | 1863–1935   | Staatsminister               | 1916–1918           |                               |
| Günther von Jagow                 | 1847–1928   | Erbjägermeister              |                     |                               |
| Karl Jarres                       | 1874–1951   | Oberbürgermeister            | 1914–1918           | Duisburg                      |
| Wilhelm von Jena                  | 1797–1879   | Gutsbesitzer, Major          | 1854–1879           | Grundbesitzer Mittelmark      |
| Wilhelm Jentges                   | 1825–1884   | Beigeordneter                | 1883–1884           | Krefeld                       |
| Konstantin Ritter von Jerin-Geseß | 1838–1924   | Landrat                      | seit 1877           | Grundbesitzer Neisse-Grottkau |
| Gottlob Jochmann                  | 1799–1856   | Bürgermeister                | 1854–1856           | Görlitz                       |
| Johannes Johansen                 | 1870–1945   | Oberbürgermeister            | 1903–1911 1911–1916 | Minden Krefeld                |
| Emil von Jordan                   | 1840–1922   | Gutsbesitzer, Landesältester | 1907–1918           | Grundbesitzer Glogau/Sagan    |
| Max Jungeblodt                    | 1854–1923   | Oberbürgermeister            | 1898–1916           | Münster                       |

## K
| Name                                              | Lebensdaten | Beruf                                          | Mitglied            | Interessen-Vertretung                          |
| ------------------------------------------------- | ----------- | ---------------------------------------------- | ------------------- | ---------------------------------------------- |
| Karl Otto von Kalckreuth                          | 1835–1900   | Rittergutsbesitzer                             | 1893–1900           | Grundbesitzer Bez. Meseritz                    |
| Ulrich von Kalckstein                             | 1847–1916   | Rittergutsbesitzer                             | 1906–1916           | Grundbesitzer Samland und Natangen             |
| Karl Graf von Kalnein                             | 1839–1915   | Rittergutsbesitzer Obermarschall               | 1893–1910 1910–1915 | Grundbesitzer Samland und Natangen kraft Amtes |
| Ludwig von Kamptz                                 | 1810–1884   | Regierungspräsident                            | 1882–1884           | Domstift Naumburg                              |
| Alexander Graf von Kanitz                         | 1848–1940   | Generalleutnant                                | 1911–1918           | persönliche Berufung                           |
| Emil Carl Ferdinand Graf von Kanitz               | 1807–1877   | Rittergutsbesitzer                             | 1868–1877           | Grundbesitzer Samland und Natangen             |
| Carl von Karstedt                                 | 1811–1888   | Gutsbesitzer                                   | 1854–1888           | Grundbesitzer Prignitz                         |
| Albert von Katte                                  | 1798–1869   | Gutsbesitzer                                   | 1854–1869           | Grundbesitzer Bez. Magdeburg                   |
| Hans Karl von Katte                               | 1825–1906   | Gutsbesitzer                                   | 1885–1906           | Grundbesitzer Bez. Magdeburg                   |
| Leopold Kaufmann                                  | 1821–1898   | Oberbürgermeister                              | 1861–1875           | Bonn                                           |
| Hermann Friedrich Wilhelm von Kemnitz             | 1826–1900   | Oberbürgermeister                              | 1871–1894           | Frankfurt an der Oder                          |
| Georg Kersten                                     | 1857–1910   | Erster Bürgermeister                           | 1900–1910           | Thorn                                          |
| Guido von Kessel                                  | 1832–1903   | Gutsbesitzer, Reichstagsabgeordneter           | um 1897–1903        | Grundbesitzer Glogau und Sagan                 |
| Heinrich Graf von Keyserlingk-Neustadt            | 1861–1941   | Generallandschaftsdirektor                     | 1904–1918           | erblicher Sitz (kglVO)                         |
| Heinrich Chistoph Graf von Keyserlingk-Rautenburg | 1874–1939   | Gutsbesitzer                                   | 1905–1918           | erblicher Sitz (MdVL) Herrschaft Rautenburg    |
| Hugo Graf von Keyserlingk-Rautenburg              | 1839–1904   | Gutsbesitzer                                   | 1885–1904           | erblicher Sitz (MdVL) Herrschaft Rautenburg    |
| Reichsgraf Otto von Keyserlingk zu Rautenburg     | 1802–1885   | Gutsbesitzer                                   | 1854–1885           | erblicher Sitz (MdVL) Herrschaft Rautenburg    |
| Otto Graf von Keyserlingk                         | 1818–1872   | Gutsbesitzer                                   | 1861–1872           | persönliche Berufung                           |
| Ludwig Ferdinand Graf von Kielmannsegg            | 1798–1873   | Regierungspräsident                            | 1856–1873           | persönliche Berufung                           |
| Martin Kirschner                                  | 1842–1912   | Oberbürgermeister                              | 1900–1912           | Berlin                                         |
| Johannes Klasing                                  | 1846–1927   | Verleger                                       | 1912–1918           | persönliche Berufung                           |
| Felix Klein                                       | 1849–1925   | Mathematiker                                   | 1908–1918           | Universität Göttingen                          |
| Wilhelm Klein                                     | 1834–1908   | Landesdirektor                                 | 1908                | persönliche Berufung                           |
| Ewald Graf von Kleist-Zützen                      | 1861–1924   | Hauptmann a. D., Gutsbesitzer                  |                     |                                                |
| Georg von Kleist                                  | 1852–1923   | Generalinsp. der Kavallerie                    | 1910–1918           | Familie von Kleist                             |
| Hans Hugo von Kleist-Retzow                       | 1814–1892   | Oberpräsident                                  | 1858–1892           | Familie von Kleist                             |
| Hugo von Kleist-Retzow                            | 1834–1909   | Erbküchenmeister                               | 1892–1909           | Familie von Kleist                             |
| Konrad Graf von Kleist-Schmenzin                  | 1839–1900   | Gutsbesitzer                                   | 1894–1900           | Grundbesitzer Herzogtum Kassuben               |
| Leopold Graf von Kleist-Zützen                    | 1830–1907   | Gutsbesitzer                                   | 1871–1907           | Grundbesitzer Nieder-Lausitz                   |
| Theodor von Kleist                                | 1815–1886   | Major, Gutsbesitzer                            | 1854–1867           | Grundbesitzer Herzogtum Kassuben               |
| Clemens Graf von Klinckowstroem                   | 1846–1902   | Gutsbesitzer                                   | 1890–1902           | Grundbesitzer Samland und Natangen             |
| Bogislaw von Klitzing                             | 1861–1942   | Generallandschaftsdirektor                     |                     |                                                |
| Georg von Klitzing                                | 1847–1922   | Gutsbesitzer                                   | 1888–1918           | Grundbesitzer Neumark (Sternberg)              |
| Hermann von Klützow                               | 1813–1902   | Hauptritterschaftsdirektor                     | 1866–1902           | Domkapitel Brandenburg                         |
| Gebhard von Knebel Doeberitz                      | 1848–1921   | Gutsbesitzer, Ritterschaftsrat                 | 1910–1918           | Grundbesitzer Neumark (Dramburg-Schievelbein)  |
| Georg von Knebel Doeberitz                        | 1810–1880   | Gutsbesitzer                                   | 1876–1880           | Grundbesitzer Neumark (Dramburg-Schievelbein)  |
| Ludwig von Knebel Doeberitz                       | 1844–1900   | Gutsbesitzer, Major                            | 1896–1900           | Grundbesitzer Neumark (Dramburg-Schievelbein)  |
| Friedrich von dem Knesebeck                       | 1803–1879   | Landschaftsdirektor                            | 1867–1879           | persönliche Berufung                           |
| August Freiherr Knigge                            | 1854–1933   | Gutsbesitzer, Kammerherr                       | 1912–1918           | persönliche Berufung                           |
| Hermann Knoblauch                                 | 1820–1895   | Physiker                                       | 1873–1895           | Universität Halle                              |
| Alfred Knobloch                                   | 1859–1916   | Oberbürgermeister                              | 1899–1910           | Bromberg                                       |
| Erich Koch-Weser                                  | 1875–1944   | Oberbürgermeister, später Reichsjustizminister | 1913–1918           | Kassel                                         |
| Richard von Koch                                  | 1834–1910   | Reichsbankpräsident                            | 1891–1910           | persönliche Berufung                           |
| August von Köckritz                               | 1802–1871   | Gutsbesitzer                                   | 1855–1871           | Grundbesitzer Nieder-Lausitz                   |
| Diepold von Köckritz                              |             | Gutsbesitzer, Kammerherr                       |                     | Grundbesitzer Liegnitz und Wohlau              |
| Paul Kohli                                        | 1850–1907   | Oberbürgermeister                              | 1894–1900           | Thorn                                          |
| Ernst von Köller                                  | 1841–1928   | Staatssekretär                                 | 1908–1918           | persönliche Berufung                           |
| Matthias von Köller                               | 1797–1883   | Generallandschaftsdirektor                     | 1854–1883           | Grundbesitzer Cammin und Hinterpommern         |
| Gustav Koenig                                     | 1847–1918   | Oberbürgermeister                              | 1885–1893           | Memel                                          |
| Hans Graf von Königsmarck                         | 1799–1876   | Erbhofmeister der Kurmark                      | 1855–1876           | Familie von Königsmarck                        |
| Karl Hans Graf von Königsmarck                    | 1839–1910   | Erbhofmeister der Kurmark                      | 1877–1910           | Familie von Königsmarck                        |
| Otto Graf von Königsmarck                         | 1815–1889   | Landwirtschaftsminister                        | 1855–1889           | persönliche Berufung                           |
| Wilhelm Graf von Königsmarck                      | 1841–1923   | Landrat                                        | 1910–1918           | Familie von Königsmarck                        |
| Adolph von Koerber                                | 1817–1895   | Generallandschaftsdirektor                     | 1890–1895           | Grundbesitzer Kulmer Land                      |
| Theodor Körner                                    | 1810–1891   | Oberbürgermeister                              | 1854–1871           | Thorn                                          |
| Siegfried Körte                                   | 1861–1919   | Oberbürgermeister                              | 1903–1918           | Königsberg                                     |
| Hans von Koester                                  | 1844–1928   | Großadmiral                                    | 1905–1918           | persönliche Berufung                           |
| Hermann Kohleis                                   | 1825–1883   | Bürgermeister                                  | 1872–1883           | Posen                                          |
| Georg von Kopp                                    | 1837–1914   | Kardinal                                       | 1884–1914           | persönliche Berufung                           |
| Clemens Graf von Korff-Schmising                  | 1834–1921   | Landrat                                        | 1890–1918           | Grundbesitzer Minden/Ravensberg                |
| Klemens Graf von Korff-Schmising                  | 1804–1882   | Gutsbesitzer                                   | 1860–1882           | Grafenverband Westfalen                        |
| Józef von Kościelski                              | 1845–1911   | Gutsbesitzer, Publizist                        | 1881–1911           | Grundbesitzer Netze-Distrikt                   |
| Karl August Graf von Kospoth                      | 1836–1928   | Gutsbesitzer, Kurator                          | 1899–1918           | persönliche Berufung                           |
| Siegfried Graf von Kospoth                        | 1814–1883   | Oberstleutnant                                 | 1874–1883           | Grafenverband Schlesien                        |
| Hans Wilhelm von Kotze                            | 1802–1885   | Geheimer Oberregierungsrat                     | 1883–1885           | Domstift Merseburg                             |
| Reinhold Kraetke                                  | 1845–1934   | Staatssekretär Reichspostamt                   | 1912–1918           |                                                |
| Karl Graf von Krassow                             | 1812–1892   | Regierungspräsident                            | 1861–1892           | Grundbesitzer Neuvorpommern und Rügen          |
| Wilhelm Krausnick                                 | 1797–1882   | Oberbürgermeister                              | 1854–1862           | Berlin                                         |
| Georg von Kries                                   | 1863–1922   | Gutsbesitzer, Oberförster                      |                     |                                                |
| Kurt von Kries                                    | 1848–1929   | Landschaftsrat                                 | 1892–1918           | Grundbesitzer Kulmer Land                      |
| Adolph Graf von Krockow                           | 1800–1865   | Gutsherr                                       | 1855–1865           | Grundbesitzer Nord-Pomerellen                  |
| Döring Graf von Krockow                           | 1873–1954   | Gutsherr                                       | 1910–1918           | persönliche Berufung                           |
| August Henning von Kröcher                        | 1817–1887   | Geheimer Oberregierungsrat                     | 1863–1887           | persönliche Berufung                           |
| Jordan von Kröcher                                | 1846–1918   | Hauptritterschaftsdirektor                     |                     |                                                |
| Reinhold Krohn                                    | 1852–1932   | Professor                                      | 1907–1918           | persönliche Berufung                           |
| Friedrich von Krosigk                             | 1784–1871   | Regierungspräsident, Dompropst                 | 1854–1871           | Domstift Merseburg                             |
| Vollrath von Krosigk                              | 1819–1889   | Erbtruchseß Mecklenburg                        | 1888–1889           | Grundbesitzer Mansfeld/Saalkreis               |
| Friedrich Krupp                                   | 1854–1902   | Industrieller                                  | 1897–1902           | persönliche Berufung                           |
| Gustav Krupp von Bohlen und Halbach               | 1870–1950   | Industrieller                                  | 1910–1918           | persönliche Berufung                           |
| Gustav Küchen                                     | 1808– ?     | Gerichtspräsident, Stadtverordneter            | 1866–1873           | Trier                                          |
| Emil von Kuenheim                                 | 1800–1862   | Generallandschaftsrat                          | 1859–1862           | Grundbesitzer Oberland                         |
| Ernst von Kuenheim                                | 1835–1905   | Kammerherr, Gutsbesitzer                       | 1891–1905           | Grundbesitzer Oberland                         |
| Ernst von Kuenheim-Spanden                        |             | Gutsbesitzer                                   | seit 1906           | Grundbesitzer Oberland                         |
| Otto Kühnast                                      | 1860–1921   | Oberbürgermeister                              | 1910–1918           | Graudenz                                       |
| Ernst Küper                                       | 1835–1912   | Oberbürgermeister                              | 1886–1903           | Krefeld                                        |
| Ernst Küster                                      | 1839–1930   | Chirurg                                        | 1899–1918           | Universität Marburg                            |
| Gustav von Küster                                 | 1797–1861   | Gesandter                                      | 1857–1861           | persönliche Berufung                           |
| Friedrich Kullak                                  | 1855–1908   | Rittergutsbesitzer                             | 1904–1908           | Grundbesitzer Masuren                          |
| Mieczysław Graf von Kwilecki                      | 1833–1918   | Vizemarschall                                  | 1866–1918           | Grundbesitzer Bez. Posen                       |

## L
| Name                                                       | Lebensdaten | Beruf                                   | Mitglied               | Interessen-Vertretung                                                   |
| ---------------------------------------------------------- | ----------- | --------------------------------------- | ---------------------- | ----------------------------------------------------------------------- |
| Adalbert von Ladenberg                                     | 1798–1855   | Chef-Präsident der Oberrechnungskammer  | 1854–1855              | persönliche Berufung                                                    |
| Ernst Georg Lambeck                                        | 1814–?1893  | Stadtverordneter                        | 1872–1893              | Thorn                                                                   |
| Engelbert von Landsberg-Velen und Steinfurt                | 1796–1878   | Gutsherr                                | 1856–1878              | persönliche Berufung                                                    |
| Friedrich Graf von Landsberg-Velen und Gemen               | 1815–1898   | Standesherr, Unternehmer                | 1863–1898              | erblicher Sitz (MdVL), Herrschaft Gemen                                 |
| Friedrich Graf von Landsberg-Velen und Gemen (der Jüngere) | 1850–1926   | Standesherr                             | 1908–1918              | erblicher Sitz (MdVL), Herrschaft Gemen                                 |
| Ignatz Freiherr von Landsberg-Velen und Steinfurt          | 1830–1915   | Gutsbesitzer                            | 1866–1915              | Grundbesitzer Münsterland; HH-Vizepräsident 1908                        |
| Ignaz von Landsberg-Velen und Gemen                        | 1788–1863   | Standesherr                             | 1854–1863              | erblicher Sitz (MdVL) Herrschaft Gemen; nahm seinen Sitz nicht ein      |
| Max Graf von Landsberg-Velen                               | 1847–1902   | Standesherr                             | 1898–1902              | erblicher Sitz (MdVL), Herrschaft Gemen                                 |
| Gustav von Langenn                                         | 1814–1890   | Oberst                                  | 1886–1890              | Grundbesitzer Nieder-Lausitz                                            |
| Wilhelm Launhardt                                          | 1832–1918   | Bauingenieur, TH-Rektor                 | 1898–1918              | persönliche Berufung                                                    |
| Wilhelm Lautz                                              | 1795–1861   | beigeordneter Bürgermeister             | 1855–1861              | Trier                                                                   |
| Gustav von Le Coq                                          | 1799–1880   | Gesandter                               | 1863–1880              | persönliche Berufung                                                    |
| Heinrich Graf von Lehndorff                                | 1829–1905   | Oberburggraf, Generaladjutant           | 1894–1905              | kraft Amtes                                                             |
| Karl Graf von Lehndorff                                    | 1826–1883   | Gesandter                               | 1866–1883              | Grundbesitzer Samland                                                   |
| Karl Lehr                                                  | 1842–1919   | Oberbürgermeister                       | 1892–1914              | Duisburg                                                                |
| August Lentze                                              | 1860–1945   | Oberbürgermeister                       | 1895–1910              | Mühlhausen, Barmen, Magdeburg                                           |
| Heinrich Leo                                               | 1799–1878   | Historiker                              | 1863–1878              | persönliche Berufung                                                    |
| Adolph Leonhardt                                           | 1815–1880   | Justizminister                          | 1867–1880              | persönliche Berufung                                                    |
| Franz Heinrich von Lepel                                   | 1803–1877   | Gutsbesitzer                            | 1854–1877              | Grundbesitzer Neuvorpommern und Rügen                                   |
| Paul von Leszczynski                                       | 1830–1918   | General                                 | 1905–1918              | persönliche Berufung                                                    |
| Friedrich Freiherr von der Leyen zu Bloemersheim           | 1854–1935   | Kammerherr, Landrat                     |                        | persönliche Berufung                                                    |
| Albert von Levetzow                                        | 1827–1903   | Landesdirektor                          | 1890–1903              | persönliche Berufung                                                    |
| Karl Fürst Lichnowsky                                      | 1819–1901   | Standesherr                             | 1854–1901              | erblicher Sitz (MdVL), Majorat Kuchelna                                 |
| Max Fürst von Lichnowsky                                   | 1860–1928   | Botschafter                             | 1901–1914 (Ausschluss) | erblicher Sitz (MdVL), Majorat Kuchelna                                 |
| Eduard von Liebert                                         | 1850–1934   | General der Infanterie                  | 1918                   |                                                                         |
| Ernst Heinrich Lindemann                                   | 1833–1900   | Oberbürgermeister                       | 1878–1886 1886–1898    | Dortmund Düsseldorf                                                     |
| Oskar von Lindequist                                       | 1838–1915   | Generalfeldmarschall                    | 1911–1915              | persönliche Berufung                                                    |
| Leopold Graf zur Lippe-Biesterfeld                         | 1815–1889   | Justizminister                          | 1862–1889              | persönliche Berufung                                                    |
| Adalbert von Lipski                                        |             | Gutsbesitzer                            | seit 1907              | Grundbesitzer Krotoschin                                                |
| Hermann Lisco                                              | 1850–1923   | Staatssekretär                          | 1907–1918              | persönliche Berufung                                                    |
| Walter Freiherr von Loe                                    | 1828–1908   | Generalfeldmarschall                    | 1901–1908              | persönliche Berufung                                                    |
| Albrecht Graf von Loeben                                   | 1800–1875   | Landesältester                          | 1855–1875              | persönliche Berufung                                                    |
| Edgar Loening                                              | 1843–1919   | Juraprofessor                           | 1901–1918              | Univ. Halle/S.                                                          |
| Hugo Loersch                                               | 1840–1907   | Prof. f. Rechtsgeschichte, Kronsyndikus | 1891–1907              | persönliche Berufung                                                    |
| Alfred von Loewenfeld                                      | 1848–1927   | Kommandierender General                 | 1913–1918              |                                                                         |
| Hermann von Loga                                           | 1859–1911   | Gutsbesitzer                            | 1896–1911              | Grundbesitzer Kulmer Land                                               |
| August Leopold Graf von Logau                              | 1797–1877   | Major a. D.                             | 1854–1877              | Grundbesitzer Glogau/Sagan                                              |
| Karl Lotichius                                             | 1819–1892   | Bankier                                 | 1879–1892              | persönliche Berufung                                                    |
| Robert Lucius Freiherr von Ballhausen                      | 1835–1914   | Landwirtschaftsminister                 | 1895–1914              | persönliche Berufung                                                    |
| Carl Lueg                                                  | 1833–1905   | Industrieller                           | 1904–1905              | persönliche Berufung                                                    |
| Heinrich Lueg                                              | 1840–1917   | Industrieller                           | 1905–1917              | persönliche Berufung                                                    |
| Otto Lutteroth                                             | 1816–1870   | Stadtverordneter                        | 1854–1859              | Mühlhausen                                                              |
| Hermann Rochus Graf zu Lynar                               | 1797–1878   | Gutsbesitzer                            | 1854–1878              | erblicher Sitz (MdVL), Herrschaft Lübbenau                              |
| Hermann Maximilian Graf zu Lynar                           | 1825–1914   | Gutsbesitzer                            | 1880–1914              | erblicher Sitz (MdVL), Herrschaft Lübbenau                              |
| Otto Fürst zu Lynar                                        | 1793–1860   | Standesherr                             | 1854–1860              | erblicher Sitz erloschen (MdVL), Herrschaft Drehna; nahm Sitz nicht ein |
| Rochus Friedrich Graf zu Lynar                             | 1857–1928   | Gutsbesitzer                            | 1914–1918              | erblicher Sitz (MdVL), Herrschaft Lübbenau                              |

## M
| Name                                             | Lebensdaten     | Beruf                                            | Mitglied            | Interessen-Vertretung                      |
| ------------------------------------------------ | --------------- | ------------------------------------------------ | ------------------- | ------------------------------------------ |
| Anton Franz Graf von Magnis                      | 1862–1944       | Industrieller                                    | 1902–1918           | persönliche Berufung                       |
| Anton Franz Freiherr von Magnus                  | 1821–1882       | Legationsrat                                     | 1872–1882           | persönliche Berufung                       |
| Gustav Malmros                                   | 1812–1875       | Kronsyndikus                                     | 1872–1875           | persönliche Berufung                       |
| Hans von der Malsburg                            | 1831–1908       | Gutsbesitzer                                     | 1897–1908           | persönliche Berufung                       |
| Andreas Graf von Maltzan                         | 1863–1821       | Standesherr                                      | 1893–1918           | erblicher Sitz (MdVL), Herrschaft Militsch |
| August Graf von Maltzan                          | 1823–1878       | Standesherr                                      | 1854–1878           | erblicher Sitz (MdVL), Herrschaft Militsch |
| Rudolf Freiherr von Maltzahn                     | 1794–1868       | Kammerherr, Gutsbesitzer                         | 1854–1868           | Grundbesitzer Herzogtum Stettin            |
| Victor Freiherr von Maltzahn                     | 1823–1901       | Erbmarschall                                     | 1869–1901           | Grundbesitzer Herzogtum Stettin            |
| Arthur von Manteuffel                            | 1815–1893       | Rittergutsbesitzer                               | 1868–1893           | Grundbesitzer Herzogtum Kassuben           |
| Otto Theodor Freiherr von Manteuffel             | 1805–1882       | Ministerpräsident                                | 1864–1882           | Grundbesitzer Nieder-Lausitz               |
| Otto Freiherr von Manteuffel                     | 1844–1913       | Landesdirektor                                   | 1883–1913           | Grundbesitzer Nieder-Lausitz               |
| Rudolf Levin Freiherr Marschall von Altengottern | 1820–1890       | Erbmarschall                                     | 1877–1890           | Grundbesitzer West-Thüringen               |
| Wolf Rudolf Freiherr Marschall von Altengottern  | 1855–1930       | Erbmarschall                                     | 1909–1918           | Grundbesitzer West-Thüringen               |
| Heinrich Martins                                 | 1829–1903       | Oberbürgermeister                                | 1889–1901           | Glogau                                     |
| Carl Alexander von Martius                       | 1838–1920       | Chemieindustrieller                              | 1916–1918           |                                            |
| Bernhard von der Marwitz                         | 1824–1880       | Landrat d. Kr. Lebus                             | 1854–1880           | Grundbesitzer Mittelmark                   |
| Wilhelm Marx                                     | 1851–1924       | Oberbürgermeister                                | 1899–1910           | Düsseldorf                                 |
| Robert von Massow                                | 1839–1927       | General d. Kav., Reichs-Militärgerichtspräsident | seit 1906           |                                            |
| Wilhelm von Massow                               | 1802–1867       | Gutsbesitzer                                     | 1854–1867           | Grundbesitzer Herzogtum Wenden             |
| Paul Matting                                     | 1859–1935       | Oberbürgermeister                                | 1912–1918           | Breslau                                    |
| Hugo Graf von Matuschka-Greiffenclau             | 1822–1898       | Guts- u. Weingutsbesitzer                        | 1879–1898           | persönliche Berufung                       |
| Franz Mayer                                      | 1809–1877       | beigeordneter Bürgermeister                      | 1872–1877           | Koblenz                                    |
| August Werner von Meding                         | 1792–1871       | Oberpräsident                                    | 1854–1871           | persönliche Berufung                       |
| Karl von Mellenthien                             | 1830–1890       | Gutsbesitzer                                     | 1886–1890           | Grundbesitzer Neumark (Dramburg)           |
| Ernst von Mendelssohn-Bartholdy                  | 1846–1909       | Bankier                                          | 1902–1909           | persönliche Berufung                       |
| Franz von Mendelssohn                            | 1829–1889       | Bankier                                          |                     | HH-Mitgliedschaft fraglich                 |
| Franz von Mendelssohn                            | 1865–1935       | Bankier                                          | 1913–1918           | persönliche Berufung                       |
| Friedrich Merten                                 | 1874–1945       | Erster Bürgermeister                             | 1910–1918           | Elbing                                     |
| Ferdinand Graf von Merveldt                      | 1840–1905       | Erbmarschall Fstm. Münster                       | 1883–1905           | Grafenverband Westfalen                    |
| Karl Graf von Merveldt                           | 1790–1859       | Landrat, Erbmarschall Fstm. Münster              | 1854–1859           | Grafenverband Westfalen                    |
| Albert von Metzler                               | 1839–1918       | Bankier                                          | 1904–1918           | persönliche Berufung                       |
| Ferdinand Meurin                                 | 1790– nach 1864 | beigeordneter Bürgermeister                      | 1863–1864           | Trier; nahm Sitz nicht ein                 |
| Gustav von Mevissen                              | 1815–1899       | Großkaufmann, Unterstaatssekretär                | 1866–1891 1891–1899 | Köln persönliche Berufung                  |
| Eduard Meyer                                     | 1817–1901       | OLG-Senatspräsident                              | 1869–1901           | persönliche Berufung                       |
| Gerhard Lucas Meyer                              | 1830–1916       | Industrieller                                    | 1901–1916           | persönliche Berufung                       |
| Gustav Meyer                                     | 1813–1884       | Kammergerichtspräsident                          | 1879–1884           | persönliche Berufung                       |
| Otto Meyer                                       | 1849–1933       | Großkaufmann                                     | 1914–1918           |                                            |
| Gustav Michels                                   | 1836–1909       | Bankier                                          | 1901–1909           | persönliche Berufung                       |
| Josef Graf Mielzynski                            | 1824–1900       | Gutsbesitzer                                     | 1869–1900           | Grafenverband Posen                        |
| Mathias Graf Mielzynski                          | 1799–1870       | Gutsbesitzer                                     | 1855–1861           | Grafenverband Posen; ausgeschieden         |
| Ludwig Freiherr von Minnigerode                  | 1820–1882       | Gutsbesitzer                                     | 1877–1882           | Grundbesitzer Eichsfeld                    |
| Johannes von Miquel                              | 1828–1901       | Oberbürgermeister, Finanzminister                | 1882–1890 und 1901  | Frankfurt am Main                          |
| Wilhelm Graf von Mirbach-Harff                   | 1871–1918       | Gutsbesitzer                                     | 1904–1918           | Grundbesitzer Kleve-Geldern                |
| Julius Graf von Mirbach-Sorquitten               | 1839–1921       | Gutsbesitzer                                     | seit 1874           | Grundbesitzer Littauen und Masuren         |
| Paul Mitzlaff                                    | 1870–1944       | Oberbürgermeister                                | 1910–1918           | Bromberg                                   |
| Eduard Mohring                                   | 1803–1879       | Stadtrat                                         | 1854–1863           | Nordhausen                                 |
| Theodor von Möller                               | 1840–1925       | Maschinenfabrikant, Handelsminister              | 1914–1918           | persönliche Berufung                       |
| Heinrich Mölling                                 | 1825–1888       | Oberbürgermeister                                | 1879–1888           | Kiel                                       |
| Bernhard Möllmann                                | 1832–1897       | Oberbürgermeister                                | 1888–1897           | Osnabrück                                  |
| Friedrich von Moltke                             | 1852–1927       | Innenminister, Oberpräsident                     | 1913–1918           |                                            |
| Helmuth Adolf Graf von Moltke                    | 1876–1939       | Gutsbesitzer                                     | 1907–1918           | erblicher Sitz (kglVO)                     |
| Helmuth Graf von Moltke                          | 1800–1891       | Generalfeldmarschall                             | 1872–1891           | persönliche Berufung                       |
| Wilhelm Graf von Moltke                          | 1845–1905       | Gutsbesitzer                                     | 1904–1905           | erblicher Sitz (kglVO) seit 1904           |
| Joseph von Morawski                              | 1813–1902       | Gutsbesitzer                                     | 1880–1902           | Grundbesitzer Krotoschin                   |
| Franciszek von Morawski                          | 1868–1938       | Gutsbesitzer, Publizist                          | 1917–1918           |                                            |
| Theodor von Moszczenski                          |                 | Gutsbesitzer                                     | seit 1904           | Grundbesitzer Gnesen                       |
| Heinrich Gottlob von Mühler                      | 1780–1857       | Kronsyndikus                                     | 1854–1857           | persönliche Berufung                       |
| August Nikolaus Müller                           | 1856–1926       | Oberbürgermeister                                | 1900–1912           | Kassel                                     |
| Waldemar Mueller                                 | 1851–1924       | Oberbürgermeister                                | 1886–1891           | Posen                                      |
| Heinrich Müller-Breslau                          | 1851–1925       | Bauingenieur                                     | 1913–1918           | TH Charlottenburg                          |
| Carl Adolph Freiherr von Münchhausen             | 1808–1876       | Gutsbesitzer                                     | 1854–1876           | Grundbesitzer West-Thüringen               |
| Ernst von Münchhausen (1791–1869)                | 1791–1869       | Gutsbesitzer                                     | 1854–1869           | Grundbesitzer Ost-Thüringen                |
| Ferdinand Freiherr von Münchhausen               | 1810–1882       | Oberpräsident                                    | 1879–1882           | Domstift Merseburg                         |
| Alexander Fürst zu Münster-Derneburg             | 1858–1922       | Standesherr, hann. Erblandmarschall              | 1904–1918           | erblicher Sitz (kglVO)                     |
| Georg Fürst zu Münster-Derneburg                 | 1820–1902       | Standesherr, Botschafter                         | 1867–1902           | erblicher Sitz (kglVO)                     |
| Daniel Heinrich Mumm von Schwarzenstein          | 1818–1890       | Oberbürgermeister                                | 1868–1880           | Frankfurt am Main                          |
| Theodor Graf Mycielski                           | 1805–1874       | Landschaftsrat                                   | 1854–1874           | Grundbesitzer Krotoschin                   |

## N
| Name                               | Lebensdaten | Beruf                       | Mitglied  | Interessen-Vertretung        |
| ---------------------------------- | ----------- | --------------------------- | --------- | ---------------------------- |
| Erwin Nasse                        | 1829–1890   | Professor                   | 1889–1890 | Universität Bonn             |
| Friedrich Nebelthau                | 1806–1875   | Oberbürgermeister           | 1868–1875 | Kassel                       |
| Bruno Graf Neidhardt von Gneisenau | 1811–1889   | General der Infanterie      | 1885–1889 | Domstift Naumburg            |
| Carl Graf von Nellessen            | 1799–1871   | beigeordneter Bürgermeister | 1854–1871 | Aachen                       |
| Maximilian Graf von Nesselrode     | 1817–1898   | Gutsbesitzer, Landrat       | 1854–1898 | Grundbesitzer Ober-Berg      |
| Gustav Adolf Neuber                | 1850–1932   | Mediziner                   | 1911–1918 | persönliche Berufung         |
| Louis von Neumann                  | 1806–1883   | Rittergutsbesitzer          | 1882–1883 | Grundbesitzer Littauen       |
| Wilhelm von Neumann                | 1823–1899   | Legationsrat                | 1872–1899 | persönliche Berufung         |
| Bernhard Niehues                   | 1831–1909   | Historiker                  | 1904–1909 | Universität Münster          |
| Heinrich Nissen                    | 1839–1912   | Althistoriker               | 1890–1912 | Universität Bonn             |
| Arthur von Nitykowski-Grellen      | 1842–1907   | Gutsbesitzer                | 1886–1907 | Grundbesitzer Süd-Pomerellen |
| Adolph von Nostitz-Drzewicki       |             | Gutsbesitzer                | 1854–1867 | Grundbesitzer Ober-Lausitz   |
| Karl de Nys                        | 1833–1907   | Oberbürgermeister           | 1885–1904 | Trier                        |

## O
| Name                            | Lebensdaten | Beruf                | Mitglied                                   | Interessen-Vertretung                                                |
| ------------------------------- | ----------- | -------------------- | ------------------------------------------ | -------------------------------------------------------------------- |
| Adalbert Oehler                 | 1860–1943   | Oberbürgermeister    | 1900–1918                                  | Halberstadt (1900–1905), Krefeld (1905–1911), Düsseldorf (1911–1918) |
| Otto von Oehlschläger           | 1831–1904   | Kronsyndikus         | 1884–1891 1891–1904 Sitz nicht eingenommen | persönliche Berufung; seit 1891 Wohnsitz außerhalb Preußens          |
| Ottomar Oertel                  | 1840–1914   | Oberbürgermeister    | 1892–1912                                  | Liegnitz                                                             |
| Kaspar Offenberg                | 1809–1879   | Oberbürgermeister    | 1857–1879                                  | Münster                                                              |
| Botho von Oldenburg             | 1814–1888   | Rittergutsbesitzer   | 1878–1888                                  | Grundbesitzer Samland                                                |
| Elard von Oldenburg-Januschau   | 1855–1937   | Gutsbesitzer         | 1915–1918                                  |                                                                      |
| Carl von Oldershausen           | 1816–1884   | Oberbürgermeister    | 1854–1871                                  | Erfurt                                                               |
| Johann Heinrich von Olfers      | 1791–1855   | Oberbürgermeister    | 1854–1855                                  | Münster                                                              |
| Heinrich Ondereyck              | 1799–1876   | Oberbürgermeister    | 1854–1872                                  | Krefeld                                                              |
| Moritz von Oppenfeld            | 1858–1941   | Fideikommisherr      | 1901–1918                                  | Grundbesitzer Herzogtum Kassuben                                     |
| Eduard Graf von Oppersdorff     | 1800–1889   | Gutsbesitzer         | 1854–1889                                  | erblicher Sitz (MdVL), Majorat Ober-Glogau                           |
| Hans Graf von Oppersdorff       | 1866–1948   | Gutsbesitzer         | 1897–1918                                  | erblicher Sitz (MdVL), Majorat Ober-Glogau                           |
| Karl Ortmann                    | 1859–1914   | Oberbürgermeister    | 1900–1914                                  | Koblenz                                                              |
| Alexander von der Osten         | 1839–1898   | Gutsbesitzer         | 1878–1898                                  | Familie von der Osten                                                |
| Friedrich Wilhelm von der Osten | 1842–1928   | Gutsbesitzer         | 1901–1918                                  | Grundbesitzer Herzogtum Stettin                                      |
| Julius von der Osten            | 1808–1878   | Gutsbesitzer         | 1856–1878                                  | Familie von der Osten                                                |
| Leopold Graf von der Osten      | 1841–1916   | Fideikommissbesitzer | 1898–1916                                  | Familie von der Osten                                                |
| Wedig von der Osten             | 1859–1923   | Landschaftsrat       |                                            |                                                                      |
| Wilhelm Ostermeyer              | 1827–?      | Syndikus             | 1883–1890                                  | Hannover                                                             |

## P
| Name                                      | Lebensdaten | Beruf                              | Mitglied              | Interessen-Vertretung                                |
| ----------------------------------------- | ----------- | ---------------------------------- | --------------------- | ---------------------------------------------------- |
| Wilhelm Freiherr von Paleske              | 1794–1873   | Gutsbesitzer                       | 1854–1873             | Grundbesitzer Nord-Pomerellen                        |
| Curt von Pappritz                         | 1854–1932   | Ritterschaftsdirektor              |                       |                                                      |
| Hermann Freiherr von Patow                | 1801–1884   | Major, Gutsbesitzer                | 1854–1884             | Grundbesitzer Nieder-Lausitz                         |
| Robert Freiherr von Patow                 | 1804–1890   | Oberpräsident                      | 1872–1890             | persönliche Berufung                                 |
| Reinhold Pauli                            | 1823–1882   | Historiker                         | 1868–1870             | Universität Marburg                                  |
| Ludwig Pelzer                             | 1835–1915   | Oberbürgermeister                  | 1883–1896             | Aachen                                               |
| Ludwig Pernice                            | 1799–1861   | Rechtsgelehrter, Kronsyndikus      | 1854–1861             | Universität Halle                                    |
| Paul Persius                              | 1832–1902   | OVG-Präsident                      | 1891–1902             | persönliche Berufung                                 |
| Otto von Pestel                           | 1848–1919   | Gutsbesitzer, Landrat              | 1910–1918             | persönliche Berufung                                 |
| Johannes Peters                           | 1841–1909   | OVG-Präsident, Kronsyndikus        | 1907–1909             | persönliche Berufung                                 |
| Eduard von Peucker                        | 1791–1876   | General der Infanterie             | 1872–1876             | persönliche Berufung                                 |
| Eberhard Graf von Pfeil                   | 1839–1901   | Landschaftsdirektor                | 1883–1901             | Grundbesitzer Münsterberg                            |
| Fabian Graf von Pfeil und Klein-Ellguth   | 1804–1884   | Gutsbesitzer                       | 1872–1884             | Grundbesitzer Oels                                   |
| Friedrich Eduard Graf von Pfeil-Burghauß  | 1833–1905   | Majoratsbesitzer                   | 1896–1905             | erblicher Sitz (MdVL) Majorat Laasan                 |
| Friedrich Ludwig Graf von Pfeil-Burghauß  | 1803–1896   | Majoratsbesitzer                   | 1891–1896             | erblicher Sitz (MdVL) Majorat Laasan                 |
| Friedrich Richard Graf von Pfeil-Burghauß | 1869–1938   | Majoratsbesitzer                   | 1905–1918             | erblicher Sitz (MdVL) Majorat Laasan                 |
| Ernst von Pfuel                           | 1779–1866   | General                            | 1858–1866             | persönliche Berufung                                 |
| Gustav von Pfuel                          | 1829–1897   | Hauptritterschaftsdirektor         | 1879–1897             | Grundbesitzer Barnim                                 |
| Maximilian von Philipsborn                | 1815–1885   | Gesandter                          | 1872–1885             | persönliche Berufung                                 |
| Alfred Piper                              | 1814–1892   | Oberbürgermeister                  | 1854–1864             | Frankfurt an der Oder                                |
| Harry Plate                               | 1853–1939   | Präs. Dt. Handwerks- u. Gewerbetag | 1911–1918             | persönliche Berufung                                 |
| Christoph von Platen                      | 1838–1909   | Gutsbesitzer                       | 1892–1909             | Grundbesitzer Neuvorpommern und Rügen                |
| Georg Graf von Platen-Hallermund          | 1858–1927   | Propst des adel. Kloster Preetz    | 1916–1918             |                                                      |
| Karl Ludwig von Plehwe                    | 1834–1920   | Kanzler im Kgr. Preußen            | 1898–1903 1907–1918   | Grundbesitzer Littauen und Masuren kraft Amtes       |
| Hans Heinrich X. Fürst von Pleß           | 1806–1855   | Standesherr, Montan-Industrieller  | 1854–1855             | erblicher Sitz (MdVL), Herrschaft Pleß, HH-Präsident |
| Hans Heinrich XI. Herzog von Pleß         | 1833–1907   | Standesherr, Montan-Industrieller  | 1863–1907             | erblicher Sitz (MdVL), Herrschaft Pleß               |
| Hans Heinrich XV. Fürst von Pleß          | 1861–1938   | Standesherr, Montan-Industrieller  | 1907–1918             | erblicher (MdVL), Sitz Herrschaft Pleß               |
| Friedrich von Plettenberg-Heeren          | 1863–1924   | Gutsbesitzer                       | 1907–1918             | Grundbesitzer Grafschaft Mark                        |
| Joseph Graf von Plettenberg               | 1866–1951   | Erbkämmerer Herzogtum Westfalen    | 1904–1918             | Grundbesitzer Westfalen                              |
| Josef von Plettenberg-Lenhausen           | 1804–1880   | Erbkämmerer Herzogtum Westfalen    | 1855–1880             | Grundbesitzer Westfalen                              |
| Albert von Ploetz                         | 1803–1876   | Gutsbesitzer                       | 1854–1876             | Grundbesitzer Cammin und Hinterpommern               |
| Paul von Ploetz                           | 1839–1915   | Gutsbesitzer                       | 1884–1915             | Grundbesitzer Cammin und Hinterpommern               |
| Paul von Ploetz                           | 1847–1930   | General der Infanterie             | 1914–1918             |                                                      |
| Karl Freiherr von Plotho                  | 1804–1884   | Erbkämmerer Hzt. Magdeburg         | 1870–1884             | Grundbesitzer Bez. Magdeburg                         |
| Philipp Poelmahn                          | 1809–1871   | Oberbürgermeister                  | 1861–1871             | Minden                                               |
| Karl Pohl                                 | 1821–1890   | Gutsbesitzer                       | 1875–1890             | Grundbesitzer Nord-Pomerellen                        |
| Arthur Graf von Posadowsky-Wehner         | 1845–1932   | Vizekanzler                        | 1907–1918             | Domkapitel Naumburg                                  |
| Casimir Graf von Potulicki                | 1820–1880   | Gutsbesitzer                       | 1854–1880             | Grundbesitzer Netze-Distrikt                         |
| Eduard Graf von Potworowski               | 1793–1876   | Gutsbesitzer                       | 1857–1876             | persönliche Berufung                                 |
| Albert Graf von Pourtalès                 | 1812–1861   | Gesandter                          | 1860–1861             | persönliche Berufung                                 |
| Friedrich Graf von Praschma               | 1833–1909   | Rittergutsbesitzer                 | 1900–1909             | Grafenverband Schlesien                              |
| Curt von Prittwitz und Gaffron            | 1849–1922   | Admiral                            | 1910–1918             | persönliche Berufung                                 |
| Maximilian von Prittwitz und Gaffron      | 1848–1917   | Generaloberst                      | 1910–1917             | persönliche Berufung                                 |
| Richard Prüfer                            | 1836–1878   | Oberbürgermeister                  | 1878                  | Dortmund                                             |
| Erdmann III. Graf von Pückler             | 1792–1869   | Landwirtschaftsminister            | 1854–1869             | Grundbesitzer Bez. Oppeln                            |
| Erdmann IV. Graf von Pückler              | 1832–1888   | Landwirtschaftsrat                 | 1870–1888             | Grundbesitzer Bez. Oppeln                            |
| Hermann Fürst von Pückler                 | 1785–1871   | Gartenbaukünstler, Schriftsteller  | 1864–1871             | persönliche Berufung                                 |
| Friedrich Graf von Pückler-Burghauß       | 1849–1920   | Generallandschaftsdirektor         | 1910–1918             | Grafenverband Schlesien                              |
| Karl Graf von Pückler-Burghauß            | 1817–1899   | Generallandschaftsdirektor         | 1883–1899             | Grafenverband Schlesien                              |
| Wilhelm Malte II. Fürst zu Putbus         | 1833–1907   | Oberst-Truchsess                   | 1863–1907             | erblicher Sitz (MdVL), Grafschaft Putbus             |
| Bernhard von Puttkamer                    | 1825–1904   | Generalmajor                       | 1896–1904             | Familie von Puttkamer                                |
| Erich von Puttkamer                       | 1845–1935   | Landschaftsrat                     | 1918                  | Familie von Puttkamer                                |
| Jesco von Puttkamer                       | 1841–1918   | Regierungspräsident                | 1905–1918             | Familie von Puttkamer                                |
| Julius von Puttkamer                      | 1822–1905   | Gutsbesitzer                       | 1854–1903 (Rücktritt) | Grundbesitzer Herzogtum Wenden                       |
| Robert von Puttkamer                      | 1828–1900   | Oberpräsident                      | 1889–1900             | Domstift Naumburg                                    |

## Q
| Name                 | Lebensdaten | Beruf                     | Mitglied  | Interessen-Vertretung                 |
| -------------------- | ----------- | ------------------------- | --------- | ------------------------------------- |
| Wernher von Quistorp | 1856–1908   | Rittmeister, Gutsbesitzer | 1904–1908 | Grundbesitzer Neuvorpommern und Rügen |

## R
| Name                                       | Lebensdaten | Beruf                                                        | Mitglied                        | Interessen-Vertretung                                                              |
| ------------------------------------------ | ----------- | ------------------------------------------------------------ | ------------------------------- | ---------------------------------------------------------------------------------- |
| Rudolf von Rabe                            | 1805–1883   | Präs. HVerw. Staatsschulden                                  | 1861–1883                       | persönliche Berufung                                                               |
| Eduard von Rabenau                         | 1796–1881   | Dompropst                                                    | 1854–1881                       | Domstift Naumburg                                                                  |
| Athanasius Graf von Raczynski              | 1788–1874   | Gutsbesitzer, Kunstmäzen                                     | 1854–1874                       | erblicher Sitz (MdVL), Majorat Obrzycsko                                           |
| Sigismund Graf von Nalecz-Raczynski        | 1861–1937   | Gutsbesitzer                                                 | 1907–1918                       | erblicher Sitz (MdVL), Majorat Obrzycsko                                           |
| Hugo Fürst von Radolin                     | 1841–1917   | Botschafter                                                  | 1880–1917                       | erblicher Sitz seit 1880 (kglVO)                                                   |
| Anton Fürst von Radziwill                  | 1833–1904   | Standesherr und Politiker                                    | 1870–1904                       | persönliche Berufung                                                               |
| Boguslaw Fürst von Radziwill               | 1809–1873   | Standesherr und Politiker                                    | 1854–1873                       | erblicher Sitz (MdVL), Herrschaft Przygodzice                                      |
| Ferdinand Fürst Radziwill                  | 1834–1926   | Standesherr, Generalmajor d. Kavallerie                      | 1879–1918                       | erblicher Sitz (MdVL), Herrschaft Przygodzice                                      |
| Wilhelm Fürst von Radziwill                | 1797–1870   | Standesherr, Militär-Gouverneur                              | 1854–1870                       | erblicher Sitz (MdVL), Herrschaft Przygodzice                                      |
| Otto von Ramin                             | 1815–1882   | Gutsbesitzer                                                 | 1865–1882                       | persönliche Berufung                                                               |
| Christian Graf zu Rantzau-Oppendorf        | 1830–1878   | Gutsbesitzer                                                 | 1867–1878                       | persönliche Berufung                                                               |
| Christian Graf zu Rantzau                  | 1858–1939   | Generallandschaftsdirektor                                   | 1911–1918                       | persönliche Berufung                                                               |
| Hermann Rasch                              | 1810–1882   | Stadtdirektor                                                | 1867–1882                       | Hannover                                                                           |
| Hermann vom Rath                           | 1818–1890   | Gutsbesitzer                                                 | 1872–1890                       | persönliche Berufung                                                               |
| Walther vom Rath                           | 1857–1940   | Unternehmer                                                  | 1909–1918                       | persönliche Berufung                                                               |
| Victor Herzog von Ratibor                  | 1818–1893   | Standesherr, Gutsbesitzer, Marschall                         | 1854–1893                       | erblicher Sitz (MdVL), Herzogtum Ratibor, HH-Präsident 1876–1893                   |
| Victor II. Amadeus von Ratibor             | 1847–1923   | Standesherr, Generalmajor                                    | 1893–1918                       | erblicher Sitz (MdVL), Herzogtum Ratibor                                           |
| Valentin Rautenstrauch                     | 1832–1884   | beigeordneter Bürgermeister                                  | 1873–1884                       | Trier                                                                              |
| Adolf Freiherr von der Recke               | 1845–1927   | Landrat                                                      | 1890–                           | Grundbesitzer West-Sachsen                                                         |
| Leopold Graf von der Recke von Volmerstein | 1835–1925   | Gutsbesitzer                                                 | 1897–1918                       | Grundbesitzer Oels                                                                 |
| Wilhelm Graf von Redern                    | 1802–1883   | Generalintendant, Komponist                                  | 1854–1883                       | erblicher Sitz (MdVL), Fideikommiss Greifenberg                                    |
| Heinrich Graf von Redern                   | 1804–1888   | Obergewandkämmerer                                           | 1885–1888                       | erblicher Sitz (MdVL), Fideikommiss Greifenberg                                    |
| Wilhelm Graf von Redern                    | 1842–1909   | Gutsbesitzer                                                 | 1889–1909                       | erblicher Sitz (MdVL), Fideikommiss Greifenberg                                    |
| Emil von Reibnitz                          | 1821–1890   | Rittergutsbesitzer                                           | 1858–1890                       | Grundbesitzer Oberland                                                             |
| Ernst von Reibnitz                         | 1839–?      | Rittergutsbesitzer                                           | 1910–?                          | persönliche Berufung                                                               |
| Heinrich Graf von Reichenbach-Goschütz     | 1801–1869   | Freier Standesherr, Generalerblandpostmeister von Schlesien  | 1860–1869                       | erblicher Sitz (MdVL), Herrschaft Goschütz                                         |
| Heinrich von Reichenbach-Goschütz          | 1865–1946   | Standesherr                                                  | 1895–1918                       | erblicher Sitz (MdVL), Herrschaft Goschütz                                         |
| Clemens Reichert                           | 1829–1893   | Oberbürgermeister                                            | 1882–1893                       | Görlitz                                                                            |
| Georg von Reinersdorff-Paczensky           | 1844–1907   | Rittmeister, Gutsbesitzer                                    | 1885–1907                       | Grundbesitzer Oels                                                                 |
| Friedrich Otto von Reinersdorff-Paczensky  | 1816–1872   | Gutsbesitzer                                                 | 1855–1872                       | Grundbesitzer Oels                                                                 |
| Johannes Reinke                            | 1849–1931   | Naturphilosoph                                               | 1894–1918                       | Universität Kiel                                                                   |
| Richard Remy                               | 1859–1919   | Bergwerksdirektor                                            | 1910–1918                       | persönliche Berufung                                                               |
| Heinrich VII. Prinz Reuß                   | 1825–1906   | General d. Infanterie                                        | 1877–1906                       | persönliche Berufung                                                               |
| Heinrich XIII. Prinz Reuß                  | 1830–1897   | General d. Infanterie                                        | 1890–1897                       | persönliche Berufung                                                               |
| Heinrich XXVIII. Prinz Reuß zu Köstritz    | 1859–1924   | Gutsbesitzer                                                 | 1898–1918                       | persönliche Berufung                                                               |
| Heinrich LXXIV. Prinz Reuß zu Köstritz     | 1798–1886   | Gutsbesitzer                                                 | 1854–1886                       | persönliche Berufung                                                               |
| Ernst Graf von Reventlow                   | 1799–1873   | Jurist                                                       | 1868–1873                       | persönliche Berufung                                                               |
| Eugen Graf von Reventlow                   | 1798–1885   | Gesandter                                                    | 1867–1885                       | persönliche Berufung                                                               |
| Friedrich Graf von Reventlou               | 1797–1874   | Oberappellationsgerichtsrat                                  | 1861–1874                       | persönliche Berufung                                                               |
| Kurt Graf von Reventlou                    | 1834–1914   | Marschall                                                    | 1890–1914                       | persönliche Berufung                                                               |
| Alexander von Rexin                        | 1821–1914   | Gutsbesitzer                                                 | 1854–1914                       | Grundbesitzer Lauenburg und Bütow                                                  |
| August von Rheden                          | 1853–1907   | Landschaftsrat                                               | 1897–1907                       | persönliche Berufung                                                               |
| Arthur Fürst von Rheina-Wolbeck            | 1833–1895   | Standesherr                                                  | 1878–1895                       | erblicher Sitz (mdVL), Herrschaft Rheina-Wolbeck                                   |
| Edgar Fürst von Rheina-Wolbeck             | 1835–1912   | Standesherr                                                  | 1895–1912                       | erblicher Sitz (mdVL), Herrschaft Rheina-Wolbeck; nahm Sitz nicht ein              |
| Napoleon Fürst von Rheina-Wolbeck          | 1807–1874   | Standesherr                                                  | 1858–1874                       | erblicher Sitz (mdVL), Herrschaft Rheina-Wolbeck                                   |
| Georg Freiherr von Rheinbaben              | 1855–1921   | Oberpräsident, Minister                                      | 1911–1918                       |                                                                                    |
| Albert Richter                             |             | Stadtrat                                                     | 1861–1865                       | Memel                                                                              |
| Georg Richter                              | 1853–1925   | Oberbürgermeister                                            | 1903–1917                       | Frankfurt an der Oder                                                              |
| Wilhelm Richter                            |             | Stadtrat                                                     | 1872–1879                       | Memel                                                                              |
| Karl Freiherr von Richthofen               | 1842–1916   | Gutsbesitzer                                                 | 1908–1916                       | Grundbesitzer Schweidnitz und Jauer                                                |
| Karl Eduard Maximilian Richtsteig          | 1809–1879   | Oberbürgermeister                                            | 1866–1871                       | Görlitz                                                                            |
| Georg Riedesel Freiherr zu Eisenbach       | 1812–1881   | Erbmarschall zu Hessen                                       | 1867–1881                       | erblicher Sitz (kglVO)                                                             |
| Georg Riedesel Freiherr zu Eisenbach       | 1845–1897   | Erbmarschall zu Hessen                                       | 1885–1897                       | erblicher Sitz (kglVO)                                                             |
| Giesebert Riedesel Freiherr zu Eisenbach   | 1813–1885   | Erbmarschall zu Hessen                                       | 1883–1885                       | erblicher Sitz (kglVO)                                                             |
| Ludwig Riedesel Freiherr zu Eisenbach      | 1846–1924   | Erbmarschall zu Hessen                                       | nach 1898–1918                  | erblicher Sitz (kglVO)                                                             |
| Alois Riedler                              | 1850–1936   | Maschinenbau-Professor                                       | 1901–1918                       | persönliche Berufung                                                               |
| Christoftomus von Riegolewski              | 1780–1860   | Gutsbesitzer                                                 | 1859–1860                       | Grundbesitzer Posen; nahm Sitz nicht ein                                           |
| Julius Riemann                             | 1832–1885   | Oberbürgermeister                                            | 1870–1885                       | Nordhausen                                                                         |
| Julius Emil Rieß                           | 1815–1894   | Stadtrat                                                     | 1888–1894                       | Kassel                                                                             |
| Ludwig Freiherr von Rigal                  | 1809–1885   | Gutsbesitzer                                                 | 1861–1885                       | persönliche Berufung                                                               |
| Julius Rißmüller                           | 1863–1933   | Oberbürgermeister                                            | 1902–1918                       | Osnabrück                                                                          |
| Ludwig Graf von Rittberg                   | 1797–1881   | Kronsyndikus                                                 | 1854–1881                       | persönliche Berufung                                                               |
| Richard Robert Rive                        | 1864–1947   | Oberbürgermeister                                            | 1906–1918                       | Halle/Saale                                                                        |
| Adolf Friedrich August von Rochow          | 1788–1869   | Gutsbesitzer, Hofmarschall, Kommendator des Johanniterordens | 1854–1869                       | persönliche Berufung; bat um die Erlaubnis, seinen Platz nicht einnehmen zu dürfen |
| Hans von Rochow                            | 1824–1891   | Gutsbesitzer, Domherr                                        | 1854–1891                       | Grundbesitzer Mittelmark                                                           |
| Wichard von Rochow                         | 1848–1921   | Gutsbesitzer, Major                                          | 1892–1918                       | Grundbesitzer Mittelmark                                                           |
| Eugen von Röder                            | 1808–1888   | Oberküchenmeister                                            | 1872–1888                       | persönliche Berufung                                                               |
| Richard Roepell                            | 1808–1893   | Historiker                                                   | 1876–1893                       | Universität Breslau                                                                |
| Max Rötger                                 | 1830–1886   | Präsident d. Seehandlung                                     | 1885–1886                       | persönliche Berufung                                                               |
| Walter Rogalla von Bieberstein             | 1851–1914   | Gutsbesitzer                                                 | 1909–1914                       | Grundbesitzer Masuren                                                              |
| Kurt von Rohr                              | 1843–1910   | Gutsbesitzer                                                 | 1890–1910                       | Grundbesitzer Altmark                                                              |
| Max Freiherr von Romberg                   | 1824–1904   | Fideikommissbesitzer                                         | 1854–1856 1858–1890 (Rücktritt) | Grundbesitzer Havelland                                                            |
| Albrecht Graf von Roon                     | 1803–1879   | Ministerpräsident                                            | 1872–1879                       | persönliche Berufung                                                               |
| Waldemar Graf von Roon                     | 1837–1919   | Generalleutnant                                              | 1904–1918                       | erblicher Sitz (kglVO)                                                             |
| Christian Roos                             | 1827–1882   | Oberbürgermeister                                            | 1872–1882                       | Krefeld                                                                            |
| Adalbert Freiherr von Rosenberg            | 1866–1934   | Gutsbesitzer                                                 | seit 1910                       |                                                                                    |
| Dorotheus Graf von Rothkirch               | 1834–1897   | Kammerherr Gutsbesitzer                                      | 1871–1897                       | Grundbesitzer Liegnitz/Wohlau                                                      |
| Leopold Graf von Rothkirch                 | 1796–1866   | Gutsbesitzer                                                 | 1854–1866                       | Grundbesitzer Liegnitz/Wohlau                                                      |
| Mayer Carl Freiherr von Rothschild         | 1820–1886   | Bankier                                                      | 1868–1886                       | persönliche Berufung                                                               |
| Ernst Heinrich Rummel                      | 1805–1872   | Beigeordneter                                                | 1854–1872                       | Halle/Saale                                                                        |
| August von Rumohr                          | 1851–1914   | Generallandschaftsdirektor                                   | 1911–1914                       |                                                                                    |
| Friedrich Rupstein                         | 1794–1876   | Abt, Landschaftsdirektor                                     | 1867–1876                       | persönliche Berufung                                                               |

## S
Bitte beachten: Der Buchstabe S ist unterteilt in die Abschnitte S – Sch – St.
| Name                                                     | Lebensdaten | Beruf                                              | Mitglied             | Interessen-Vertretung                                                 |
| -------------------------------------------------------- | ----------- | -------------------------------------------------- | -------------------- | --------------------------------------------------------------------- |
| Paul von Salisch                                         | 1826–1883   | Landrat                                            | 1866–1883            | Grundbesitzer Oels                                                    |
| Heinrich von Salisch                                     | 1846–1920   | Rittergutsbesitzer                                 | 1908–1918            | Grundbesitzer Oels                                                    |
| Friedrich Fürst zu Salm-Horstmar                         | 1799–1865   | Standesherr der Grafschaft Salm-Horstmar           | 1855–1865            | erblicher Sitz (erF)                                                  |
| Friedrich Otto I. Fürst zu Salm-Horstmar                 | 1833–1892   | Standesherr der Grafschaft Salm-Horstmar           | 1866–1892            | erblicher Sitz (erF)                                                  |
| Otto II. Fürst zu Salm-Horstmar                          | 1867–1941   | Standesherr der Grafschaft Salm-Horstmar           | 1898–1918            | erblicher Sitz (erF)                                                  |
| Alfred Fürst zu Salm-Reifferscheidt-Krautheim und Dyck   | 1863–1924   | Standesherr                                        | 1893–1918            | erblicher Sitz (MdVL), Majorat Dyck                                   |
| Alfred Josef Fürst zu Salm-Reifferscheidt                | 1811–1888   | Standesherr                                        | 1861–1888            | erblicher Sitz (MdVL), Majorat Dyck                                   |
| Josef Fürst zu Salm-Reifferscheidt                       | 1773–1861   | Standesherr                                        | 1854–1861            | erblicher Sitz (MdVL), Majorat Dyck; nahm Sitz nicht ein              |
| Leopold Fürst zu Salm-Reifferscheidt-Krautheim und Dyck  | 1833–1893   | Standesherr                                        | 1889–1893            | erblicher Sitz (MdVL), Majorat Dyck                                   |
| Alfred Ferdinand Fürst zu Salm-Salm                      | 1846–1923   | Standesherr der Herrschaft Anholt                  | 1908–1918            | erblicher Sitz (erF)                                                  |
| Konstantin Alfred Fürst zu Salm-Salm                     | 1814–1886   | Standesherr der Herrschaft Anholt                  | 1854–1886            | erblicher Sitz (erF), HH-Vizepräsident                                |
| Nikolaus Leopold Fürst zu Salm-Salm                      | 1838–1908   | Standesherr der Herrschaft Anholt                  | 1888–1908            | erblicher Sitz (erF)                                                  |
| Alfred von Sanden                                        | 1861–1935   | Gutsbesitzer, Kammerherr                           | seit 1904            | Grundbesitzer Littauen und Masuren                                    |
| Wilhelm Freiherr von Sanden                              | 1794–1865   | Gutsbesitzer                                       | 1855–1865            | persönliche Berufung                                                  |
| Erdmann Graf von Sandretzky                              | 1808–1863   | Erbmarschall Schlesien                             | 1854–1863            | erblicher Sitz (MdVL), Fideikommiss Langenbielau                      |
| Hans Graf von Sandretzky                                 | 1843–1886   | Gutsbesitzer                                       | 1873-1886            | erblicher Sitz (MdVL), Fideikommiss Langenbielau; nahm Sitz nicht ein |
| Johannes von Saß-Jaworski                                | 1789–1865   | Gutsbesitzer                                       | 1855–1865            | Grundbesitzer Südpomerellen                                           |
| Max Graf von Sauerma-Ruppertsdorf                        | 1836–1909   | Schlosshauptmann, Kammerherr                       | 1901–1909            | Grundbesitzer Bez. Breslau und Brieg                                  |
| Johannes Graf von Saurma                                 | 1851–1916   | Gutsbesitzer                                       | 1909–1916            | Grundbesitzer Breslau/Brieg                                           |
| Friedrich Carl von Savigny                               | 1779–1861   | Kronsyndikus                                       | 1859–1861            | persönliche Berufung; nahm Sitz nicht ein                             |
| Leo von Savigny                                          | 1863–1910   | Rechtsprofessor                                    | 1909–1910            | Universität Münster                                                   |
| Albrecht Friedrich Fürst zu Sayn-Wittgenstein-Berleburg  | 1834–1904   | Standesherr der Grafschaft Wittgenstein-Berleburg  | 1864–1904            | erblicher Sitz (erF); nahm Sitz nicht ein                             |
| Richard Fürst zu Sayn-Wittgenstein-Berleburg             | 1882–1925   | Standesherr der Herrschaft Wittgenstein-Berleburg  | 1913–1918            | erblicher Sitz (erF)                                                  |
| Alexander Fürst zu Sayn-Wittgenstein-Hohenstein          | 1801–1874   | Standesherr der Herrschaft Wittgenstein-Hohenstein | 1855–1874            | erblicher Sitz (erF)                                                  |
| August Alexander Fürst zu Sayn-Wittgenstein-Hohenstein   | 1868–1948   | Standesherr der Herrschaft Wittgenstein-Hohenstein | 1912–1918            | erblicher Sitz (erF)                                                  |
| Ludwig Fürst zu Sayn-Wittgenstein-Hohenstein             | 1831–1912   | Standesherr der Herrschaft Wittgenstein-Hohenstein | 1874–1912            | erblicher Sitz (erF)                                                  |
| Alexander, 4. Fürst zu Sayn-Wittgenstein-Sayn            | 1847–1940   | Standesherr                                        | 1880–1883 (Verzicht) | erblicher Sitz (kglVO)                                                |
| Friedrich, 3. Fürst zu Sayn-Wittgenstein-Sayn            | 1836–1909   | Standesherr                                        | 1877–1879 (Verzicht) | erblicher Sitz (kglVO)                                                |
| Ludwig, 1. Fürst zu Sayn-Wittgenstein-Sayn auf Berleburg | 1799–1866   | Standesherr                                        | 1862–1866            | erblicher Sitz (kglVO)                                                |
| Ludwig, 2. Fürst zu Sayn-Wittgenstein-Sayn               | 1843–1876   | Standesherr                                        | 1873–1876            | erblicher Sitz (kglVO)                                                |
| Stanislaus, 5. Fürst zu Sayn-Wittgenstein-Sayn           | 1872–1958   | Standesherr                                        | 1902–1918            | erblicher Sitz (kglVO)                                                |
| Hermann Graf von Seherr-Thoß                             | 1810–1893   | Gutsbesitzer                                       | 1866–1893            | Grundbesitzer Fst. Oppeln                                             |
| Manfred Graf von Seherr-Thoß                             | 1827–1911   | Gutsbesitzer                                       | seit 1902            | Grundbesitzer Münsterberg                                             |
| Roger Graf von Seherr-Thoß                               | 1851–1922   | Gutsbesitzer                                       | 1899–1918            | Grundbesitzer Fst. Oppeln                                             |
| Ernst Julius Graf von Seidlitz-Sandreczki                | 1863–1930   | Gutsbesitzer                                       | 1894–1918            | erblicher Sitz (MdVL), Fideikommiss Langenbielau                      |
| Karl Selke                                               | 1836–1893   | Oberbürgermeister                                  | 1872–1875 1888–1893  | Elbing Königsberg                                                     |
| Carl Freiherr von Senden                                 | 1808–1879   | Regierungspräsident                                | 1863–1879            | persönliche Berufung                                                  |
| Karl Freiherr von Senden                                 | 1837–1913   | Kammerherr, Gutsbesitzer                           | 1904–1913            | Grundbesitzer Herzogtum Wenden                                        |
| Adolph Freiherr Senfft von Pilsach                       | 1797–1882   | Major                                              | 1855–1882            | persönliche Berufung                                                  |
| Otto Theodor von Seydewitz                               | 1818–1898   | Oberpräsident                                      | 1891–1898            | persönliche Berufung                                                  |
| Ludwig von Seydlitz-Ludwigsdorf                          | 1813–1885   | Rittergutsbesitzer                                 | 1872–1885            | Grundbesitzer Breslau/Brieg                                           |
| Gerhard Seydmer                                          |             | Stadtrat                                           | 1876–1880            | Elbing                                                                |
| Arnold von Siemens                                       | 1853–1918   | Industrieller                                      | 1903–1918            | persönliche Berufung                                                  |
| Ludwig Simons                                            | 1803–1870   | Justizminister                                     | 1854–1870            | persönliche Berufung                                                  |
| George William von Simpson                               | 1820–1886   | Gutsbesitzer, Pferdezüchter                        | 1876–1886            | Grundbesitzer Littauen und Masuren                                    |
| Wladimir Graf von Skorzewski                             | 1858–1913   | Gutsbesitzer                                       | 1901–1913            | erblicher Sitz (kglVO)                                                |
| Zygmunt Graf von Skorzewski                              | 1828–1901   | Gutsbesitzer                                       | 1869–1901            | erblicher Sitz (kglVO)                                                |
| Adolf Slaby                                              | 1849–1913   | Professor f. Elektrotechnik                        | 1898–1913            | persönliche Berufung                                                  |
| Ludwig von Slaski                                        | 1818–1898   | Gutsbesitzer                                       | 1866–1886            | Grundbesitzer Kulmer Land                                             |
| Georg Snay                                               | 1862–1930   | Oberbürgermeister                                  | 1906–1918            | Görlitz                                                               |
| Wilhelm von Sobeck                                       | 1799–1875   | Gutsbesitzer                                       | 1854–1875            | Grundbesitzer Herzogtum Stettin                                       |
| Friedrich Soetbeer                                       | 1865–19xx   | Oberbürgermeister                                  | 1902–1918            | Glogau                                                                |
| Friedrich Freiherr von Solemacher                        | 1832–1906   | Gutsbesitzer                                       | 1875–1906            | Grundbesitzer Ober-Berg                                               |
| Friedrich Graf zu Solms-Baruth                           | 1795–1879   | Standesherr                                        | 1855–1879            | erblicher Sitz (MdVL), Herrschaft Baruth                              |
| Friedrich Fürst zu Solms-Baruth                          | 1821–1904   | Standesherr                                        | 1879–1904            | erblicher Sitz (MdVL), Herrschaft Baruth                              |
| Friedrich Fürst zu Solms-Baruth                          | 1853–1920   | Oberstkämmerer, Militärinspekteur                  | 1905–1918            | erblicher Sitz (MdVL), Herrschaft Baruth                              |
| Ernst Fürst zu Solms-Braunfels                           | 1835–1880   | Standesherr der Herrschaft Braunfels               | 1873–1880            | erblicher Sitz (erF); nahm Sitz nicht ein                             |
| Ferdinand Fürst zu Solms-Braunfels                       | 1797–1873   | Standesherr der Herrschaft Braunfels               | 1854–1873            | erblicher Sitz (erF); nahm Sitz nicht ein                             |
| Georg Prinz zu Solms-Braunfels                           | 1836–1891   | Standesherr der Herrschaft Braunfels               | 1882–1891            | erblicher Sitz (erF)                                                  |
| Hermann Fürst zu Solms-Hohensolms-Lich                   | 1838–1899   | Standesherr der Herrschaft Hohensolms              | 1880–1899            | erblicher Sitz (erF)                                                  |
| Karl Fürst zu Solms-Hohensolms-Lich                      | 1866–1920   | Standesherr der Herrschaft Hohensolms              | 1901–1918            | erblicher Sitz (erF)                                                  |
| Ludwig Fürst zu Solms-Hohensolms                         | 1805–1880   | regierender Fürst der Herrschaft Hohensolms        | 1861–1880            | erblicher Sitz (erF)                                                  |
| Friedrich Graf zu Solms-Laubach                          | 1833–1900   | Gutsbesitzer                                       |                      | HH-Mitgliedschaft fraglich                                            |
| Franz Graf zu Solms-Rödelheim                            | 1864–1923   | Standesherr der Herrschaft Solms-Rödelheim         | 1894–1918            | erbliches Mitglied (erF)                                              |
| Maximilian Graf zu Solms-Rödelheim                       | 1826–1892   | Standesherr der Herrschaft Solms-Rödelheim         | 1867–1892            | erbliches Mitglied (erF)                                              |
| Alfred Graf zu Solms-Sonnenwalde                         | 1810–1870   | Standesherr                                        | 1861–1870            | erblicher Sitz (MdVL); Standesherrschaft Sonnenwalde                  |
| Peter Graf zu Solms-Sonnenwalde                          | 1840–1922   | Standesherr                                        | 1891–1918            | erblicher Sitz (MdVL); Standesherrschaft Sonnenwalde                  |
| Theodor Graf zu Solms-Sonnenwalde                        | 1814–1890   | Standesherr                                        | 1871–1890            | erblicher Sitz (MdVL); Herrschaft Sonnenwalde                         |
| Wilhelm Graf zu Solms-Sonnenwalde                        | 1787–1859   | Standesherr                                        | 1854–1859            | erblicher Sitz (MdVL); Herrschaft Sonnenwalde                         |
| Wilhelm Sommerwerck gen. Jacobi                          | 1821–1905   | Bischof Bistum Hildesheim                          | 1901–1905            | persönliche Berufung                                                  |
| Peter Spahn                                              | 1846–1925   | Justizminister                                     | nur 1918             |                                                                       |
| Franz Graf von Spee                                      | 1841–1921   | Kammerherr                                         | 1899–1918            | Grundbesitzer Jülich, Ober-Berg                                       |
| Albert von Sperber                                       | 1836–1889   | Rittergutsbesitzer                                 | 1883–1889            | Grundbesitzer Littauen                                                |
| Hermann von Sperber                                      | 1840–1908   | Rittergutsbesitzer                                 | 1890–1908            | Grundbesitzer Littauen                                                |
| Carl Gottfried Sperling                                  | 1802–1864   | Oberbürgermeister                                  | 1854–1864            | Königsberg                                                            |
| Wilhelm Spiritus                                         | 1854–1931   | Oberbürgermeister                                  | 1892–1918            | Bonn                                                                  |
| Friedrich Springorum                                     | 1858–1938   | Generaldirektor der Hoesch Aktiengesellschaft      | 1912–1918            |                                                                       |
| Anton Fürst Sulkowski                                    | 1844–1909   | Gutsbesitzer                                       | 1883–1909            | erblicher Sitz (MdVL)                                                 |
| August Fürst Sulkowski                                   | 1820–1882   | Standesherr                                        | 1854–1882            | erblicher Sitz (MdVL)                                                 |
| Theodor von Sulzer                                       | 1801–1887   | Unterstaatssekretär                                | 1872–1887            | persönliche Berufung                                                  |
| Konrad von Sydow                                         | 1853–1929   | Gutsbesitzer                                       | 1905–1918            | Grundbesitzer Neumark (Soldin)                                        |
| Rudolf von Sydow                                         | 1805–1872   | Gesandter                                          | 1868–1872            | persönliche Berufung                                                  |
| Ferdinand Ludwig Nehring genannt von Szerdahelyi         | 1797–1874   | Gutsbesitzer                                       | 1868–1874            | Grundbesitzer Marienburger Land                                       |

## Sch
| Name                                                                    | Lebensdaten | Beruf                             | Mitglied            | Interessen-Vertretung                               |
| ----------------------------------------------------------------------- | ----------- | --------------------------------- | ------------------- | --------------------------------------------------- |
| Friedrich Graf von Schaffgotsch                                         | 1883–1947   | Standesherr, Montan-Industrieller | 1913–1918           | erblicher Sitz (MdVL), Herrschaft Kynast            |
| Leopold Graf von Schaffgotsch                                           | 1793–1864   | Standesherr                       | 1854–1864           | erblicher Sitz (MdVL), Herrschaft Kynast            |
| Ludwig Gotthard Graf von Schaffgotsch                                   | 1842–1891   | Standesherr, Montan-Industrieller | 1876–1891           | erblicher Sitz (MdVL), Herrschaft Kynast            |
| Carl Graf von Scheel-Plessen                                            | 1811–1892   | Oberpräsident                     | 1879–1892           | persönliche Berufung                                |
| Carl Gabriel Graf von Scheel-Plessen                                    | 1845–1932   | Kammerherr und Gutsbesitzer       | 1904–1918           | persönliche Berufung                                |
| Carl von Scheliha                                                       | 1802–1865   | Gutsbesitzer                      | 1855–1865           | Grundbesitzer Oels                                  |
| Theodor Scheffer-Boichorst                                              | 1819–1898   | Oberbürgermeister                 | 1879–1886           | Münster                                             |
| Hermann von Schelling                                                   | 1824–1908   | Justizminister                    | 1889–1908           | persönliche Berufung                                |
| Wolfgang Freiherr von Schenk zu Tautenburg                              | 1848–1903   | Gutsbesitzer                      | 1890–1903           | Grundbesitzer Masuren                               |
| Ernst Graf von Schimmelmann                                             | 1820–1885   | Gutsbesitzer                      | 1867–1885           | persönliche Berufung                                |
| Karl Graf von Schimmelmann                                              | 1848–1922   | Gutsbesitzer                      | 1897–1918           | persönliche Berufung                                |
| Alfred Graf von Schlabrendorf und Seppau                                | 1829–?      | Erboberlandesbaudirektor          | seit 1877           | Grundbesitzer Glogau/Sagan                          |
| Wilhelm von Schlenther                                                  | 1858–1924   | Landrat                           | seit 1909           | Grundbesitzer Littauen                              |
| Franz Schleusener                                                       | 1876–1950   | Oberbürgermeister                 | 1914–1918           | Brandenburg (Havel)                                 |
| Ernst Günther Herzog von Schleswig-Holstein                             | 1863–1921   | General der Kavallerie            | 1894–1918           | erblicher Sitz (kglVO)                              |
| Friedrich Ferdinand Herzog von Schleswig-Holstein-Sonderburg-Glücksburg | 1855–1934   | Generalleutnant                   | 1895–1918           | erblicher Sitz (kglVO)                              |
| Maximilian Freiherr von Schlichting                                     | 1845–1917   | Marschall                         | 1896–1917           | erblicher Sitz (kglVO)                              |
| Rudolph Freiherr von Schlichting                                        | 1816–1894   | Gutsbesitzer                      | 1855–1894           | Grundbesitzer Liegnitz/Wohlau                       |
| Georg Graf von Schlieben                                                | 1831–1906   | Gutsbesitzer                      | 1875–1906           | erblicher Sitz (kglVO)                              |
| Georg Dietrich Graf von Schlieben                                       | 1858–1921   | Gutsbesitzer                      | 1906–1918           | erblicher Sitz (kglVO)                              |
| Gustav Graf von Schlieben                                               | 1800–1874   | Gutsbesitzer                      | 1855–1862 1862–1874 | Grundbesitzer Samland erblicher Sitz (kglVO)        |
| Heinrich von Schlieckmann                                               | 1800–1869   | Kronsyndikus                      | 1864–1869           | persönliche Berufung                                |
| Alfred Graf von Schlieffen                                              | 1833–1913   | Generalfeldmarschall              | 1904–1913           | Domstift Brandenburg                                |
| Leo Graf von Schlieffen                                                 | 1802–1874   | Major                             | 1854–1874           | Grafenverband Provinz Pommern                       |
| Albert Schlutow                                                         | 1838–1909   | Industrieller                     | 1897–1909           | persönliche Berufung                                |
| Bernhard Graf von Schmettow                                             | 1787–1872   | Oberstleutnant                    | 1866–1872           | Grundbesitzer Nieder-Lausitz                        |
| Bernhard Graf von Schmettow                                             | 1846–1912   | Gutsbesitzer                      | 1903–1912           | Grundbesitzer Crossen-Züllichau                     |
| August von Schmidt                                                      | 1844–1907   | Gerichtspräsident, Kronsyndikus   | 1905–1907           | persönliche Berufung                                |
| Hermann Schmidt                                                         | 1851–1921   | Oberbürgermeister                 | 1895–1918           | Erfurt                                              |
| Karl Wilhelm Schmieding                                                 | 1841–1910   | Oberbürgermeister                 | 1886–1910           | Dortmund                                            |
| Theodor Schmieding                                                      | 1843–1918   | Landgerichtsrat                   | 1913–1918           |                                                     |
| Gustav von Schmoller                                                    | 1838–1917   | Ökonom, Historiograf              | 1903–1917           | Universität Berlin                                  |
| Bernhard Schnackenburg                                                  | 1867–1924   | Oberbürgermeister                 | 1909–1918           | Altona                                              |
| Gustav Schneider                                                        | 1847–1913   | Oberbürgermeister                 | 1890–1895 1895–1906 | Erfurt Magdeburg                                    |
| Heinrich zu Schoenaich-Carolath                                         | 1852–1920   | Standesherr                       | 1883–1918           | erblicher Sitz Herrschaft (kglVO) Herrschaft Amtitz |
| Ludwig Prinz zu Schoenaich-Carolath                                     | 1811–1862   | Standesherr                       | 1854–1862           | erblicher Sitz (kglVO), Herrschaft Amtitz           |
| Gottlieb von Schönborn                                                  | 1826–1874   | Gutsbesitzer                      | 1860–1874           | Grundbesitzer Culmer Land                           |
| Klemens Graf von Schönburg-Glauchau                                     | 1829–1900   | Major                             | 1883–1900           | Grafenverband Brandenburg                           |
| Heinrich Prinz von Schönburg-Waldenburg                                 | 1863–1945   | Standesherr                       | 1914–1918           | erblicher Sitz (kglVO) seit 1914                    |
| Wilhelm von Schöning                                                    | 1824–1902   | Gutsbesitzer                      | 1876–1902           | Grundbesitzer Herzogtum Stettin                     |
| Karl Schönstedt                                                         | 1833–1924   | Justizminister                    | 1895–1918           | persönliche Berufung                                |
| Heinrich Scholtz                                                        | 1874–1918   | Oberbürgermeister                 | 1910–1918           | Danzig                                              |
| Ernst Scholz                                                            | 1874–1932   | Oberbürgermeister                 | 1912–1918           | Kassel, später Charlottenburg                       |
| Burghard Freiherr von Schorlemer-Alst                                   | 1825–1895   | Gutsbesitzer                      | 1891–1895           | persönliche Berufung                                |
| Clemens Freiherr von Schorlemer-Lieser                                  | 1856–1922   | Landwirtschaftsminister           | seit 1901           | persönliche Berufung                                |
| Hermann Leopold Freiherr von Schroetter                                 | 1817–1893   | Gutsbesitzer                      | 1890–1893           | Grundbesitzer Samland und Natangen                  |
| Siegmar Freiherr von Schroetter                                         | 1852–1923   | Kammerherr                        | 1907–1918           | Grundbesitzer Samland und Natangen                  |
| Wilhelm Schubert                                                        | 1799–1868   | Historiker                        | 1863–1868           | Universität Königsberg                              |
| Leopold von Schuhmann                                                   | 1815–1886   | Unterstaatssekretär               | 1872–1886           | persönliche Berufung                                |
| Albrecht Graf von der Schulenburg-Lieberose                             | 1801–1869   | Standesherr                       | 1854–1869           | erblicher Sitz (MdVL) Herrschaft Lieberose          |
| Bernhard Graf von der Schulenburg-Grünthal                              | 1852–1936   | Gutsbesitzer                      | 1904–1918           | Grafenverband Brandenburg                           |
| Dietrich Graf von der Schulenburg-Lieberose                             | 1849–1911   | Gutsbesitzer                      | 1879–1911           | erblicher Sitz (MdVL) Herrschaft Lieberose          |
| Edo Friedrich Graf von der Schulenburg-Angern                           | 1816–1904   | Gutsbesitzer                      | 1872–1904           | Grundbesitzer des Hzgt. Magdeburg                   |
| Eduard Graf von der Schulenburg-Emden                                   | 1792–1871   | Gutsbesitzer                      | 1854–1871           | Grundbesitzer des Hzgt. Magdeburg                   |
| Ernst Graf von Schulenburg-Emden                                        | 1832–1905   | Gutsbesitzer                      | 1895–1905           | Familie von der Schulenburg                         |
| Fritz von der Schulenburg-Angern                                        | 1843–1921   | Landrat                           | 1906–1918           | Grafenverband Sachsen                               |
| Günther von der Schulenburg                                             | 1819–1895   | Gutsbesitzer                      | 1884–1895           | Familie von der Schulenburg                         |
| Gustav Graf von der Schulenburg                                         | 1793–1855   | Generalmajor                      | 1854–1855           | Grafenverband Sachsen                               |
| Karl Graf von der Schulenburg-Trampe                                    | 1840–1908   | Gutsbesitzer                      | 1900–1908           | Grundbesitzer Mittelmark                            |
| Moritz Graf von der Schulenburg-Heßler                                  | 1816–1874   | Kammerherr                        | 1862–1874           | Grundbesitzer Ost-Thüringen                         |
| Otto Graf von der Schulenburg-Lieberose                                 | 1857–1945   | Gutsbesitzer                      | 1911–1918           | erblicher Sitz (MdVL) Herrschaft Lieberose          |
| Rudolf von der Schulenburg                                              | 1860–1930   | Oberpräsident                     | 1914–1918           |                                                     |
| Werner von der Schulenburg-Beetzendorf                                  | 1841–1913   | Erbküchenmeister, Landrat         | 1906–1913           | Familie von der Schulenburg                         |
| Werner Graf von der Schulenburg                                         | 1829–1911   | Gutsbesitzer                      | 1872–1906           | Grafenverband Sachsen                               |
| Werner Graf von der Schulenburg-Burgscheidungen                         | 1836–1893   | Gutsbesitzer                      | 1872–1893           | Grundbesitzer Ost-Thüringen                         |
| Werner Graf von der Schulenburg-Heßler                                  | 1852–1930   | Gutsbesitzer                      | 1905–1918           | Grundbesitzer Ost-Thüringen                         |
| Werner-Karl-Hermann Graf von der Schulenburg-Wolfsburg                  | 1857–1924   | Gutsbesitzer                      | 1905–1918           | Grundbesitzer Hztm. Magdeburg                       |
| Wilhelm von der Schulenburg                                             | 1806–1883   | Landesdirektor d. Altmark         | 1856–1883           | Familie von der Schulenburg                         |
| Emil Schüller                                                           | 1843–1900   | Oberbürgermeister                 | 1888–1900           | Koblenz                                             |
| Hermann von Schulze-Gävernitz                                           | 1824–1888   | Prof. d. Rechtswissenschaft       | 1869–1888           | persönliche Berufung                                |
| Kurt von Schustehrus                                                    | 1856–1913   | Oberbürgermeister                 | 1892–1899 1905–1913 | Nordhausen Charlottenburg                           |
| Ferdinand von Schutzbar                                                 | 1813–1891   | Gutsbesitzer, Jurist              | 1867–1891           | persönliche Berufung                                |
| Bernhard Schweineberg                                                   | 1828–1902   | Oberbürgermeister                 | 1884–1894           | Mühlhausen                                          |
| Friedrich Graf von Schweinitz                                           | 1795–1866   | Major a. D., Gutsbesitzer         | 1854–1866           | Grundbesitzer Schweidnitz und Jauer                 |
| August Schwerdtfeger                                                    | 1816–1889   | Gutsbesitzer                      | 1867–1889           | persönliche Berufung; nahm Sitz nicht ein           |
| Bernhard Graf von Schwerin                                              | 1831–1906   | Gutsbesitzer                      | 1904–1906           | Familie von Schwerin                                |
| Hermann Graf von Schwerin                                               | 1851–1918   | Gutsbesitzer                      | 1906–1918           | Familie von Schwerin                                |
| Viktor Graf von Schwerin                                                | 1814–1903   | Gutsbesitzer                      | 1856–1903           | Familie von Schwerin                                |
| Leo von Schwichow                                                       | 1843–1902   | Landrat                           | 1893–1896           | Grundbesitzer Netze-Distrikt                        |

## St
| Name                                          | Lebensdaten | Beruf                                               | Mitglied  | Interessen-Vertretung                                  |
| --------------------------------------------- | ----------- | --------------------------------------------------- | --------- | ------------------------------------------------------ |
| Friedrich Julius Stahl                        | 1802–1861   | Rechtswissenschaftler, Kronsyndikus                 | 1854–1861 | persönliche Berufung                                   |
| Arndt von Stammer                             | 1803–1887   | Kammerherr                                          | 1856–1887 | Grundbesitzer Ober-Sachsen                             |
| Eckard von Stammer                            | 1794–1863   | Kammerherr                                          | 1854–1863 | Grundbesitzer Nieder-Lausitz                           |
| Rudolf Stapenhorst                            | 1864–1944   | Oberbürgermeister                                   | 1910–1918 | Bielefeld                                              |
| Gustav Staude                                 | 1843–1909   | Oberbürgermeister                                   | 1882–1906 | Halle/Saale                                            |
| Adam Stegerwald                               | 1874–1945   | Gewerkschafter                                      | 1917–1918 | persönliche Berufung                                   |
| Georg Stein von Kamienski                     | 1836–1921   | Gutsbesitzer                                        | 1901–1918 | Grundbesitzer Oberland                                 |
| Karl Freiherr von Steinaecker                 | 1809–1893   | Gutsbesitzer                                        | 1868–1893 | Grundbesitzer Herzogtum Stettin                        |
| Heinrich Freiherr von Steinaecker             | 1850–1926   | Generalleutnant                                     |           |                                                        |
| Ernst von Steinberg                           | 1796–1886   | Gutsbesitzer                                        | 1868–1886 | erblicher Sitz (kglVO) seit 1868; nahm Sitz nicht ein  |
| Ernst von Steinberg                           | 1848–1911   | Gutsbesitzer                                        | 1887–1911 | erblicher Sitz (kglVO)                                 |
| Karl von Steinmetz                            | 1796–1877   | Generalfeldmarschall                                | 1872–1877 | persönliche Berufung                                   |
| Heinrich von Stephan                          | 1831–1897   | Generalpostdirektor, Staatsminister                 | 1872–1897 | persönliche Berufung                                   |
| Eduard Stieger                                | 1843–1930   | Unterstaatssekretär                                 | nur 1918  | persönliche Berufung                                   |
| Alexander von Stiegler                        | 1857–1916   | Gutsbesitzer, Kammerherr                            |           |                                                        |
| Adolf Stölzel                                 | 1831–1919   | Vortragender Rat, Kronsyndikus                      | 1891–1918 | persönliche Berufung                                   |
| Botho Fürst zu Stolberg-Roßla                 | 1850–1893   | Standesherr der Grafschaft Stolberg-Roßla           | 1880–1893 | erblicher Sitz (erF)                                   |
| Christoph Martin Fürst zu Stolberg-Roßla      | 1888–1949   | Standesherr der Grafschaft Stolberg-Roßla           | 1918      | erblicher Sitz (erF)                                   |
| Karl Graf zu Stolberg-Roßla                   | 1822–1870   | Standesherr der Grafschaft Stolberg-Roßla           | 1855–1870 | erblicher Sitz (erF)                                   |
| Alfred Fürst zu Stolberg-Stolberg             | 1820–1903   | Standesherr der Grafschaft Stolberg-Stolberg        | 1855–1903 | erblicher Sitz (erF)                                   |
| Albrecht Graf zu Stolberg-Wernigerode         | 1886–1948   | Gutsbesitzer                                        | 1916–1918 | Grundbesitzer Bez. Schweidnitz                         |
| Anton Graf zu Stolberg-Wernigerode            | 1864–1905   | Gutsbesitzer                                        | 1894–1905 | erblicher Sitz (MdVL); Majorat Peterswaldau            |
| Christian Ernst Fürst zu Stolberg-Wernigerode | 1864–1940   | Standesherr der Grafschaft Wernigerode              | 1897–1918 | erblicher Sitz (erF)                                   |
| Eberhard Graf zu Stolberg-Wernigerode         | 1810–1872   | Generalleutnant                                     | 1854–1872 | Grundbesitzer Bez. Schweidnitz; HH-Präsident 1862–1872 |
| Franz Graf zu Stolberg-Wernigerode            | 1815–1888   | Gutsbesitzer                                        | 1872–1888 | erblicher Sitz (MdVL); Majorat Peterswaldau            |
| Friedrich Graf zu Stolberg-Wernigerode        | 1804–1865   | Gutsbesitzer                                        | 1854–1865 | erblicher Sitz (MdVL); Majorat Peterswaldau            |
| Otto Fürst zu Stolberg-Wernigerode            | 1837–1896   | Standesherr der Grafschaft Wernigerode              | 1867–1896 | erblicher Sitz (erF)                                   |
| Udo Graf zu Stolberg-Wernigerode              | 1840–1910   | Reichstagspräsident                                 | 1872–1910 | Grundbesitzer Bez. Schweidnitz                         |
| Wilhelm zu Stolberg-Wernigerode               | 1807–1898   | General                                             | 1866–1898 | Grundbesitzer Bez. Schweidnitz                         |
| Albrecht von Stosch                           | 1818–1896   | General der Infanterie                              | 1872–1896 | persönliche Berufung                                   |
| Friedrich Graf von Strachwitz                 | 1858–1923   | Gutsbesitzer                                        | 1910–1918 | Grundbesitzer Münsterberg                              |
| August Leopold Strauß                         | 1816–1884   | Stadtrat                                            | 1883–1884 | Memel                                                  |
| Gustav Struckmann                             | 1837–1919   | Oberbürgermeister                                   | 1878–1909 | Hildesheim                                             |
| Konrad von Studt                              | 1838–1921   | Kultusminister                                      | 1907–1918 | persönliche Berufung                                   |
| Friedrich von Stülpnagel                      | 1847–1914   | Gutsbesitzer, Kurator d. Ritterakademie Brandenburg | 1909–1914 | Grundbesitzer Uckermark                                |
| Carl Ferdinand Freiherr von Stumm-Halberg     | 1836–1901   | Montan-Industrieller                                | 1882–1901 | persönliche Berufung                                   |
| Hermann Joseph Stupp                          | 1793–1870   | Oberbürgermeister                                   | 1855–1863 | Köln                                                   |

## T
| Name                                                    | Lebensdaten | Beruf                              | Mitglied            | Interessen-Vertretung                      |
| ------------------------------------------------------- | ----------- | ---------------------------------- | ------------------- | ------------------------------------------ |
| Alfons Graf von Taczanowski                             | 1815–1867   | Gutsbesitzer                       | 1858–1867           | erblicher Sitz (kglVO)                     |
| Anton Graf von Taczanowski                              | 1847–1917   | Gutsbesitzer                       | 1878–1917           | erblicher Sitz (kglVO)                     |
| Napoleon Louis de Talleyrand-Perigord, Herzog von Sagan | 1811–1898   | Gutsbesitzer                       |                     | erblicher Sitz (MdVL); nahm Sitz nicht ein |
| Carl Friedrich Tamms                                    | 1828–1898   | Oberbürgermeister                  | 1887–1898           | Stralsund                                  |
| Johann Ludwig Tellkampf                                 | 1808–1876   | Nationalökonom                     | 1855–1876           | Universität Breslau                        |
| Daniel Teßmann                                          | 1803–1886   | Erster Bürgermeister               | 1861–1878 1878–1886 | Greifswald persönliche Berufung            |
| Alfred Christoph Freiherr von Tettau                    | 1810–1893   | Gutsbesitzer                       | 1866–1893           | Grundbesitzer Samland und Natangen         |
| Georg Freiherr von Tettau                               | 1837–1930   | Gutsbesitzer                       | 1902– ?             | Grundbesitzer Samland und Natangen         |
| Karl Tettenborn                                         | 1858–1938   | Oberbürgermeister                  | 1906–1909           | Altona                                     |
| Friedrich von Thaden                                    | 1809–1886   | Oberbürgermeister                  | 1869–1883           | Altona                                     |
| Hermann Theune                                          | 1826–1895   | Kaufmann, Stadtrat                 | 1870–1895           | Stettin                                    |
| Max Freiherr von Thielmann                              | 1846–1929   | Staatssekretär                     | 1909–1918           | persönliche Berufung                       |
| Wilhelm Thomale                                         | 1827–1887   | Oberbürgermeister                  | 1880–1887           | Elbing                                     |
| Albert Maria Joseph Fürst von Thurn und Taxis           | 1867–1952   | Standesherr der Herrschaft Ostrach | 1897–1918           | erblicher Sitz (erF)                       |
| Maximilian Karl Fürst von Thurn und Taxis               | 1802–1871   | Standesherr der Herrschaft Ostrach | 1854–1871           | erblicher Sitz (erF); nahm Sitz nicht ein  |
| August Thyssen                                          | 1842–1926   | Montan-Industrieller               |                     |                                            |
| Franz Hubert Graf von Tiele-Winckler                    | 1857–1922   | Montan-Industrieller               | 1901–1918           | erblicher Sitz (kglVO) seit 1901           |
| Alfred von Tirpitz                                      | 1849–1930   | Großadmiral                        | 1908–1918           | persönliche Berufung                       |
| Hermann Bendix Todsen                                   | 1864–1946   | Oberbürgermeister                  | 1899–1918           | Flensburg                                  |
| Wilhelm Toosbüy                                         | 1831–1898   | Oberbürgermeister                  | 1870–1898           | Flensburg                                  |
| Heinrich Tramm                                          | 1854–1932   | Stadtdirektor                      | 1892–1918           | Hannover                                   |
| Adolf Trenckmann                                        | 1856–1932   | Oberbürgermeister                  | 1899–1918           | Mühlhausen                                 |
| Wilhelm von Treskow                                     | 1797–1874   | Stadtrat                           | 1854–1864           | Posen                                      |
| Konrad Freiherr von Tschammer und Osten                 | 1838–?      | Gutsbesitzer                       | 1899–?              | Grundbesitzer Schweidnitz und Jauer        |
| Benno von Tschirschky-Reichell                          | 1810–1878   | Rittmeister, Gutsbesitzer          | 1854–1878           | Grundbesitzer Bez. Breslau                 |
| Mortimer Graf von Tschirschky                           | 1844–1908   | Gutsbesitzer                       | 1886–1908           | Grundbesitzer Breslau/Brieg                |
| Clemens Freiherr von Twickel                            | 1861–1916   | Gutsbesitzer                       | 1913–1916           |                                            |

## U
| Name                                   | Lebensdaten | Beruf                     | Mitglied  | Interessen-Vertretung |
| -------------------------------------- | ----------- | ------------------------- | --------- | --------------------- |
| August Ubbelohde                       | 1833–1898   | Rechtsprofessor           | 1871–1897 | Universität Marburg   |
| Alexander von Uhden                    | 1798–1878   | Kronsyndikus              | 1854–1878 | persönliche Berufung  |
| Friedrich Wilhelm Ule                  | 1849–1925   | Präs. Justizprüfungskomm. | 1913–1918 | persönliche Berufung  |
| Hans Wilhelm Freiherr von Unruhe-Bomst | 1825–1894   | Gutsbesitzer              | 1891–1894 | persönliche Berufung  |
| Guido Graf von Usedom                  | 1805–1884   | Gesandter                 | 1860–1884 | persönliche Berufung  |

## V
| Name                                | Lebensdaten | Beruf                           | Mitglied            | Interessen-Vertretung                    |
| ----------------------------------- | ----------- | ------------------------------- | ------------------- | ---------------------------------------- |
| Franz von Veltheim, Fürst zu Putbus | 1848–1927   | Erbkämmerer des Hztm. Magdeburg | 1908–1918           | Familie von Veltheim                     |
| Werner von Veltheim                 | 1843–1919   | Schlosshauptmann                | 1909–1918           | Grundbesitzer Mittelmark (Barnim)        |
| Philipp Veltman                     | 1859–1916   | Oberbürgermeister               | 1896–1916           | Aachen                                   |
| Friedrich Freiherr von Vittinghoff  | 1874–1959   | Gutsbesitzer                    | 1908–1918           | Grundbesitzer Kleve-Geldern, Nieder-Berg |
| Maximilian von Vogel                | 1839–1892   | Gutsbesitzer                    | 1890–1892           | Grundbesitzer Kulmer Land                |
| Maximilian Vogel von Falckenstein   | 1839–1917   | General der Infanterie          | 1907–1917           | Grundbesitzer Nieder-Lausitz             |
| Georg Voigt                         | 1866–1927   | Oberbürgermeister               | 1907–1912 1912–1918 | Barmen Frankfurt am Main                 |
| Johannes Voigt                      | 1786–1863   | Historiker                      | 1854–1863           | Universität Königsberg                   |
| Bodo Voigts                         | 1844–1920   | Oberkirchenratspräsident        | 1916–1918           |                                          |
| Richard Vopelius                    | 1843–1911   | Glashüttenbesitzer              | 1903–1911           | persönliche Berufung                     |
| Kurt Vosberg                        | 1863–1940   | Oberbürgermeister               | 1906–1918           | Potsdam                                  |
| Achim von Voss-Wolffradt            | 1837–1904   | Kammerherr, Gutsbesitzer        | 1895–1904           | Grundbesitzer Neuvorpommern und Rügen    |
| Franz von Voß                       | 1816–1907   | Oberbürgermeister               | 1872–1880           | Halle an der Saale                       |
| Karl Graf von Voss                  | 1786–1864   | Kronsyndikus                    | 1854–1864           | persönliche Berufung                     |

## W
| Name                                              | Lebensdaten | Beruf                                                       | Mitglied            | Interessen-Vertretung                                |
| ------------------------------------------------- | ----------- | ----------------------------------------------------------- | ------------------- | ---------------------------------------------------- |
| Paul Wachler                                      | 1834–1912   | Bankier                                                     | 1902–1912           | persönliche Berufung                                 |
| Otto Freiherr von Wackerbarth                     | 1823–1904   | Gutsbesitzer, Kammerherr                                    | 1891–1904           | Grundbesitzer Nieder-Lausitz                         |
| Adolph Wagner                                     | 1835–1917   | Nationalökonom                                              | seit 1910           | ?persönliche Berufung                                |
| Karl Freiherr Waitz von Eschen                    | 1795–1873   | Gutsbesitzer                                                | 1867–1873           | persönliche Berufung                                 |
| Wilhelm von Waldeyer-Hartz                        | 1836–1921   | Prof. f. Anatomie                                           | 1911–1918           | persönliche Berufung                                 |
| Alfred Graf von Waldersee                         | 1832–1904   | Generalfeldmarschall                                        | 1889–1904           | persönliche Berufung                                 |
| Carl von Waldow-Steinhövel                        | 1804–1874   | Landrat                                                     | 1855–1874           | Grundbesitzer Neumark                                |
| Eduard von Waldow und Reitzenstein                | 1796–1873   | Fideikommißherr                                             | 1854–1873           | Grundbesitzer Neumark                                |
| Karl von Waldow und Reitzenstein                  | 1818–1888   | Kammerherr                                                  | 1873–1888           | Grundbesitzer Sternberg                              |
| Karl-Friedrich von Waldow und Reitzenstein        | 1858–1945   | Fideikommißherr                                             |                     |                                                      |
| Max Wallraf                                       | 1859–1941   | Oberbürgermeister                                           | 1907–1917           | Köln                                                 |
| Hermann Wilhelm Graf von Wartensleben-Carow       | 1826–1921   | General der Kavallerie                                      | 1903–1918           | persönliche Berufung                                 |
| Ludwig Graf von Wartensleben                      | 1831–1926   | Gutsbesitzer                                                | 1914–1918           |                                                      |
| Ernst von Wedel                                   | 1825–1896   | Landschaftsrat                                              | 1894–1896           | Grundbesitzer Herzogtum Stettin                      |
| Ernst von Wedel                                   | 1844–1910   | Rittmeister, Stiftshauptmann                                | 1899–1910           | Grundbesitzer Herzogtum Stettin                      |
| Erhard Graf von Wedel                             | 1861–1931   | Gutsbesitzer                                                | 1898–1918           | erblicher Sitz (kglVO)                               |
| Karl Graf von Wedel                               | 1827–1898   | Gutsbesitzer                                                | 1867–1898           | erblicher Sitz seit 1867 (kglVO) nahm Sitz nicht ein |
| Kurt von Wedel                                    | 1846–1927   | Gutsbesitzer, Rittmeister                                   |                     |                                                      |
| Wilhelm von Wedel-Piesdorf                        | 1837–1915   | Minister d. Kgl. Hauses                                     | 1885–1915           | Familie von Wedell; HH-Präs. 1912–1915               |
| Hermann von Wedell                                | 1808–1885   | Landrat                                                     | 1866–1885           | Familie von Wedell                                   |
| Wilhelm von Wedell                                | 1801–1866   | Oberpräsident a. D.                                         | 1856–1866           | Familie von Wedell                                   |
| Julius Wegeler                                    | 1807–1883   | beigeordneter Bürgermeister                                 | 1869                | Koblenz; nahm Sitz nicht ein                         |
| Richard Wegmann                                   |             | Stadtrat                                                    | 1854–1858           | Elbing                                               |
| Friedrich Wilhelm Wegner                          | 1836–1898   | Oberbürgermeister                                           | 1880–1898           | Barmen                                               |
| Wilhelm Joseph Freiherr von und zu Weichs-Rösberg | 1825–1894   | Gutsbesitzer                                                | 1855–1875           | Grundbesitzer Ober-Rhein                             |
| Victor Weidtman                                   | 1853–1926   | Generaldirektor                                             | 1910–1918           | persönliche Berufung                                 |
| Hermann Weigel                                    | 1828–1887   | Jurist, Bürgermeister                                       | 1876–1887           | Kassel                                               |
| Bernhard Freiherr von Welczek                     | 1844–1917   | Gutsbesitzer                                                | 1889–1917           | Grundbesitzer Fst. Oppeln                            |
| Karl Weinhold                                     | 1823–1901   | Philologe                                                   | 1872–1876           | Universität Kiel                                     |
| Carl Freiherr von Wendt-Papenhausen               | 1832–1903   | Gutsbesitzer                                                | 1885–1903           | Grundbesitzer Westfalen                              |
| Rudolph Freiherr von Wendt                        | 1813–1863   | Gutsbesitzer                                                | 1856–1863           | Grundbesitzer Nieder-Berg                            |
| Adolf Wermuth                                     | 1855–1927   | Oberbürgermeister                                           | 1912–1918           | Berlin                                               |
| Georg Graf von Werthern-Beichlingen               | 1816–1895   | Gesandter                                                   | 1879–1895           | erblicher Sitz (kglVO)                               |
| Hans Thilo Graf von Werthern-Beichlingen          | 1864–1918   | Gutsbesitzer                                                | 1895–1918           | erblicher Sitz (kglVO)                               |
| Ottobald Graf von Werthern-Beichlingen            | 1794–1878   | Kammerherr                                                  | 1854–1878           | erblicher Sitz (kglVO)                               |
| Thilo Freiherr von Werthern                       | 1818–1888   | Rittergutsbesitzer                                          | 1869–1888           | Grundbesitzer Ost-Thüringen                          |
| Albert Westerburg                                 | 1846–1903   | Oberbürgermeister                                           | seit 1895           | Kassel                                               |
| Egon Graf von und zu Westerholt-Gysenberg         | 1844–1923   | Gutsbesitzer                                                | 1906–1918           | Grafenverband Westfalen                              |
| Friedrich Ludolph Graf von Westerholt             | 1804–1869   | Kammerherr                                                  | 1855–1869           | Grundbesitzer Nieder-Berg                            |
| Karl Westerkamp                                   | 1837–1901   | Oberbürgermeister                                           | 1899–1901           | Osnabrück                                            |
| Clemens August von Westphalen zu Fürstenberg      | 1805–1885   | Gutsbesitzer                                                | 1854–1866           | erblicher Sitz (MdVL), 1866 gelöscht                 |
| Clemens von Westphalen zu Fürstenberg             | 1864–1938   | Gutsbesitzer                                                | 1902–1918           | erblicher Sitz (kglVO) seit 1902                     |
| Carl Wever                                        | 1807–1884   | Kronsyndikus                                                | 1872–1884           | persönliche Berufung                                 |
| Friedrich Wilhelm VI. Fürst zu Wied               | 1872–1945   | Standesherr der Grafschaft Wied                             | 1907–1918           | erblicher Sitz (erF)                                 |
| Wilhelm Hermann Karl Fürst zu Wied                | 1814–1864   | Standesherr der Grafschaft Wied                             | 1854–1864           | erblicher Sitz (erF)                                 |
| Wilhelm V. Fürst zu Wied                          | 1845–1907   | Standesherr der Grafschaft Wied, General, Landtagsmarschall | 1878–1907           | erblicher Sitz (erF); HH-Präsident 1897–1904         |
| Karl von Wiedebach und Nostitz-Jänkendorf         | 1844–1910   | Rittergutsbesitzer                                          | 1882–1910           | Grundbesitzer Ober-Lausitz                           |
| Paul von Wiedebach und Nostitz-Jänkendorf         | 1848–1923   | Landeshauptmann                                             | 1911–1918           |                                                      |
| Hugo von Wilamowitz-Moellendorff                  | 1840–1905   | Oberpräsident                                               | 1888–1905           | persönliche Berufung                                 |
| Ulrich von Wilamowitz-Moellendorff                | 1848–1931   | Prof. Klass. Philologie                                     | 1917–1918           | ?Universität Berlin                                  |
| Friedrich Wilckens                                | 1814–1879   | Geh. Oberfinanzrat                                          | 1868–1872 1872–1879 | Berlin persönliche Berufung                          |
| Karl Freiherr von Wilmowski                       | 1817–1893   | Geh. Kabinettsrat                                           | 1889–1893           | persönliche Berufung                                 |
| Kurt Freiherr von Wilmowski                       | 1850–1941   | Landeshauptmann                                             | 1913–1918           |                                                      |
| Ernst Wilms                                       | 1866–1936   | Oberbürgermeister                                           | seit 1902           | Posen                                                |
| Karl Windthorst                                   | 1836–1900   | Oberbürgermeister                                           | 1887–1897           | Münster/Westfalen                                    |
| Ludwig Windthorst                                 | 1812–1891   | Kirchenpolitiker                                            | 1885–1891           | HH-Mitgliedschaft fraglich                           |
| Leopold von Winter                                | 1823–1893   | Oberbürgermeister                                           | 1872–1890           | Danzig                                               |
| Gustav Ludwig von Winterfeld zu Damerow           | 1807–1874   | Ritterschaftsdirektor                                       | 1868–1874           | Grundbesitzer Uckermark                              |
| Carl Detlof von Winterfeldt                       | 1794–1867   | Landrat                                                     | 1854–1867           | Grundbesitzer Uckermark                              |
| Carl Hans Detlof von Winterfeld-Neuendorf         |             | Gutsbesitzer                                                | 1888–1915           | Grundbesitzer Prignitz                               |
| Ulrich von Winterfeldt                            | 1823–1908   | Gutsbesitzer                                                | 1875–1908           | Grundbesitzer Uckermark                              |
| Joachim von Winterfeldt-Menkin                    | 1865–1945   | Landesdirektor, Gutsbesitzer                                | seit 1905           | Grundbesitzer Uckermark                              |
| Levin Freiherr von Wintzingeroda-Knorr            | 1830–1902   | Gutsbesitzer, Landrat                                       | 1883–1902           | Grundbesitzer Eichsfeld                              |
| Wilhelm Freiherr von Wintzingerode                | 1806–1876   | Kammerherr, Landrat                                         | 1855–1876           | Grundbesitzer Eichsfeld                              |
| Adolf von Wittich                                 | 1836–1906   | Generaloberst                                               | 1904–1906           | persönliche Berufung                                 |
| Richard Witting                                   | 1856–1923   | Oberbürgermeister                                           | 1891–1902           | Posen                                                |
| Hartmann von Witzleben                            | 1805–1878   | Regierungspräsident                                         | 1872–1878           | Domstift Merseburg                                   |
| Heinrich Graf von Witzleben-Alt-Doebern           | 1854–1933   | Gutsherr                                                    | 1905–1918           | Grundbesitzer Nieder-Lausitz                         |
| Ferdinand Graf von Wolff-Metternich zur Gracht    | 1845–1938   | Erboberjägermeister                                         | 1910–1918           | Grafenverband Rheinprovinz                           |
| Remus von Woyrsch                                 | 1814–1899   | Gutsbesitzer                                                | 1878–1899           | Grundbesitzer Bez. Breslau/Brieg                     |
| Remus von Woyrsch                                 | 1847–1920   | Generalfeldmarschall                                        | 1908–1918           | Grundbesitzer Bez. Breslau/Brieg                     |
| Eugen Herzog von Württemberg                      | 1788–1857   | Kaiserlich russischer General                               | 1854–1857           | erblicher Sitz (MdVL), Sitz nicht eingenommen        |
| Eugen Erdmann Herzog von Württemberg              | 1820–1875   | General der Kavallerie                                      | 1857–1875           | erblicher Sitz (MdVL), Sitz nicht eingenommen        |
| Wilhelm Eugen Herzog von Württemberg              | 1846–1877   | Major                                                       | 1876–1877           | erblicher Sitz (MdVL), Sitz nicht eingenommen        |
| Wilhelm Herzog von Württemberg                    | 1828–1896   | General                                                     | 1877–1896           | erblicher Sitz (MdVL), Sitz nicht eingenommen        |
| Alexander von Wulffen                             | 1784–1861   | Generalleutnant                                             | 1855–1861           | Grundbesitzer Kreis Halberstadt                      |
| Lothar von Wurmb                                  | 1824–1890   | Regierungspräsident                                         | 1885–1890           | Domstift Merseburg                                   |

## X
| Name | Lebensdaten | Beruf | Mitglied | Interessen-Vertretung |
| ---- | ----------- | ----- | -------- | --------------------- |

## Y
| Name                                                                | Lebensdaten | Beruf                            | Mitglied        | Interessen-Vertretung                       |
| ------------------------------------------------------------------- | ----------- | -------------------------------- | --------------- | ------------------------------------------- |
| Heinrich Graf Yorck von Wartenburg                                  | 1861–1923   | Standesherr, Landrat             | 1898–1918       | erblicher Sitz (MdVL) Herrschaft Klein-Oels |
| Ludwig Graf Yorck von Wartenburg d. J.                              | 1805–1865   | Standesherr                      | 1854–1865       | erblicher Sitz (MdVL) Herrschaft Klein-Oels |
| Paul Graf Yorck von Wartenburg                                      | 1835–1897   | Standesherr, Philosoph           | 1866–1897       | erblicher Sitz (MdVL) Herrschaft Klein-Oels |
| Carl Fürst zu Ysenburg und Büdingen in Birstein                     | 1838–1899   | Standesherr des Amt Birstein     | (1868)1872–1899 | erblicher Sitz (erF); nahm Sitz 1872 ein    |
| Carl Graf zu Ysenburg und Büdingen in Meerholz                      | 1819–1900   | Standesherr des Amt Meerholz     | 1867–1900       | erblicher Sitz (erF)                        |
| Ferdinand Maximilian Fürst zu Ysenburg und Büdingen in Wächtersbach | 1824–1903   | Standesherr des Amt Wächtersbach | 1867–1903       | erblicher Sitz (erF)                        |
| Franz-Josef Fürst zu Isenburg und Büdingen in Birstein              | 1869–1939   | Standesherr des Amt Birstein     | 1901–1918       | erblicher Sitz (erF)                        |
| Friedrich Wilhelm Fürst von Ysenburg und Büdingen in Wächtersbach   | 1850–1933   | Standesherr des Amt Wächtersbach | 1905–1918       | erblicher Sitz (erF)                        |
| Gustav Clemens Graf von Ysenburg und Büdingen in Meerholz           | 1863–1929   | Standesherr des Amt Meerholz     | 1900–1918       | erblicher Sitz (erF)                        |

## Z
| Name                                        | Lebensdaten | Beruf                      | Mitglied  | Interessen-Vertretung                 |
| ------------------------------------------- | ----------- | -------------------------- | --------- | ------------------------------------- |
| Leonhard Matthias Ernst von Zabeltitz       | 1871–1953   | Gutsbesitzer               |           |                                       |
| Heinrich Albert Zachariä                    | 1806–1875   | Staatsrechtler             | 1867–1875 | Universität Göttingen                 |
| Karl Zahn                                   | 1806–1882   | Oberbürgermeister          | 1854–1871 | Dortmund                              |
| Friedrich von Zander                        | 1791–1868   | Kanzler Kgr. Preußen       | 1854–1868 | kraft Amtes                           |
| Hans Dietrich von Zanthier                  | 1856–1925   | Gutsbesitzer, Landrat      | 1910–1918 | Grundbesitzer Neuvorpommern und Rügen |
| Julius Graf von Zech-Burkersroda            | 1805–1872   | Landtagsmarschall          | 1855–1872 | Grafenverband Sachsen                 |
| Gustav Archibald Freiherr von Zedlitz-Leipe | 1824–1914   | Gutsherr, Landesältester   | 1877–1914 | Grundbesitzer Jauer und Schweidnitz   |
| Robert Graf von Zedlitz-Trützschler         | 1837–1914   | Oberpräsident              | 1909–1914 | persönliche Berufung                  |
| Wilhelm von Zedlitz-Neukirch                | 1811–1880   | Landschaftsdirektor        | 1854–1876 | Grundbesitzer Bez. Schweidnitz        |
| Wilhelm Ernst Freiherr von Zedlitz-Neukirch | 1848–1923   | Gutsherr                   |           |                                       |
| Robert Zelle                                | 1829–1901   | Oberbürgermeister          | 1892–1898 | Berlin                                |
| Albert Graf von Zieten-Schwerin             | 1835–1922   | Gutsbesitzer               | 1874–1918 | Grafenverband Pommern                 |
| Albrecht von Zitzewitz                      | 1848–1917   | Major, Gutsbesitzer        | 1902–1917 | Familie von Zitzewitz                 |
| Ernst von Zitzewitz                         | 1835–1899   | Oberst, Gutsbesitzer       | 1896–1899 | Grundbesitzer Herzogtum Wenden        |
| Friedrich-Karl von Zitzewitz                | 1863–1936   | Landschaftsdirektor        |           |                                       |
| Wilhelm Graf von Zitzewitz                  | 1838–1925   | Gutsbesitzer               | 1900–1918 | Grundbesitzer Herzogtum Wenden        |
| Adam Graf Zoltowski                         | 1876–?      | Gutsbesitzer               | 1909–1918 | Grafenverband Provinz Posen           |
| Marcell von Zoltowski                       | 1812–1901   | Generallandschaftsdirektor | 1880–1901 | Grundbesitzer Bez. Fraustadt          |
| Philipp Zorn                                | 1850–1928   | Kronsyndikus               | 1905–1918 | persönliche Berufung                  |
| Wilhelm Zuckschwerdt                        | 1852–1931   | Bankier                    | 1911–1918 |                                       |
| Erich Zweigert                              | 1849–1906   | Oberbürgermeister          | 1887–1906 | Essen                                 |
| Hermann von Zychlinski                      | 1825–1886   | Gutsbesitzer               | 1883–1886 | Grundbesitzer Bez. Meseritz           |

### Protokolle des preußischen Staatsministeriums (Acta Borussica als PDF-Datei)

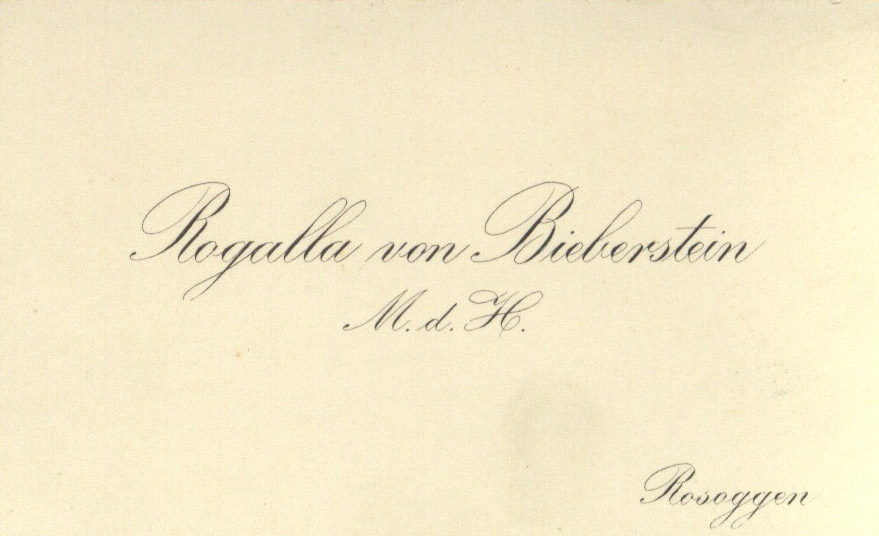
Visitenkarte des Walter Rogalla von Bieberstein, Mitglied des Preußischen Herrenhauses

- Acta Borussica Band 4/I (1848–1858)
- Acta Borussica Band 4/II (1848–1858)
- Acta Borussica Band 5 (1858–1866) (Memento vom 21. Januar 2010 im Internet Archive)
- Acta Borussica Band 6/I (1867–1878)
- Acta Borussica Band 6/II (1867–1878)
- Acta Borussica Band 7 (1879–1890) (PDF-Datei; 2,83 MB)
- Acta Borussica Band 8/I (1890–1900) (PDF-Datei; 2,72 MB)
- Acta Borussica Band 8/II (1890–1900) (PDF-Datei; 2,19 MB)
- Acta Borussica Band 9 (1900–1909) (PDF-Datei; 2,74 MB)
- Acta Borussica Band 10 (1909–1918) (PDF-Datei; 2,74 MB)

## Sonstiges
- Hartwin Spenkuch: Das preußische Herrenhaus. Adel und Bürgertum in der ersten Kammer des Landtages 1854–1918. Droste, Düsseldorf 1998. ISBN 978-3-7700-5203-5.
- Handbuch für das Preussische Herrenhaus. 1864–1911. Abgeschlossen 20. November 1911, Hrsg. E. David, Direktor bei dem Herrenhause, Carl Heymanns Verlag, Berlin 1911.
- Hermann Crüger (Hrsg.): Chronik des preußischen Herrenhauses. Ein Gedenkbuch zur Erinnerung an das dreißigjährige Bestehen des Herrenhauses. Selbstverlag, Berlin 1885.
- Parlamentarisches Handbuch für das Herrenhaus und das Haus der Abgeordneten. Rudolf Ludwig (von) Decker, Berlin 1859–1862.